# Eure (département)
Pour les articles homonymes, voir Eure.
L'Eure (/œʁ/) est un département français de la région Normandie. Il tire son nom de l'Eure, rivière qui le traverse avant de rejoindre la Seine. L'Insee et La Poste lui attribuent le code 27. Sa préfecture est Évreux.

## Géographie

### Localisation
| Estuaire de la Seine | Seine-Maritime |                 |
| Calvados             | Eure           | Oise Val-d'Oise |
| Orne                 | Eure-et-Loir   | Yvelines        |

De 1956 à 2016, le département de l'Eure appartient à la région Haute-Normandie dont il constitue la partie méridionale. Il est aujourd'hui intégré à la région Normandie. Il est limitrophe des départements de la Seine-Maritime au nord, de l'Oise, du Val-d'Oise et des Yvelines à l'est, d'Eure-et-Loir au sud, de l'Orne et du Calvados à l'ouest. Il est le seul département normand à être limitrophe de l'Île-de-France.

### Régions naturelles
D'une altitude moyenne de 150 mètres, l'Eure est un département constitué de plateaux séparés par des vallées plus ou moins profondes. Celles-ci délimitent les différentes régions naturelles qui sont au nombre de 13 : le pays de Lyons, le Vexin normand, le Vexin bossu, la vallée de la Seine, le plateau de Madrie, la campagne de Saint-André, le plateau du Neubourg, le pays d'Ouche (partagé avec l'Orne), le Roumois, le Lieuvin, le Marais-Vernier, le pays d'Auge (partagé avec le Calvados et l'Orne) et un petit secteur du Perche, qui se prolonge dans les départements d'Eure-et-Loir et de l'Orne.
De façon générale, les paysages de l'Eure sont profondément influencés par les différents pays riverains. Ainsi, « le Vexin français se prolonge sur le Vexin normand ; le Mantois et la Beauce poursuivent leur influence jusqu’aux portes de Rouen ; le pays d’Ouche est à cheval sur l’Eure et l’Orne et enfin le pays d’Auge en Basse-Normandie, transparaît jusqu’aux bords de la Risle aval. »
Cinq grands ensembles paysagers se distinguent nettement :
- la vallée de la Seine. Axe majeur du Nord de la Normandie, la vallée de la Seine traverse la partie nord-est du département de l'Eure (de Vernon à Martot) et délimite sa frontière avec la Seine-Maritime au nord-ouest (de Sainte-Croix-sur-Aizier à Fatouville-Grestain)[3]. Elle constitue une structure paysagère complexe associant l'eau, des milieux naturels et forestiers, des paysages agricoles et des paysages urbains ou industriels ;
- le Vexin normand. Ce paysage de plateau agricole aux larges ondulations est principalement dédié aux cultures de blé, de lin et de betteraves. En se rapprochant de la vallée de l'Epte qui marque la limite avec le Vexin français, le plateau est creusé de multiples sillons. De nombreux vallons secs et talwegs forment ainsi des bosses et des creux qui descendent doucement vers la vallée de l'Epte ;
- le plateau de l'Eure, dont les grandes étendues rappellent la Beauce voisine tout en ayant une architecture normande incontestable ;
- le pays de Lyons. Ce territoire, compris entre la vallée de l’Andelle à l’ouest, la boutonnière du pays de Bray au nord-est et le Vexin normand au sud, est marqué par un massif forestier de près de 11 000 hectares, la forêt de Lyons. Celle-ci, majoritairement constituée de hêtraies, a pour particularité d’être morcelée et de renfermer de très nombreuses clairières dans lesquelles de grandes cultures témoignent de l’influence du Vexin normand[4] ;
- les pays de l’Ouest de l’Eure (pays d’Ouche, Lieuvin, pays d’Auge et Roumois sud)[5]. Ils sont marqués par une place plus importante de l’herbe, de l’arbre et de la forêt, dessinant des paysages plus verts et, pour certains d’entre eux, plus vallonnés où dominent les prairies. Ainsi, au fur et à mesure que l'on se rapproche de l'Ouest du département, les résidus bocagers deviennent de plus en plus nombreux jusqu'à former un bocage au maillage dense, notamment dans la partie nord du Lieuvin et le pays d’Auge. Ces pays se prolongent en Basse-Normandie à l’ouest et au sud.

Paysages de l'Eure :
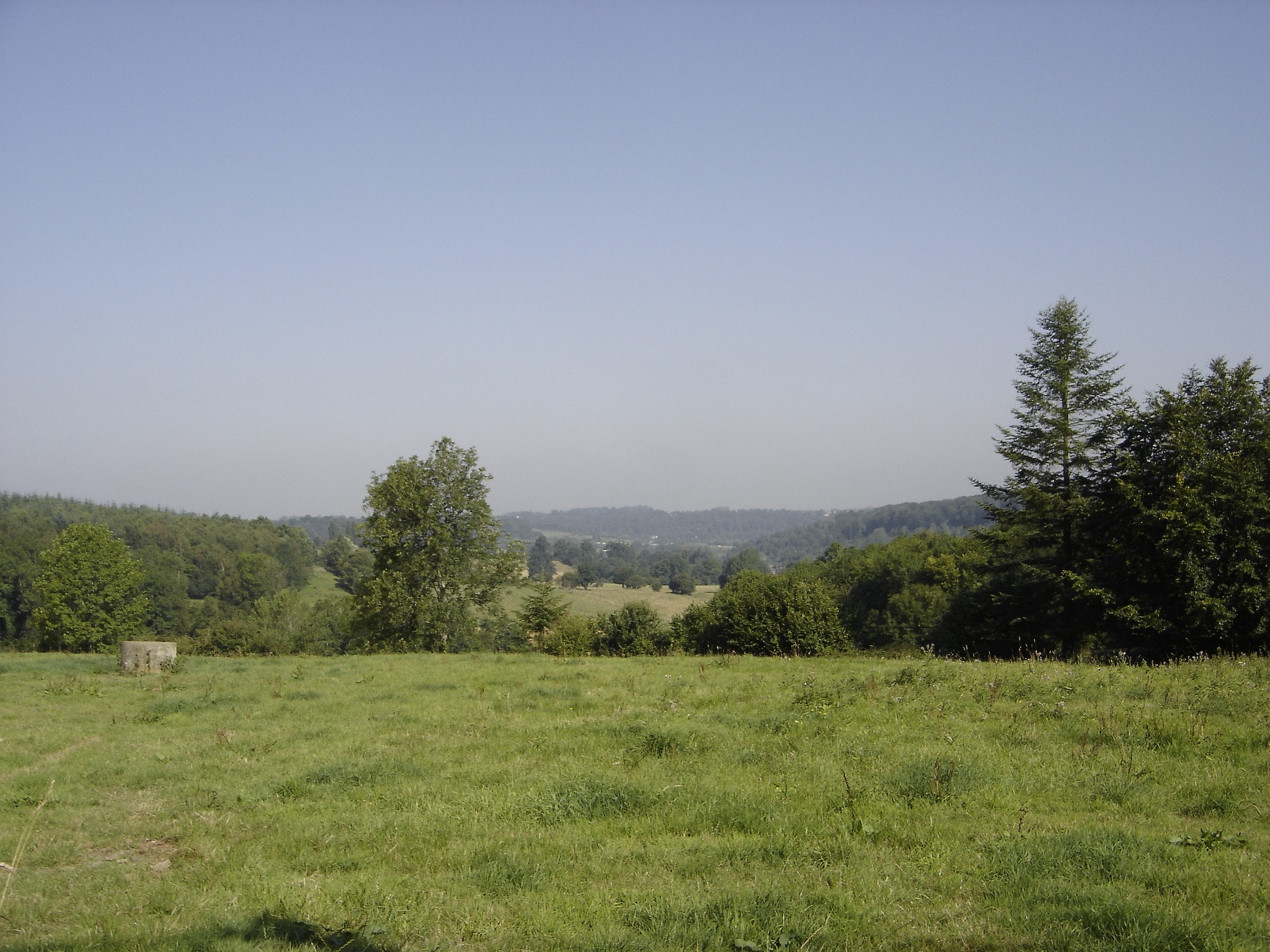
Paysage bocager du Lieuvin dans l'ouest.
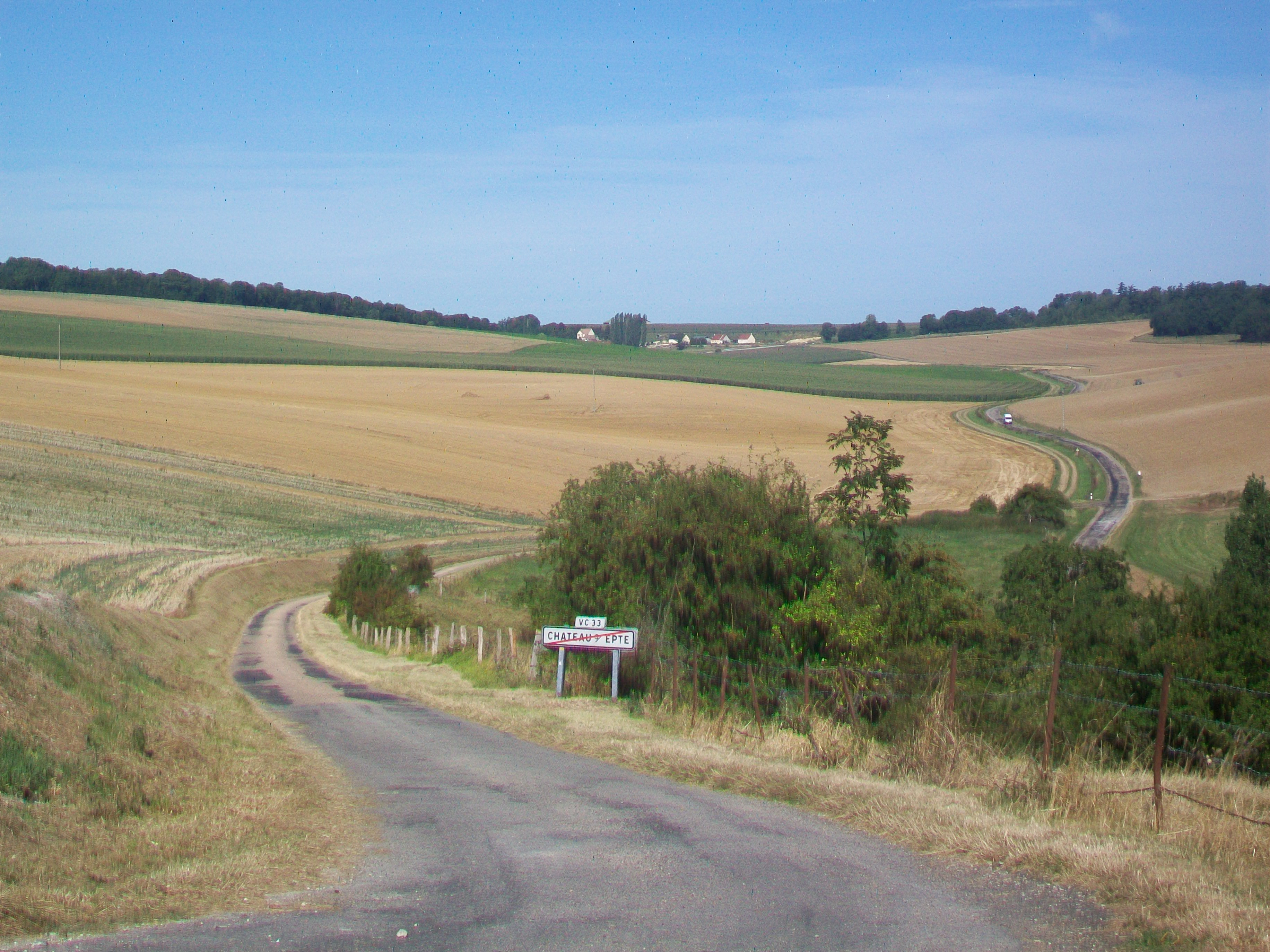
Paysage du Vexin bossu dans le nord-est.
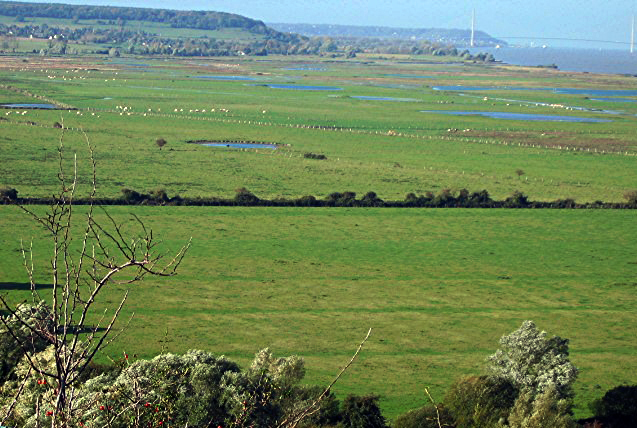
Le Marais-Vernier dans le nord-ouest.
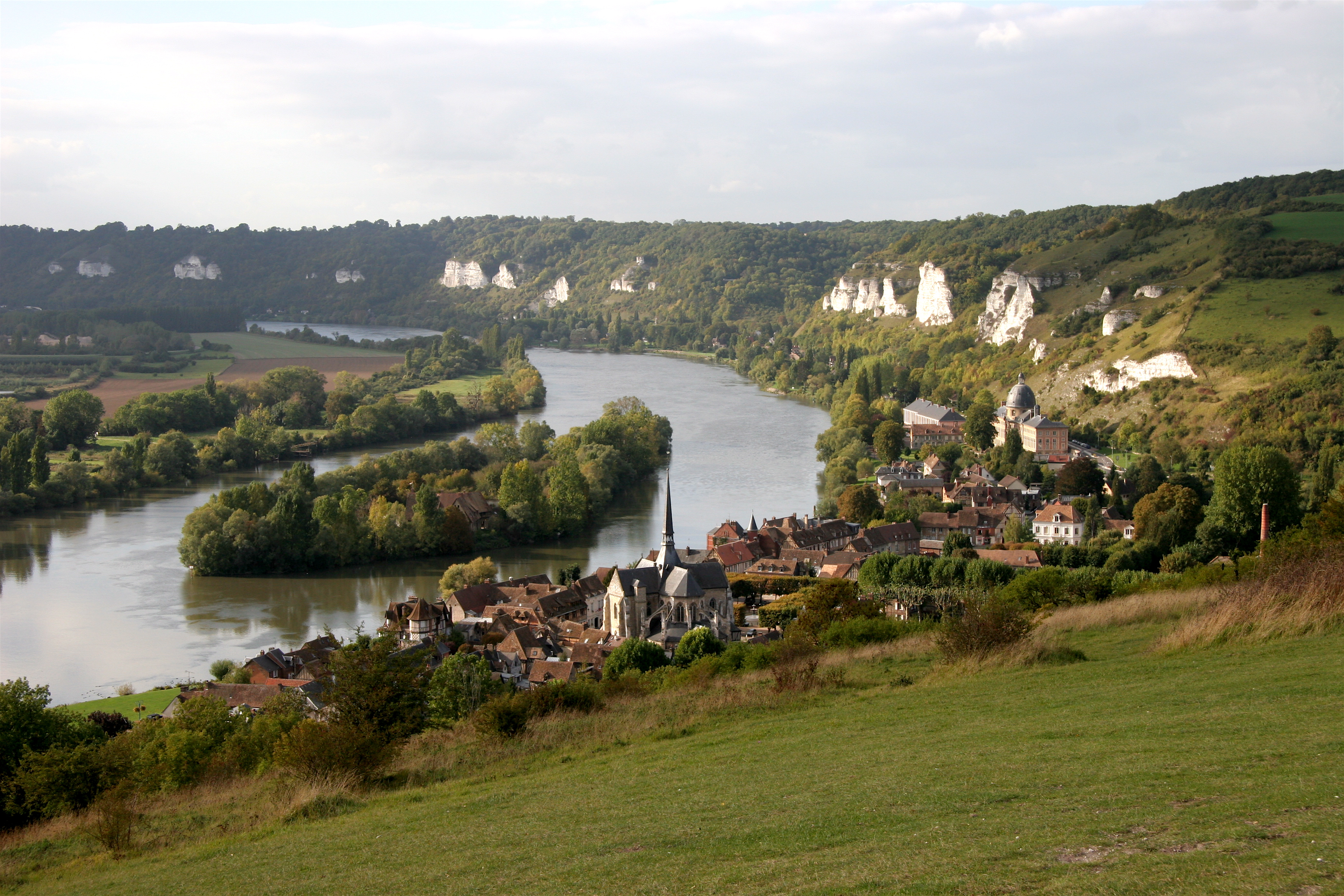
Les Andelys : vue du Château-Gaillard dans le nord-est.

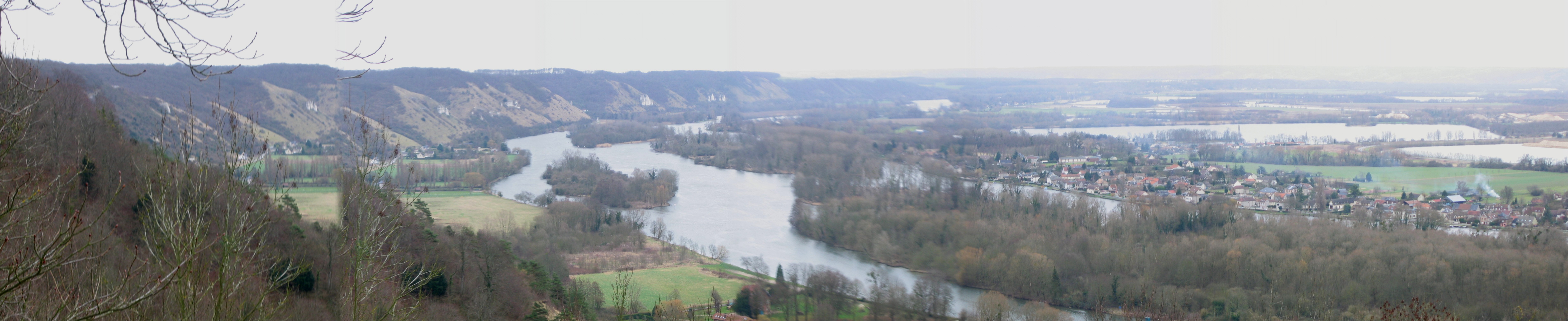
La côte des Deux-Amants dans le nord-est.

### Boisement
Avec un taux de boisement de 23 %, l'Eure est le département normand le plus boisé. Principalement implantées dans les vallées ou leurs abords, les forêts couvrent environ 132 775 hectares de son territoire. Elles sont constituées à 85 % de feuillus (chêne et hêtre principalement) et à 15 % de résineux (pin sylvestre, douglas et pin laricio essentiellement).

L'Eure compte trois forêts domaniales (c'est-à-dire qu'elles font partie du domaine privé de l'État et sont gérées par l'Office national des forêts) :

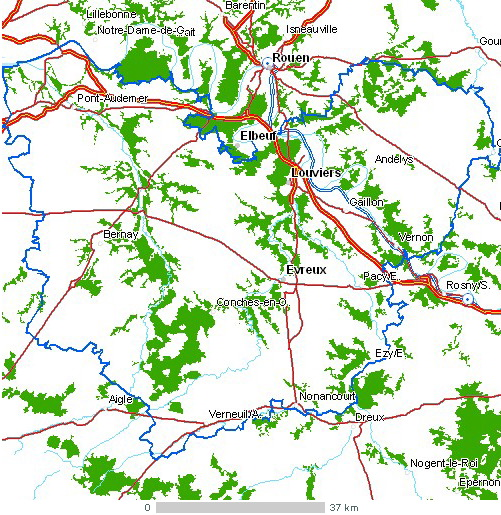
L'Eure, département normand le plus boisé.

- La forêt de Lyons. Plus grand massif forestier de Normandie (11 000 ha), cette forêt se situe à cheval sur le Nord-Est du département de l'Eure et le Sud-Est de la Seine-Maritime. Elle est considérée comme une des plus belles hêtraies d'Europe, notamment grâce à sa clarté et à son aspect cathédrale dû au caractère élancé des hêtres (jusqu'à 45 mètres de hauteur) qui laissent passer la lumière. Elle est parcourue par environ 300 km de chemins forestiers et abrite l'arboretum des Bordins[7].
- La forêt de Montfort. Située sur la rive droite de la Risle, sur une surface d'environ 2 800 ha, cette forêt est dominée principalement par les résineux (pins sylvestres, épicéas et autres douglas). Elle offre environ 150 km de chemins balisés dans un cadre au relief vallonné[8].
- La forêt de Bord-Louviers. Jouxtant les vallées de l'Eure et de la Seine, cette forêt couvre environ 4 600 ha. Elle est constituée de pinèdes au nord sur les terrasses de la Seine, d'une hêtraie dans la plaine centrale et d'une majorité de chênes sur les plateaux du Sud[9].

Les autres grandes forêts du département de l'Eure sont celles de Beaumont-le-Roger, de Conches, de Breteuil, d'Évreux et de Bourth.

### Hydrographie

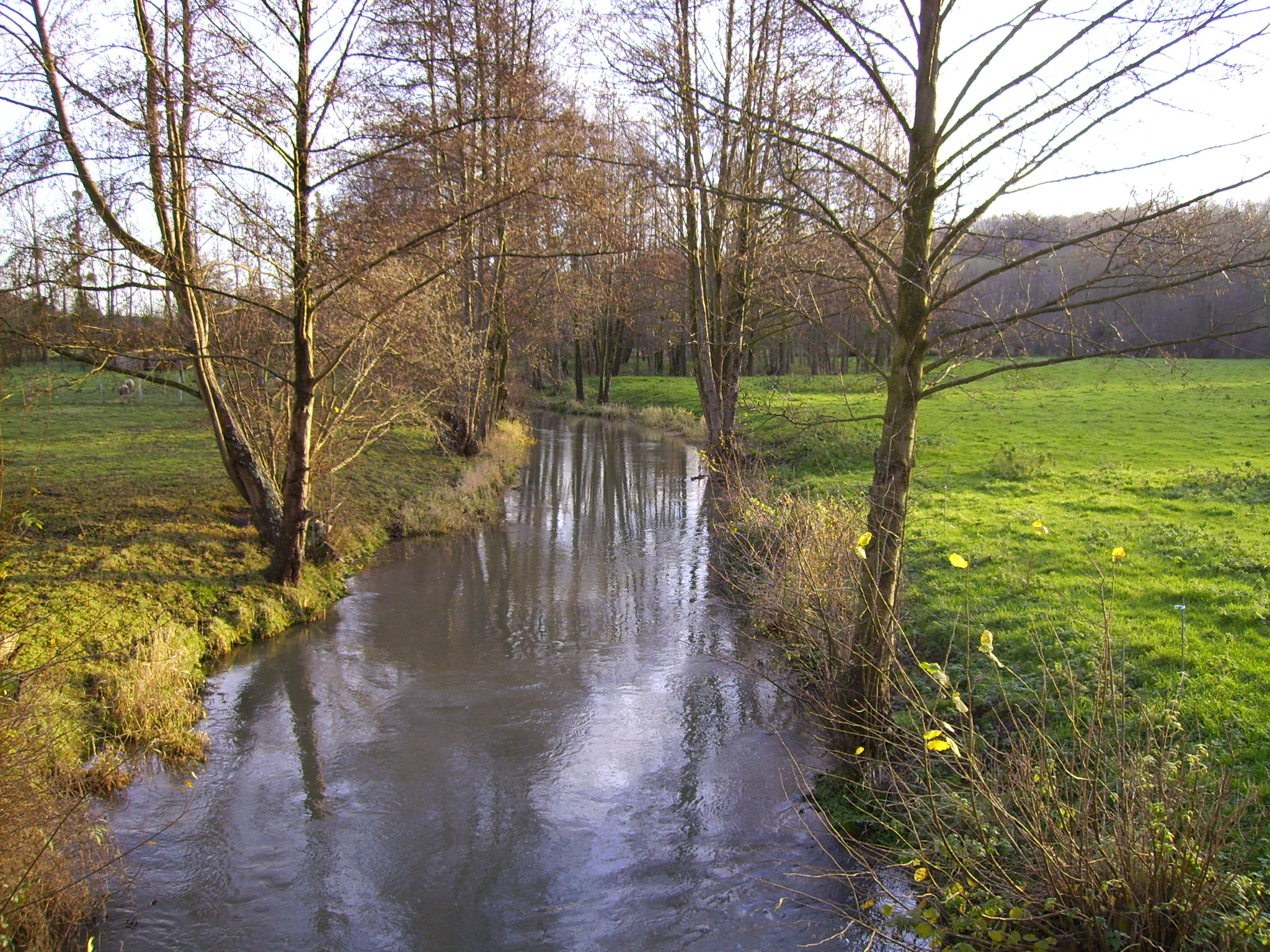
La Calonne.

Le réseau hydrographique de surface, modérément développé, s'étend sur un total de plus de 3 176 km de cours d'eau. Il est concentré sur un petit nombre de rivières principales qui, avec leurs principaux affluents, représentent un linéaire total de 1 350 km.
Les différents cours d'eau
Au Nord, ce sont la Seine et ses affluents de rive droite :
- l'Andelle et ses affluents (l'Hérondelle, le Crevon, la Lieure et le Fouillebroc) ;
- le Gambon ;
- enfin l'Epte et ses affluents (la Bonde, la Levrière et le Troesne).

Le Sud est traversé par les rivières qui rejoignent la Seine en rive gauche :
- à l'ouest, la Risle et ses affluents (la Charentonne, le ruisseau du Bec, la Véronne, le ruisseau de Tourville [11] et la Corbie) ;
- à l’est, l'Eure et ses principaux affluents l'Iton et l'Avre.

Les rivières euroises prennent pour la plupart leur source en dehors des limites départementales : dans le Perche ornais pour la Risle, l’Iton, l’Eure et l’Avre et dans le pays de Bray (Seine-Maritime) pour l’Andelle et l’Epte. Seuls l’Oison, le Gambon et la Calonne prennent leurs sources dans le département. Elles appartiennent toutes au bassin de la Seine à l’exception de la Calonne qui est un affluent de la Touques.
De manière générale, les vallées humides euroises adoptent une direction Nord-Sud (à l'inverse des vallées sèches qui s'orientent plutôt vers une direction Est-Ouest). Sous l'effet du climat périglaciaire quaternaire, ces vallées ont vu leurs versants évoluer de façon différente. En effet, le versant nord présente une pente douce et se trouve recouvert de colluvions argilo-limoneuses tandis que le versant sud présente une pente abrupte sur laquelle la craie affleure.
État écologique des cours d'eau

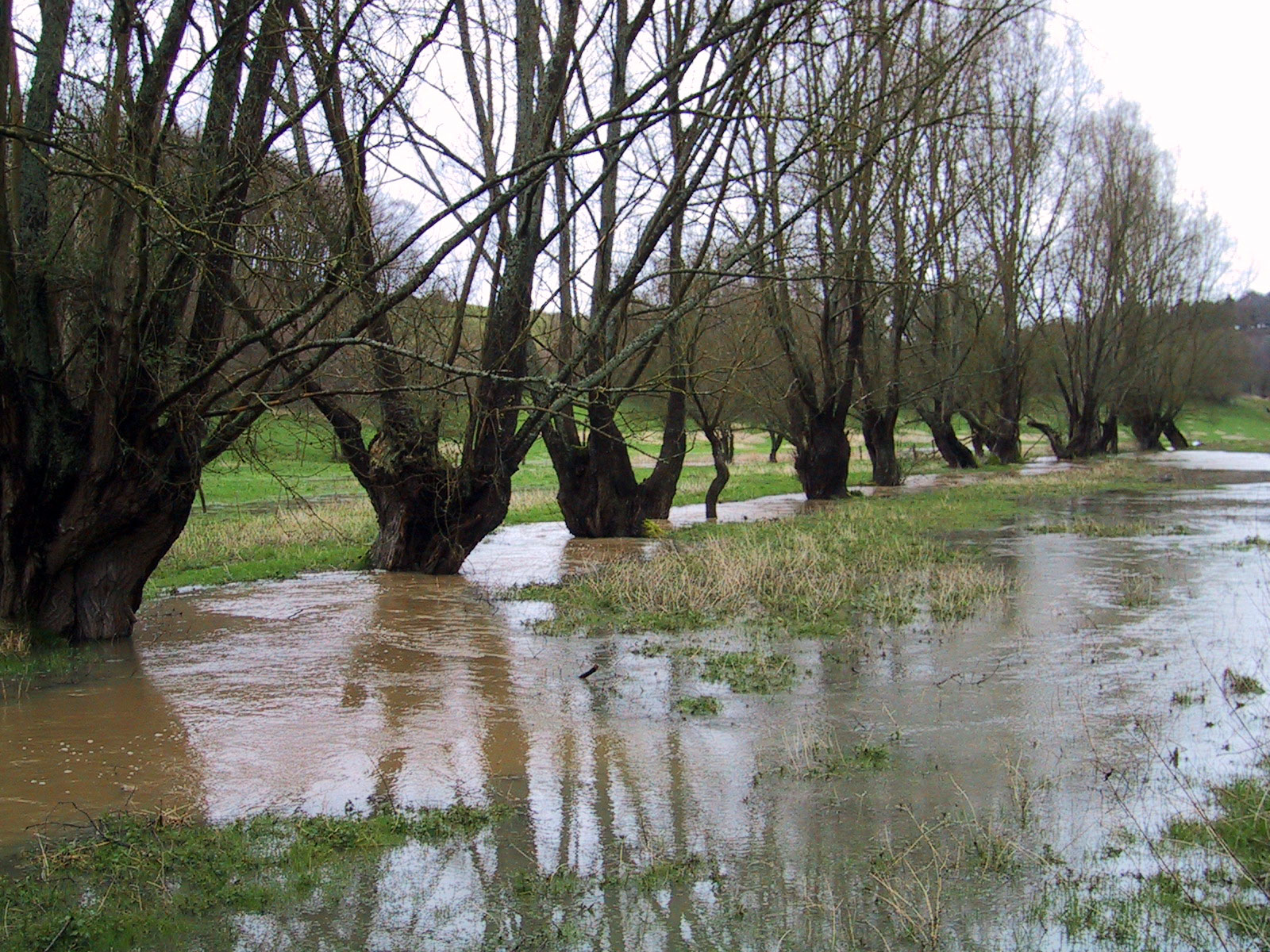
L'Oison en crue.

La Seine est le seul cours d'eau du département de l'Eure dont l'état écologique est considéré comme mauvais. En revanche, de nombreux petits affluents, notamment dans le Nord-Ouest (le ruisseau saint-Christophe, le Sébec, le ruisseau de la fontaine Barbotte) et dans le Nord-Est (le Gambon et l'Andelle) sont en très bon état. Mais de façon générale, « la majorité du linéaire des cours d'eau dans l'Eure présente des altérations écologiques (physico-chimique, chimique ou morphologique) qui déclassent la qualité en état moyen ».
L'ensemble des cours d'eau de l'Eure est menacé par différentes espèces invasives dont deux, en particulier, sont dangereuses et posent des difficultés : la renouée du Japon et la Jussie.
La continuité écologique
Aujourd'hui, plus de 1 300 seuils ou barrages sont recensés sur l'ensemble du bassin hydrographique du département. Ces constructions, destinées initialement à l'utilisation de l’énergie des cours d’eau, ou parfois à la navigation ou à la création de plans d’eau, barrent le lit des rivières et des ruisseaux et font obstacle à la continuité écologique. 60 % de ces ouvrages ne serviraient plus.

### Relief

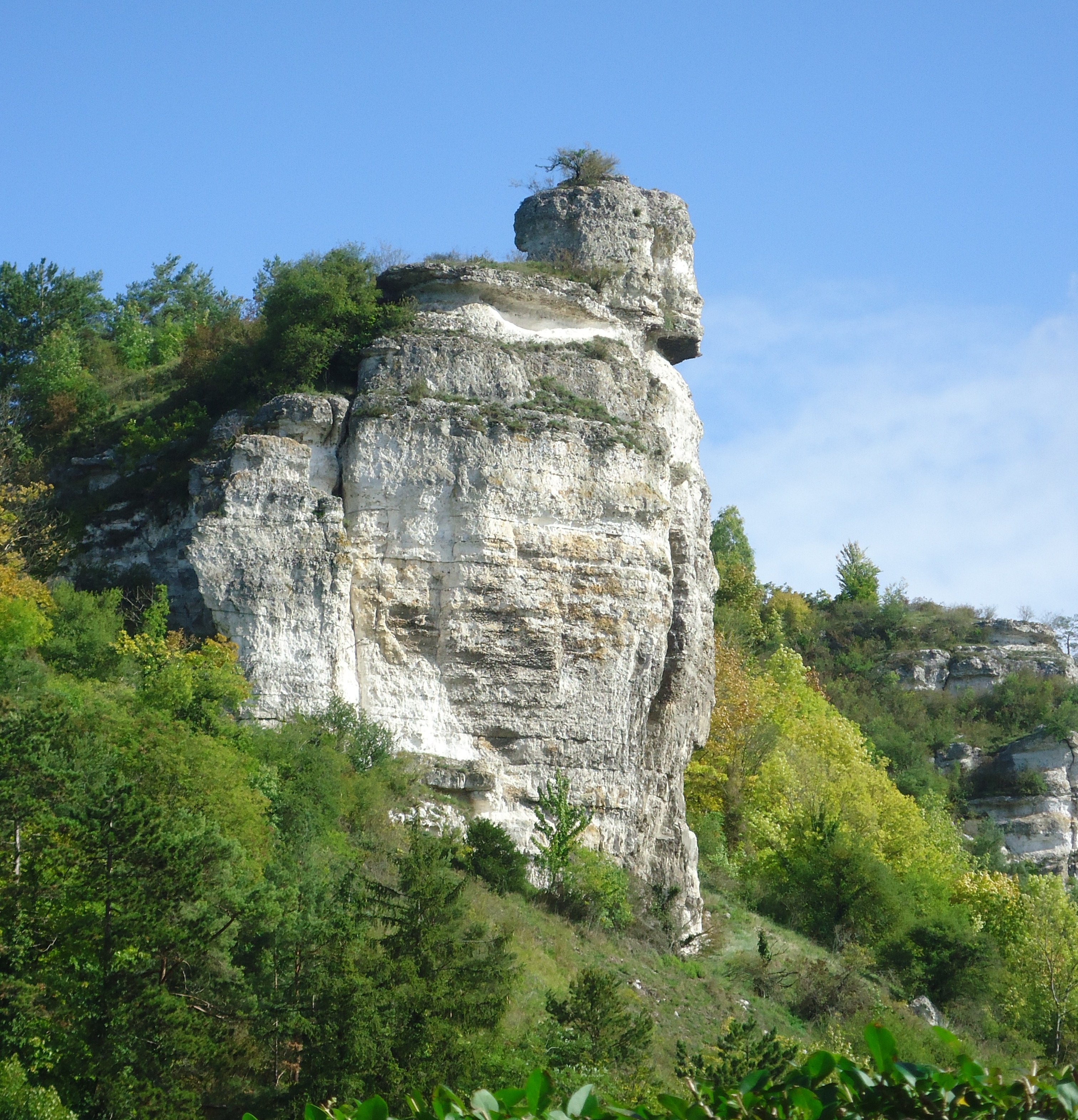
La roche à tête d'Homme - commune de La Roquette.

De manière générale, l'Eure présente une géographie d'ensemble relativement uniforme, faite de plateaux faiblement ondulés, incisés par des vallées parfois profondes et encaissées, dessinant alors des paysages en creux. Cet aspect de la géographie euroise, beaucoup plus marqué dans le nord que dans le sud, crée des passages entre plateaux et vallées souvent rapides, voire brutaux, et sans véritable transition : les coteaux, les falaises, les pentes, dessinent des espaces étroits, peu accessibles, abrupts ou subverticaux.
L'altitude moyenne du département se situe aux alentours des 150 mètres NGF. En remontant vers le nord, l’altitude baisse lentement pour finalement s'approcher du 0 NGF (notamment près de l'estuaire de la Seine).

### Climat
Le climat du département de l'Eure est océanique. Sous l'influence fréquente des dépressions venues de l'Atlantique, il est marqué globalement par l'humidité et une douceur des températures.
De nombreux facteurs locaux diversifient le climat : proximité ou non du littoral, altitude (- 0,6° par 100 m soit 1,5° entre zéro et 240 m), situation ventée ou d’abri, couverture végétale, qualité thermique des sols, etc. En effet, une différence importante se distingue entre, d'un côté, les zones situées au nord et à l'ouest, et de l'autre, les zones situées au sud et à l'est. Ainsi, le Lieuvin, le pays d'Auge, le pays d'Ouche ainsi que le Vexin ont un climat plus frais et plus humide. En revanche, le plateau de Saint-André et le plateau de Madrie se caractérisent par une pluviosité plus faible (moins de 600 mm par an), la rapprochant en cela des plateaux d'Île-de-France. La pluviométrie moyenne en fait le département le plus sec de Normandie.
En été, les nuits sont relativement fraîches, avec une grande amplitude thermique les journées ensoleillées. Cette fraîcheur nocturne, associée à des vents faibles, favorise la formation de brumes et brouillards.

## Urbanisme

### Occupation du territoire
L’Eure possède un bâti dense et réparti de façon homogène sur son territoire. Le paysage, profondément marqué par la présence de l'homme, se caractérise par l'absence d'étendues vides. Ainsi, il est presque impossible de parcourir plus de trois kilomètres sans croiser une ou plusieurs habitations (qu'il s'agisse d'une ferme isolée, d'un hameau, d'un village ou d'une ville).
Cette occupation régulière du territoire par le bâti permet de distinguer une hiérarchie urbaine s’organisant de la façon suivante :
- les hameaux, distants de 1,5 km les uns des autres ;
- les villages, distants entre eux de 3 km ;
- les gros bourgs ou petites villes, tous les 20 km ;
- les grandes villes centres, à 70 km les unes des autres.

Toutefois, à l'échelle régionale, des nuances se distinguent, contribuant, ainsi, à différencier les paysages entre eux :
- dans le Vexin normand, sur les plaines du Neubourg et de Saint-André ainsi que sur le plateau de Madrie, l'habitat dispersé ou en hameaux se fait rare ; les fermes et les habitations tendent plutôt à se regrouper pour former de gros villages ou des villes, laissant de vastes espaces agricoles dans lesquelles l'occupation humaine se fait moins pressante ;
- les pays du Lieuvin et du Roumois ainsi que la partie augeronne possèdent de très nombreux hameaux entre les villages, tendant alors vers un habitat diffus ;
- les grandes villes engendrent autour d’elles une pression urbaine forte et un fort impact sur les villages alentour. Des aires d’influence urbaine ceinturent ainsi les grandes villes ; c'est le cas de Rouen et d'Elbeuf en Seine-Maritime (dont l'influence se ressent profondément dans l'Eure, principalement dans la vallée de la Seine), Évreux et Louviers.

### Organisation du bâti sur le territoire
Le bâti n'est pas organisé partout de la même façon. Les formes urbaines diverses contribuent à différencier les unités de paysages entre elles. Parmi la grande variété de formes urbaines présentes dans l'Eure, il en est quelques-unes qui sont spécifiques au département, contribuant à son caractère identitaire.

#### Villes nichées

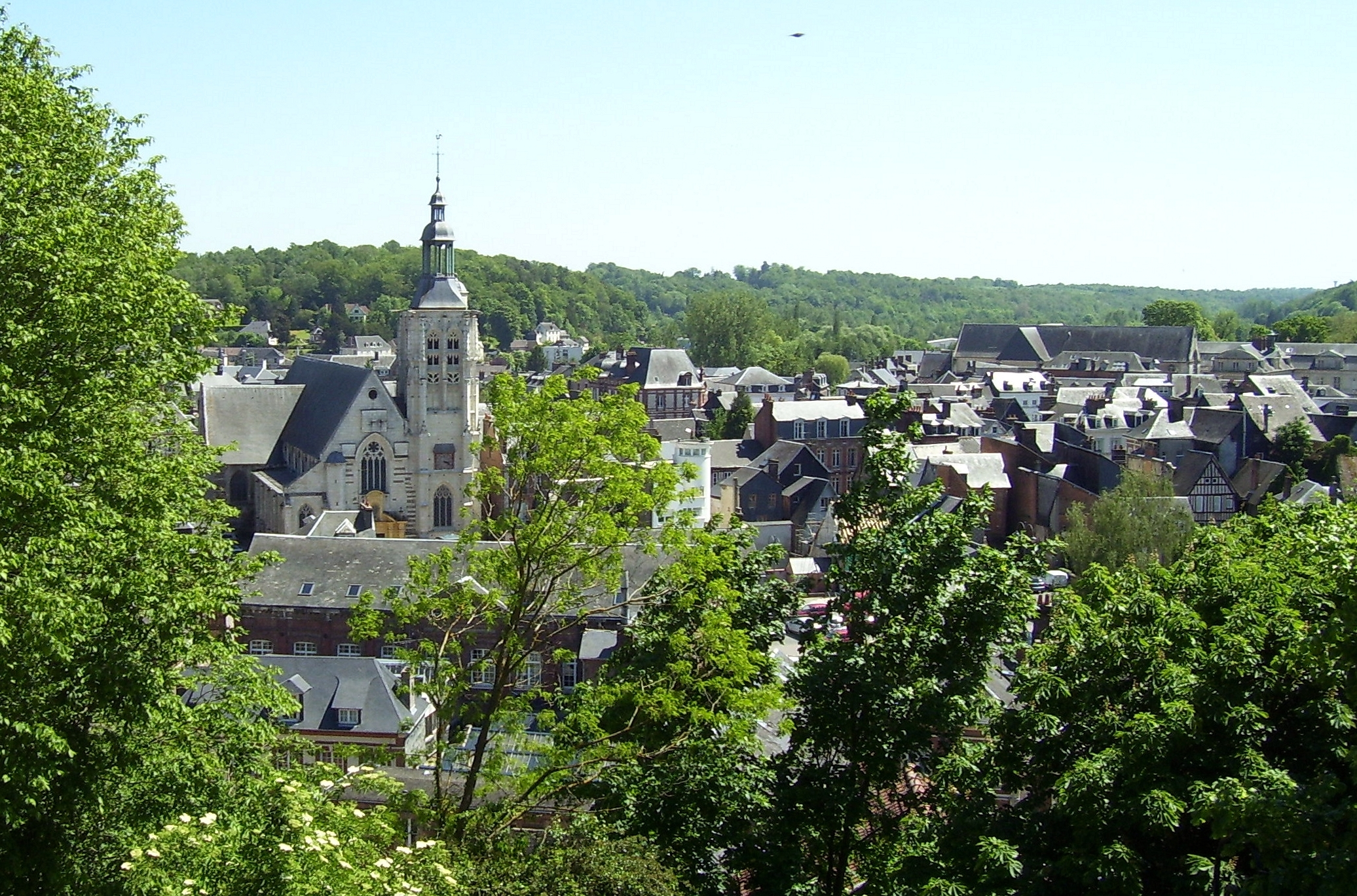
Bernay, ville nichée dans la vallée de la Charentonne.

Dans l'Eure, de nombreuses villes sont implantées au creux des vallées (afin, notamment, d'être proches des rivières dont l'eau est utile au développement industriel) : c'est vrai pour Évreux, Pont-Audemer, Bernay, Brionne, Verneuil-sur-Avre, Pacy-sur-Eure, Gisors, et beaucoup d'autres. Il en résulte des villes discrètes, qui, nichées dans les vallées et le plus souvent entourées par des coteaux boisés, ne se perçoivent pas depuis les plateaux. Cependant, des vues urbaines d'ensemble remarquables se dégagent depuis le sommet des coteaux (c'est notamment le cas au Château-Gaillard où une vue imprenable s'offre sur Les Andelys et la vallée de la Seine, ou encore au donjon de Brionne où l'on domine la vallée de la Risle).
En revanche, la capacité d’accueil limitée des sites bâtis conduit à des phénomènes de débordement, liés à la pression du développement urbain. On constate alors des villes qui s’allongent de façon excessive dans les vallées et des extensions urbaines débordant sur les plateaux, avec la création de quartiers satellisés, déconnectés des centres-villes comme c’est le cas à Pacy-sur-Eure, Évreux ou Gisors.

#### Villages jardinés

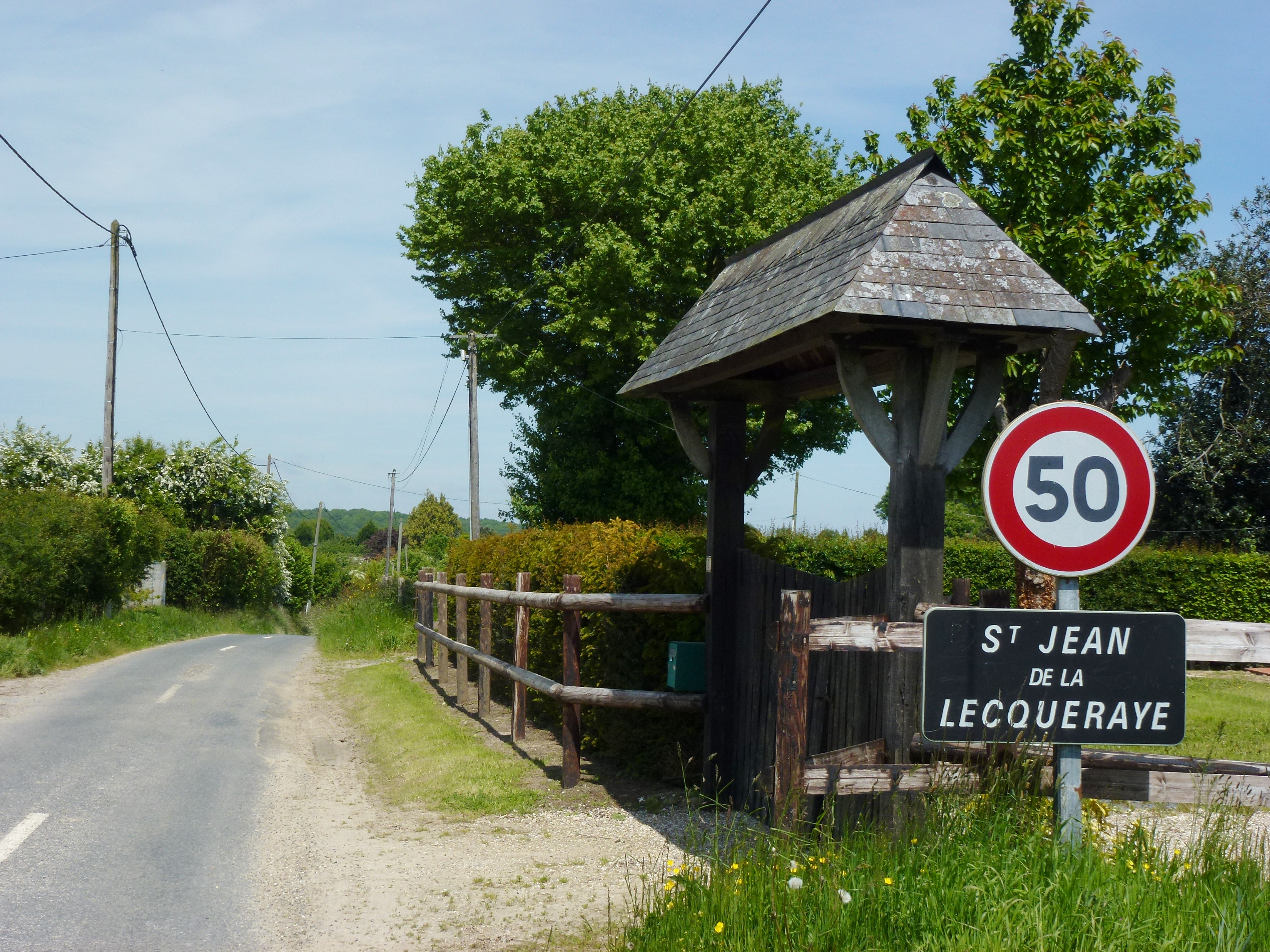
Saint-Jean-de-la-Lecqueraye, exemple d'un village jardiné.

Dans ces villages typiques du Lieuvin, du pays d'Auge, du Roumois et du pays d'Ouche, les maisons ne se regroupent pas les unes près des autres autour de l'église. En effet, chaque habitation conserve son terrain tout autour, créant ainsi un tissu villageois aéré. Le village s’organise autour d’une route ou d’un carrefour qui prend rarement l’aspect d’une rue car les abords restent généralement enherbés. Il n’offre pas une image urbaine mais plutôt une ambiance jardinée où la végétation est présente partout : les clôtures restent transparentes ou se parent de haies champêtres et taillées, et les arbres des jardins débordent généreusement sur la rue.

#### Villages agricoles
Dans le Vexin normand, et sur les plaines du Neubourg et de Saint-André, les villages, généralement assez grands, présentent un caractère un peu austère : de grandes fermes, dont les bâtiments s’alignent perpendiculairement à la rue, offrent des façades aveugles prolongées par des murs d’enceintes. Peu de maisons s’ouvrent directement sur la rue, les jardins n'étant pas visibles. Une place, ou une mare demeure souvent l'espace le plus végétalisé et le plus convivial.

#### Villages-rues des plateaux
Ces villages, étirés le long des routes, sont hérités d'un parcellaire ancien, organisé perpendiculairement à la chaussée et relativement étroit. Les habitations s’égrènent sur une seule ligne le long de la route qui constitue le seul lien entre elles. L'ensemble compose une campagne habitée, où les relations entre villages et espaces agricoles environnants sont étroites, aussi bien d'un point de vue physique que visuel.

#### Quartiers de la reconstruction
Les centres urbains de quelques villes de l'Eure ont été gravement endommagés par les bombardements allemands lors de la Seconde Guerre mondiale (contrairement aux villes de Basse-Normandie ou du Havre qui furent bombardés par les Alliés avant le débarquement). C'est notamment le cas de Vernon, de Gisors, de Louviers et d'Évreux qui fut sinistrée à 47 %. Lors de la reconstruction d'après guerre, un nouveau matériau incontournable apparaît : le béton armé, qui se marie par force aux vestiges médiévaux préservés.

#### Paysages de périphéries
Certains paysages autour des grandes villes sont gagnés par la péri-urbanisation (notamment autour d’Évreux ou de Louviers). Fortement marqués par la standardisation et l'absence d'identité, ces périphéries constituent des espaces non urbains mais sous influence urbaine qui grignotent de plus en plus les terres agricoles. Composés de lotissements d’habitat individuel, de zones d’activités et de zones commerciales, d'échangeurs et de ronds-points routiers, ils se retrouvent partout sur le territoire français.

### Résidences secondaires
Selon le recensement général de la population du 1er janvier 2008, 7,2 % des logements disponibles dans le département étaient des résidences secondaires.
Ce tableau indique les principales communes de l'Eure dont les résidences secondaires et occasionnelles dépassent 10 % des logements totaux en 2008 :
| Ville                      | Population municipale | Nombre de logements | Rés. secondaires | % Rés. secondaires |
| -------------------------- | --------------------- | ------------------- | ---------------- | ------------------ |
| Les Barils                 | 168                   | 463                 | 393              | 84,94 %            |
| Pullay                     | 375                   | 519                 | 363              | 69,74 %            |
| La Neuville-du-Bosc        | 538                   | 369                 | 175              | 47,27 %            |
| Saint-Pierre-de-Cormeilles | 608                   | 384                 | 114              | 29,66 %            |
| Les Baux-de-Breteuil       | 643                   | 403                 | 115              | 28,54 %            |
| Le Fidelaire               | 978                   | 555                 | 133              | 23,96 %            |
| Lyons-la-Forêt             | 754                   | 489                 | 112              | 22,90 %            |
| Marcilly-sur-Eure          | 1 487                 | 794                 | 178              | 22,41 %            |
| Ivry-la-Bataille           | 2 603                 | 1 631               | 361              | 22,17 %            |
| Francheville               | 1 226                 | 680                 | 123              | 18,13 %            |
| Épaignes                   | 1 292                 | 641                 | 102              | 15,98 %            |
| Lieurey                    | 1 374                 | 698                 | 100              | 14,29 %            |

Sources :
- Source INSEE, chiffres au 01/01/2008.

## Toponymie
L'Eure tire son nom de l'Eure, rivière qui le traverse avant de rejoindre la Seine.

## Histoire

### Époque gauloise
Avant l'avènement de la domination romaine, le territoire actuel du département de l'Eure est partagé entre trois peuplades de la Gaule celtique : 

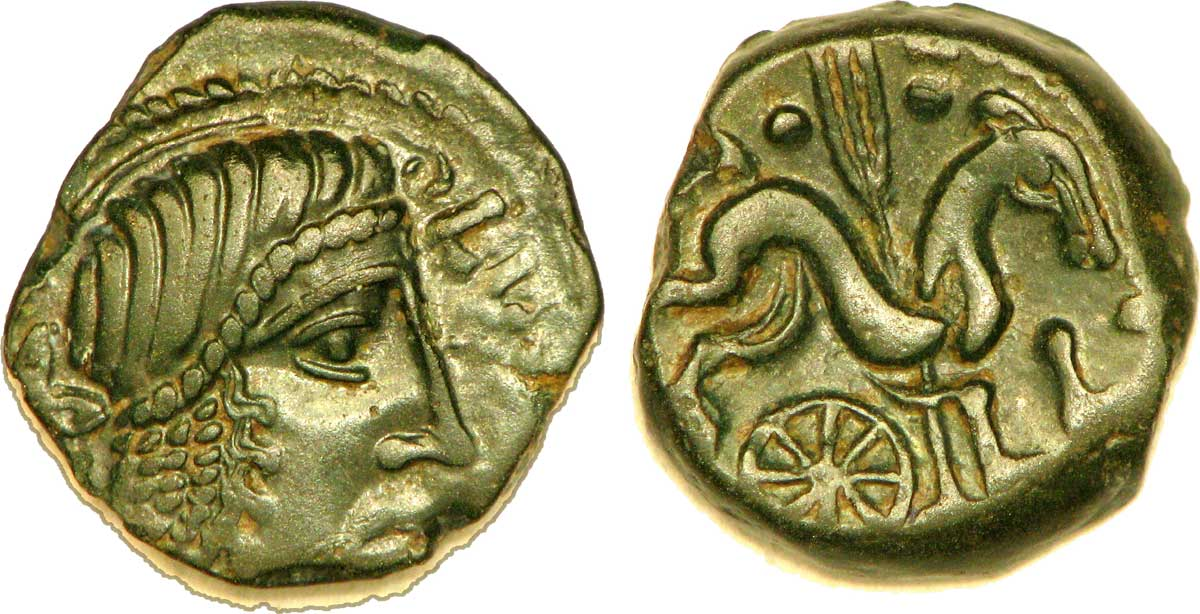
Bronze au cheval et à la rouelle frappé par les Léxoviens. Date :

- Les Véliocasses, qui occupent les terres situées au nord de la Seine correspondant approximativement au Vexin auquel ils ont donné leur nom. Le chef-lieu de ces terres est Rotomagus (Rouen) ;
- Les Lexovii, qui occupent tout l'ouest de l'Eure, des vallées la Risle et de la Charentonne jusqu'à leur chef-lieu Noviomagus Lexoviorum (Lisieux). Leur territoire correspond à l'actuel Lieuvin et à une partie du pays d'Auge ;
- les Aulerques Éburovices, qui occupent un territoire compris entre les vallées de la Seine, de la Risle et de l'Avre. Leur chef-lieu fut Mediolanum Aulercorum (Évreux).

Il ne reste que peu de traces de ces tribus dans le territoire du département de l'Eure : les plus importantes retrouvées jusqu'à présent sont les pierres druidiques des Ventes.

### Époque romaine

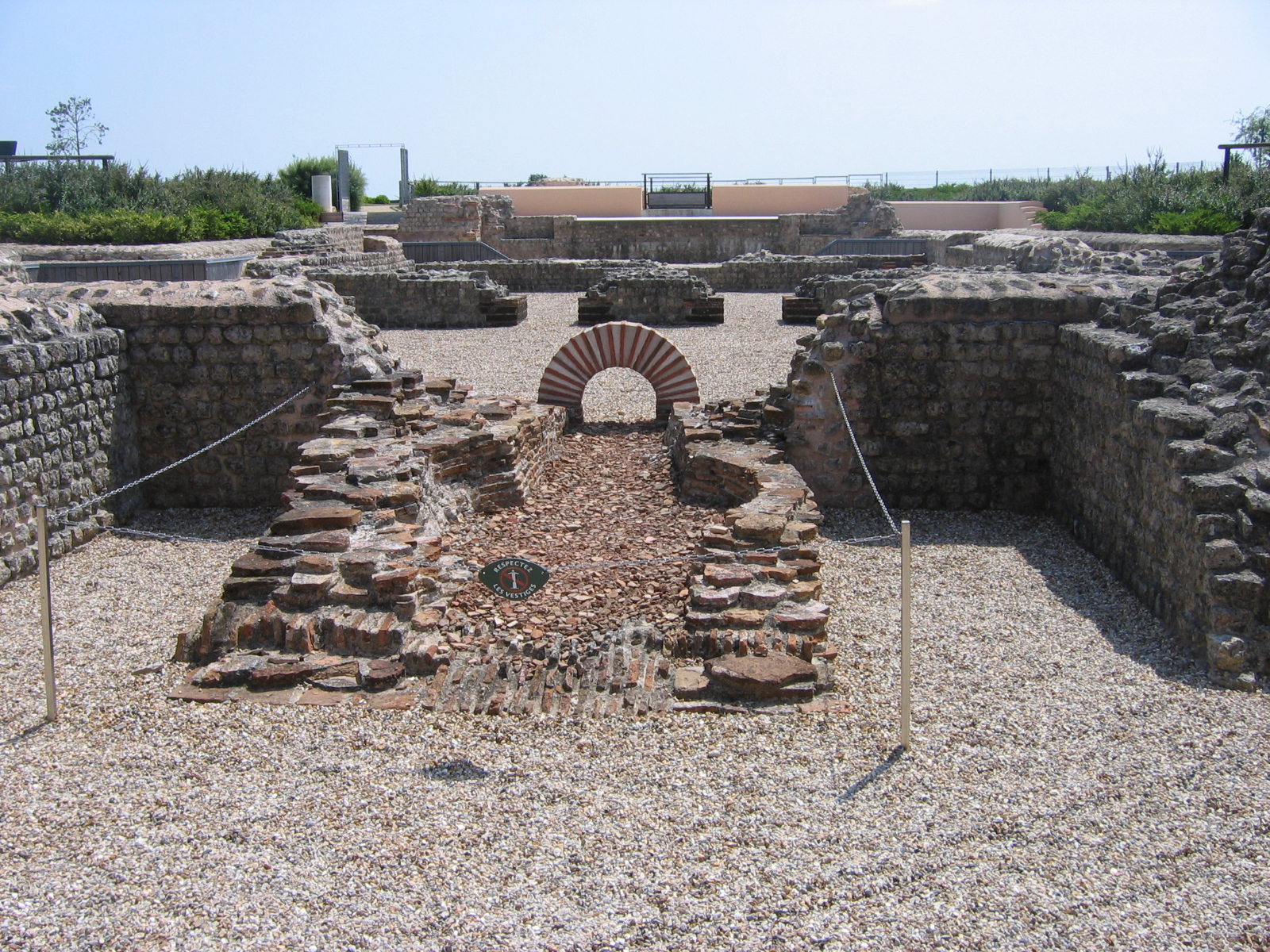
Les thermes du site gallo-romain de Gisacum - commune du Vieil-Évreux.

Au milieu du Ier siècle av. J.-C., Jules César entreprend la conquête de la Gaule, conquête qui aboutit à la guerre des Gaules.
Les Eburovices et les Véliocasses se défendent de façon redoutable. Mais rapidement vaincues et décimées, ces deux tribus se soumettent au pouvoir romain et leur remettent leurs terres. Les différents peuples gaulois se romanisent alors peu à peu.
Une fois la paix revenue, sous l'impulsion des Romains, les arts, les sciences, le commerce et l'industrie se développent. Des routes stratégiques et militaires, formées de deux ou trois rangs de pavés superposés, sont construites. Ces voies relient notamment Évreux à Lillebonne en passant par Brionne et Aizier, Lillebonne à Lisieux en passant par Pont-Audemer et Cormeilles, Brionne à Lisieux, Évreux à Dreux, etc.. Enfin, trois villes principales sont établies : Évreux, Condé-sur-Iton et Brionne. Le territoire correspondant à l'actuel département de l'Eure fait alors partie de la deuxième Lyonnaise, qui est gouvernée par des chefs militaires et des chefs civils.

### Époque mérovingienne

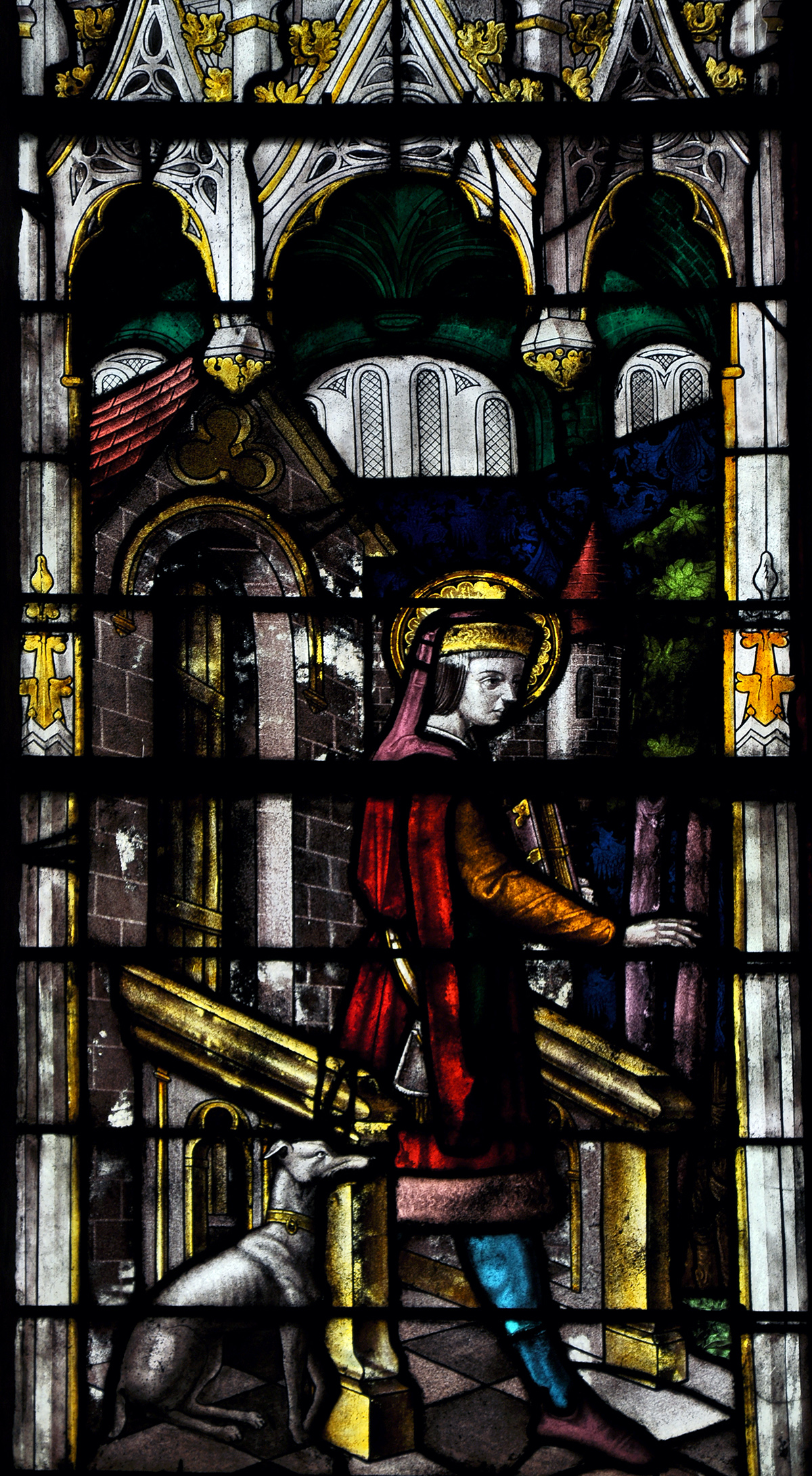
Détail d'un vitrail de l'église Saint-Taurin à Évreux : saint Taurin aux portes d'Évreux.

Sous le règne romain, les mœurs religieuses changent très peu : le polythéisme romain ne parvient à s'imposer qu'au sein des villes. En dehors, les croyances des peuples de la Gaule celtique perdurent et les druides célèbrent encore leurs cérémonies traditionnelles.
C'est dans ce contexte que saint Taurin vient apporter la parole évangélique à Évreux. Il est vu "comme l'apôtre, le fondateur et le premier évêque de l'église d'Évreux et placé au rang des pontifes dont les fidèles doivent honorer la mémoire". Une église est construite à l'endroit même où est retrouvé son tombeau. Les populations des environs d'Évreux délaissent alors peu à peu leurs pratiques superstitieuses ancestrales et se convertissent au christianisme. Une société nouvelle se met en place et s'organise sous le règne de Clovis, le premier roi des Francs qui se soit converti à la doctrine du Christ.
Par la suite, sous le règne des successeurs de Clovis, le territoire de l'Eure fait partie de la Neustrie. À cette époque, les églises et les monastères s'y multiplient. Parmi ces derniers, certains acquièrent une grande réputation en même temps qu'ils accumulent les richesses. Au milieu des guerres incessantes caractérisant la fin de règne des derniers Mérovingiens, les monastères deviennent des refuges pour les lettres. On y étudie également l'histoire et la scolastique et on y pratique la culture de la terre.

### Époque carolingienne et invasions vikings
Au début de l'ère carolingienne, sous l'impulsion de Charlemagne, le territoire du royaume des Francs s'accroît : intégration du duché de Bavière, conquête du royaume des Lombards, de la Saxe, de quelques territoires en Espagne, dans les possessions byzantines et dans les pays slaves. Malgré quelques parties instables, Charlemagne réussit à tenir l'ensemble de son territoire et à dominer à la fois les hommes et les institutions.
À sa mort, le royaume plonge peu à peu dans l'anarchie à cause des guerres fratricides entre ses successeurs et les invasions incessantes des Vikings. En 841, ces derniers remontent pour la première fois la Seine. Ils pillent Rouen et sa cathédrale et détruisent les abbayes de Jumièges et de Saint-Wandrille. La motivation principale des Vikings est l’appât du gain et la recherche de l'or. La résistance à leurs assauts est souvent insignifiante : « les villes sont généralement mal défendues et le roi Charles le Chauve, petit-fils de Charlemagne, doit faire face à de multiples dangers. Les Bretons poussent à l’ouest, l’Aquitaine menace de faire sécession tandis que l’aristocratie franque revendique de nouveaux pouvoirs. ». Les Vikings vont profiter de cette situation chaotique.

Duché de Normandie entre 911 et 1050.

Ainsi, à la fin du IXe siècle, Rol ou Rollon, un des chefs vikings, terrorise les territoires compris entre Rouen et Évreux, villes dont il se rend maître. Il lance également des assauts vers Paris et vers Chartres, mais ceux-ci se soldent par des échecs.
En 911, Charles le Simple, las de ces attaques incessantes et désespéré de pouvoir vaincre définitivement les Vikings, décide de négocier avec Rollon. Il fait proposer à celui-ci, par l'intermédiaire de François, archevêque de Rouen, la cession du territoire compris entre, d'un côté, les vallées d'Andelle et de l'Epte, et de l'autre, la mer. En échange de quoi, Rollon doit se convertir au christianisme et doit assurer la protection du royaume, notamment contre ses compatriotes vikings qui seraient tentés de remonter la Seine. Ces négociations aboutissent au traité de Saint-Clair-sur-Epte, traité par lequel il est donné naissance au futur duché de Normandie.
Si les historiens ne sont pas tous d’accord sur l’exacte étendue de la concession accordée par Charles le Simple à Rollon, il apparaît certain qu'une grande partie du territoire actuel de l'Eure en fait partie.

### Territoire eurois dans le duché de Normandie
911 à 1035 : de Rollon à Robert le Magnifique
Rollon, qui est considéré par les historiens comme le premier duc de Normandie (il est en réalité le jarl, c'est-à-dire le comte), ramène la paix et la sécurité sur son territoire. Après avoir été la terreur des peuples, il souhaite, désormais, en être le bienfaiteur. Pour cela, il réprime le brigandage, sécurise les voies de communication et développe le commerce. Il veut également relancer l'église et rétablir la vie monastique. Ainsi, à Évreux, il fait rebâtir les églises et fait un don à la cathédrale.
Pendant la minorité de son petit-fils, Richard Ier, Évreux tombe aux mains de Hugues le Grand, comte de Paris, puis de Louis IV d'Outremer, lequel s'empare de la Normandie et fait Richard prisonnier. Plus tard, lorsque celui-ci recouvre le duché de Normandie, il épouse Emma, fille d'Hugues le Grand et sœur d'Hugues Capet, dans la cathédrale d'Évreux.
Quelques années plus tard, Évreux est de nouveau assiégée ; cette fois, par Lothaire, le roi de France. Évreux résiste, mais, un traître, Guillaume Machel, permet à Lothaire de s'emparer de l'une des portes et de se rendre maître de la ville. Celle-ci est donnée à Thibaud, le comte de Chartres, lequel finit par la restituer, en 965, afin d'obtenir la paix. Lothaire conclut également, la même année, sur les bords de l'Epte, un accord avec les Normands.
En 990, Richard Ier érige en comté le diocèse d'Évreux et le donne à son fils Robert le Danois, déjà archevêque de Rouen. Personnage le plus important après le duc, celui-ci n'envisage ses fonctions que sous l'éclat extérieur qu'elles lui offrent. Il commet de nombreuses fautes morales qu'il essaie de réparer peu de temps avant sa mort. Richard, son fils aîné, lui succède en 1037. Il fait, au contraire de son père, preuve de piété et de sagesse.
1035 à 1087 : le règne de Guillaume le Conquérant
En 1035, le duché de Normandie passe dans les mains de Guillaume II, dit le Conquérant, alors qu'il n'est encore qu'un enfant. Trop jeune et inexpérimenté, il ne parvient pas, dans un premier temps, à comprimer l'ambition des seigneurs. Le comté d'Évreux souffre ainsi de ces nombreuses guerres intestines. Ainsi, Crespin, comte de Brionne, est tué par les seigneurs de Montreuil en défendant sa baronnie du Sap et d'Orbec. Roger Ier de Tosny, seigneur de Conches, opposant de Guillaume II, se querelle avec Onfroy, comte de Beaumont, partisan du duc : lors d'une bataille opposant leurs troupes entre Bourgtheroulde-Infreville et Boissey-le-Châtel, Roger et ses deux fils périssent.
En 1045, Guillaume II apprend que Guy, comte de Vernon et de Brionne, qui nourrit des prétentions au titre de duc, projette de s'emparer du duché de Normandie. Guillaume porte alors le siège à Brionne. Mais Guy de Vernon parvient à s'échapper avec certains de ses soldats et se réfugie à Verneuil. Le duc Guillaume brûle le château de Brionne et prononce la confiscation de ses biens.
En 1047, après la bataille du Val-ès-Dunes, Guillaume II réussit à affermir son autorité dans l'ensemble du duché. Il réside alors à Lyons-la-Forêt. C'est à ce moment qu'il commence à lorgner le trône d'Angleterre dont il se prétend l'héritier en vertu d'une donation que le roi Édouard le Confesseur a fait en sa faveur. Les seigneurs normands, ambitieux et avides de pouvoir, secondent leur duc dans cette conquête. C'est le cas notamment du comte de Beaumont, du comte d’Évreux, du comte de Breteuil, des seigneurs de Conches, etc. Après le succès de la bataille d'Hastings, nombre d'entre eux s'établissent en Angleterre après avoir reçu, en échange de leurs services, des biens et des terres.
1087 à 1135
En 1087, après la mort de Guillaume le Conquérant, son fils, Robert II de Normandie, dit Robert Courteheuse, lui succède comme duc de Normandie. Mais l'anarchie et la discorde s'imposent très vite au sein du duché sous l'impulsion des principaux barons normands tels que Guillaume d'Évreux, Raoul II de Tosny, Guillaume de Breteuil ou Robert II de Bellême. Ainsi, en 1092, une guerre ensanglanta toute la région d'Évreux et de Conches. Robert Courteheuse est incapable d'affirmer son autorité.
En 1096, après l'appel du pape Urbain II, Robert part, accompagnés de nombreux vassaux, pour la Terre Sainte dans le cadre de la première croisade. Pendant son absence, le duché est confié à son frère, Guillaume le Roux, roi d'Angleterre. Celui-ci fait construire, au cours de sa tentative de conquête du Vexin, la forteresse de Gisors, ville alors placée à la frontière entre la Normandie et la France. Mais sa mort survient rapidement. Henri Ier Beauclerc, le troisième fils de Guillaume le Conquérant, devient roi d'Angleterre tandis que Robert Courteheuse revient de la croisade. En 1105, Henri Ier déclare la guerre à Robert et, après sa victoire à Tinchebray, s'empare de la Normandie.
À cette époque, le comté d'Évreux doit revenir à Amaury III de Montfort. Mais, le roi Henri, qui n'aime pas la maison Montfort, refuse de lui reconnaître ce droit. Amaury assiège donc Évreux et la prend de force. Henri vient, alors, poster son armée à Breteuil, puis mène le siège devant Évreux. À la suite de cette attaque, celle-ci est détruite en grande partie par les flammes et sa population disséminée dans les campagnes alentour.

### Époque moderne

Carte du département de l'Eure (1790)

Carte du département de l'Eure (1800)

Le département a été créé à la Révolution française, à effet du 4 mars 1790 en application de la loi du 22 décembre 1789, sous la dénomination « Département d'Évreux », à partir d'une partie de la province de Normandie.
Chef-lieu du département à sa création, Évreux abandonna ce titre au cours de l'année 1793 au profit de Bernay, mais le récupéra avant la fin de cette même année.
Le département fut d'abord divisé en six districts (Évreux, Les Andelys, Bernay, Louviers, Pont-Audemer et Verneuil) en 1790 puis en cinq arrondissements à partir de 1800 : Évreux, Bernay, Les Andelys, Louviers et Pont-Audemer. Les deux derniers furent supprimés en 1926, celui de Pont-Audemer étant rattaché à Bernay et celui de Louviers partagé entre Les Andelys et Évreux.
Après la victoire des coalisés à la bataille de Waterloo (18 juin 1815), le département est occupé par les troupes prussiennes de juin 1815 à novembre 1818 (voir «occupation de la France à la fin du Premier Empire»).
Après le coup d'État du 2 décembre 1851 de Napoléon III, l'Eure fait partie des départements placés en état de siège afin de parer à tout soulèvement massif. Moins d'une centaine d'opposants sont arrêtés.

## Politique et administration
- Liste des députés de l'Eure
- Liste des sénateurs de l'Eure
- Liste des conseillers départementaux de l'Eure
- Liste des préfets de l'Eure
- Liste des intercommunalités de l'Eure
- Communes de l'Eure
- Anciennes communes de l'Eure

## Population et société

### Démographie

#### Évolution démographique
En 2022, le département comptait 601 305 habitants, en évolution de −0,25 % par rapport à 2016 (France hors Mayotte : +2,11 %).
| 1791    | 1801    | 1806    | 1821    | 1826    | 1831    | 1836    | 1841    | 1846    |
| ------- | ------- | ------- | ------- | ------- | ------- | ------- | ------- | ------- |
| 385 206 | 402 796 | 421 344 | 416 178 | 421 665 | 424 248 | 424 762 | 425 780 | 423 247 |

| 1851    | 1856    | 1861    | 1866    | 1872    | 1876    | 1881    | 1886    | 1891    |
| ------- | ------- | ------- | ------- | ------- | ------- | ------- | ------- | ------- |
| 415 777 | 404 665 | 398 661 | 394 467 | 377 874 | 373 629 | 364 291 | 358 829 | 349 471 |

| 1896    | 1901    | 1906    | 1911    | 1921    | 1926    | 1931    | 1936    | 1946    |
| ------- | ------- | ------- | ------- | ------- | ------- | ------- | ------- | ------- |
| 340 652 | 334 781 | 330 140 | 323 651 | 303 159 | 308 445 | 305 788 | 303 829 | 315 902 |

| 1954    | 1962    | 1968    | 1975    | 1982    | 1990    | 1999    | 2006    | 2011    |
| ------- | ------- | ------- | ------- | ------- | ------- | ------- | ------- | ------- |
| 332 514 | 361 943 | 383 385 | 422 952 | 462 323 | 513 818 | 541 054 | 567 221 | 588 111 |

| 2016    | 2021    | 2022    | - | - | - | - | - | - |
| ------- | ------- | ------- | - | - | - | - | - | - |
| 602 825 | 598 934 | 601 305 | - | - | - | - | - | - |

#### Communes les plus peuplées
| Nom                        | Code Insee | Intercommunalité                       | Superficie (km2) | Population (dernière pop. légale) | Densité (hab./km2) | Modifier                                    |
| -------------------------- | ---------- | -------------------------------------- | ---------------- | --------------------------------- | ------------------ | ------------------------------------------- |
| Évreux                     | 27229      | CA Évreux Portes de Normandie          | 26,46            | 48 335 (2022)                     | 1 827              | modifier les données · modifier les données |
| Vernon                     | 27681      | CA Seine Normandie Agglomération       | 34,92            | 24 841 (2022)                     | 711                | modifier les données · modifier les données |
| Louviers                   | 27375      | CA Seine-Eure                          | 27,06            | 18 347 (2022)                     | 678                | modifier les données · modifier les données |
| Val-de-Reuil               | 27701      | CA Seine-Eure                          | 25,94            | 12 939 (2022)                     | 499                | modifier les données · modifier les données |
| Gisors                     | 27284      | CC du Vexin Normand                    | 16,67            | 12 395 (2022)                     | 744                | modifier les données · modifier les données |
| Pont-Audemer               | 27467      | CC de Pont-Audemer / Val de Risle      | 14,66            | 9 950 (2022)                      | 679                | modifier les données · modifier les données |
| Bernay                     | 27056      | CC Intercom Bernay Terres de Normandie | 24,03            | 9 801 (2022)                      | 408                | modifier les données · modifier les données |
| Les Andelys                | 27016      | CA Seine Normandie Agglomération       | 40,62            | 7 822 (2022)                      | 193                | modifier les données · modifier les données |
| Verneuil d'Avre et d'Iton  | 27679      | CC Interco Normandie Sud Eure          | 56,00            | 7 262 (2022)                      | 130                | modifier les données · modifier les données |
| Gaillon                    | 27275      | CA Seine-Eure                          | 10,19            | 6 785 (2022)                      | 666                | modifier les données · modifier les données |
| Mesnils-sur-Iton           | 27198      | CC Interco Normandie Sud Eure          | 125,03           | 6 142 (2022)                      | 49                 | modifier les données · modifier les données |
| Vexin-sur-Epte             | 27213      | CA Seine Normandie Agglomération       | 114,49           | 6 026 (2022)                      | 53                 | modifier les données · modifier les données |
| Saint-Sébastien-de-Morsent | 27602      | CA Évreux Portes de Normandie          | 10,02            | 5 508 (2022)                      | 550                | modifier les données · modifier les données |
| Le Val d'Hazey             | 27022      | CA Seine-Eure                          | 14,37            | 5 156 (2022)                      | 359                | modifier les données · modifier les données |
| Pacy-sur-Eure              | 27448      | CA Seine Normandie Agglomération       | 22,03            | 4 975 (2022)                      | 226                | modifier les données · modifier les données |

#### Autres chiffres
Variation de population 2006 - 2011 : + 20 890 hab.
Taux annuel moyen de variation de la population 2006 - 2011 dû au solde naturel : + 0,5 %
Taux annuel moyen de variation de la population 2006 - 2011 dû au solde migratoire : + 0,3 %

### Équipements culturels

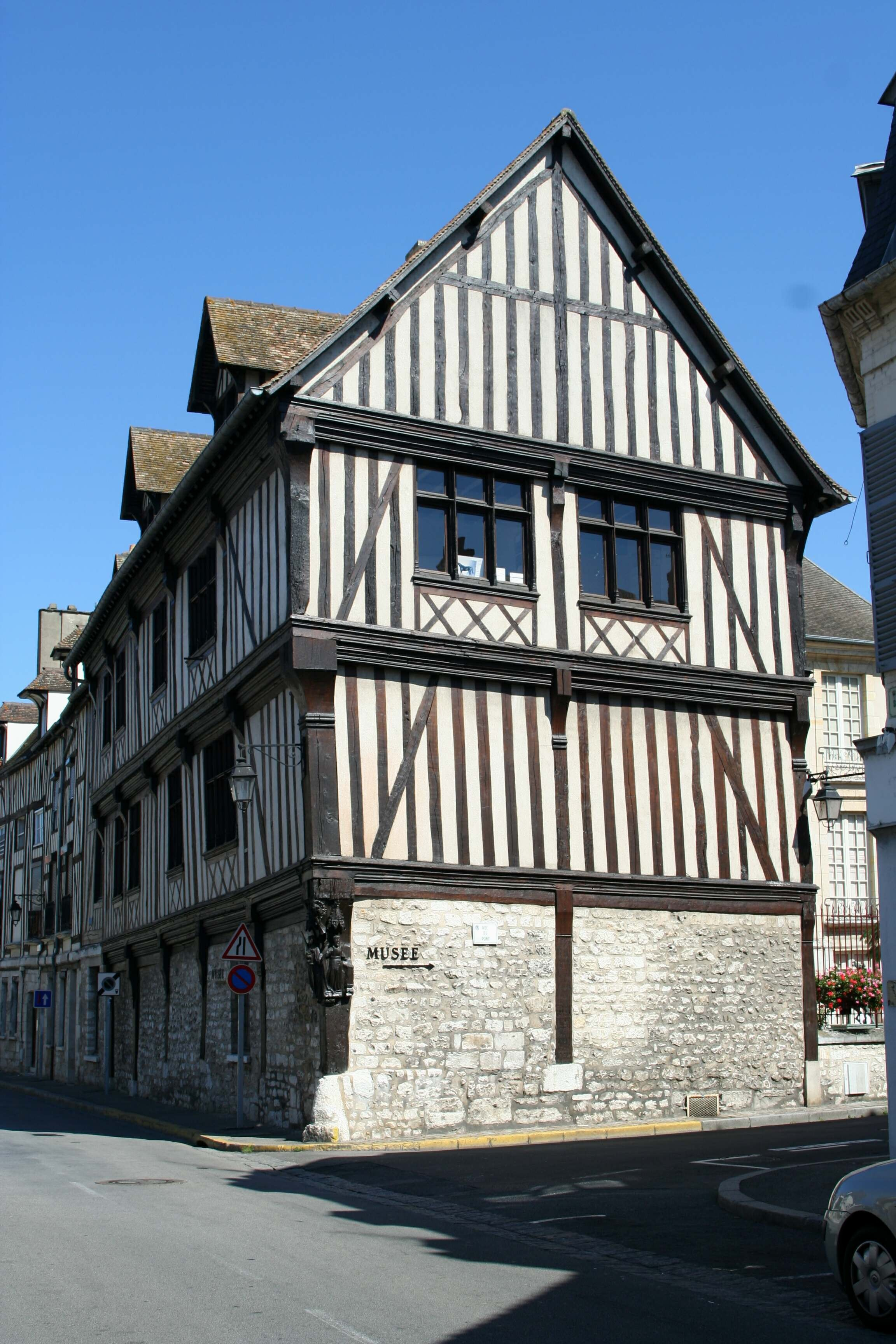
Musée Alphonse-Georges-Poulain à Vernon.

#### Musées
Le département de l'Eure regorge de très nombreux musées de tradition et de savoir-faire tels que : la Chaumière aux Orties à la Haye-de-Routot, l'écomusée-moulin Amour de Saint-Ouen-de-Pontcheuil, le four à pain-musée de La Haye-de-Routot, la maison du sabotier de La Haye-de-Routot, le musée du verre de Conches, le musée de la ferronnerie et des métiers annexes de Francheville, le musée des instruments à vent de la Couture-Boussey, le musée du cidre de Saint-Aubin-le-Guichard, le musée du Pays de Conches, la Manufacture - Musée du peigne et parures d'Ézy-sur-Eure, le musée de la reliure du château de Beaumesnil, la maison du lin de Routot, le musée municipal de Louviers, etc.
On trouve également :

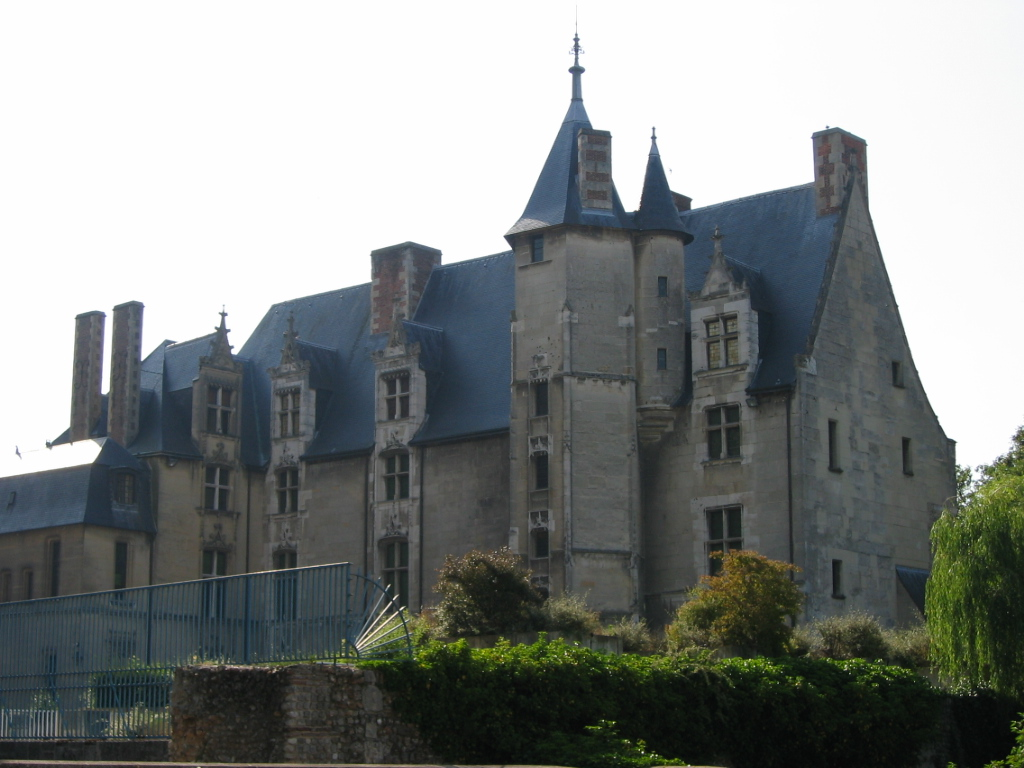
Musée d'Évreux - ancien palais épiscopal.

- Des musées et galeries d'art : le musée Alphonse-Georges-Poulain de Vernon, le Musée des beaux-arts de Bernay, le Musée des impressionnismes de Giverny, le musée Nicolas-Poussin des Andelys, etc.
- Des musées consacrés à l'archéologie et à l'art : le musée d'Évreux.
- Des musées consacrés à la guerre : le musée de la Seconde Guerre mondiale de Tosny, le musée départemental de la résistance et de la déportation de Manneville-sur-Risle, etc.

#### Théâtres
Les principales villes de l'Eure possèdent leur théâtre. Ainsi, on peut citer : le théâtre d'Évreux, le théâtre du Grand Forum à Louviers, le théâtre de l'Arrosoir à Vernon, le théâtre Édith-Piaf à Bernay, etc.

#### Salles de concert
Les salles de concert présentes dans le département de l'Eure sont les suivantes : le Kubb à Évreux, la MJC de Bernay, le théâtre de l'Arsenal et le théâtre des Chalands à Val-de-Reuil, le Moulin à Louviers, l'Éclat à Pont-Audemer, la MJC Le Silo à Verneuil-sur-Avre, etc..

### Manifestations culturelles et festivités

#### Littérature et poésie
- Les dévoreurs de livres : opération visant à promouvoir la littérature jeunesse chez les 9 à 16 ans.
- Place à la Poésie : manifestation de valorisation et de sensibilisation à l'art poétique, qui s’inscrit dans le cadre du Printemps des Poètes.

#### Peinture
- Le Concours international de peinture grand format en Normandie, une des manifestations du festival Normandie impressionniste 2016[29], se déroule à Fourges depuis 2013.

#### Musique
Le Rock dans tous ses états était le plus grand événement musical de l'Eure. Créé en 1983, ce festival était principalement orienté vers les musiques rock et électroniques. Il avait lieu tous les ans, à l'hippodrome d'Évreux. Ce festival a évolué et s'appelle désormais Rock in Évreux.
Beaucoup d'autres évènements musicaux, faisant, généralement, la part belle aux groupes normands, ont également lieu, aux quatre coins du département.
Certains sont consacrés à un style musical ou à un thème précis :
- Rock : Disorder, à la Bonneville-sur-Iton ; Vernon Too Rock à Vernon
- Musique du monde : Les Soirées du Caméléon, à Val-de-Reuil
- Jazz : Jazz à Louviers à Louviers ; Jazz en Pays Risle-Charentonne, à Bernay, Brionne et Broglie
- Accordéon : Bretelles sans frontières à Serquigny, Boissy-Lamberville et Bernay
- En lien avec le Québec : La Vache et le Caribou à Verneuil-sur-Avre.

D'autres proposent une programmation variée et éclectique :
- Musiques diverses : Les Mascarets à Pont-Audemer ; Festival du Bout d'Eure à Saint-Georges-Motel ; Ça Sonne A La Porte à Grossœuvre ; Festi’Routils à Marcilly-la-Campagne ; Les Mauvaises Graines à Verneuil-sur-Avre ; Rock in the Barn à Giverny ; pOp Up Party #3 à Louviers ; Ganam à Gasny.

### Cultes

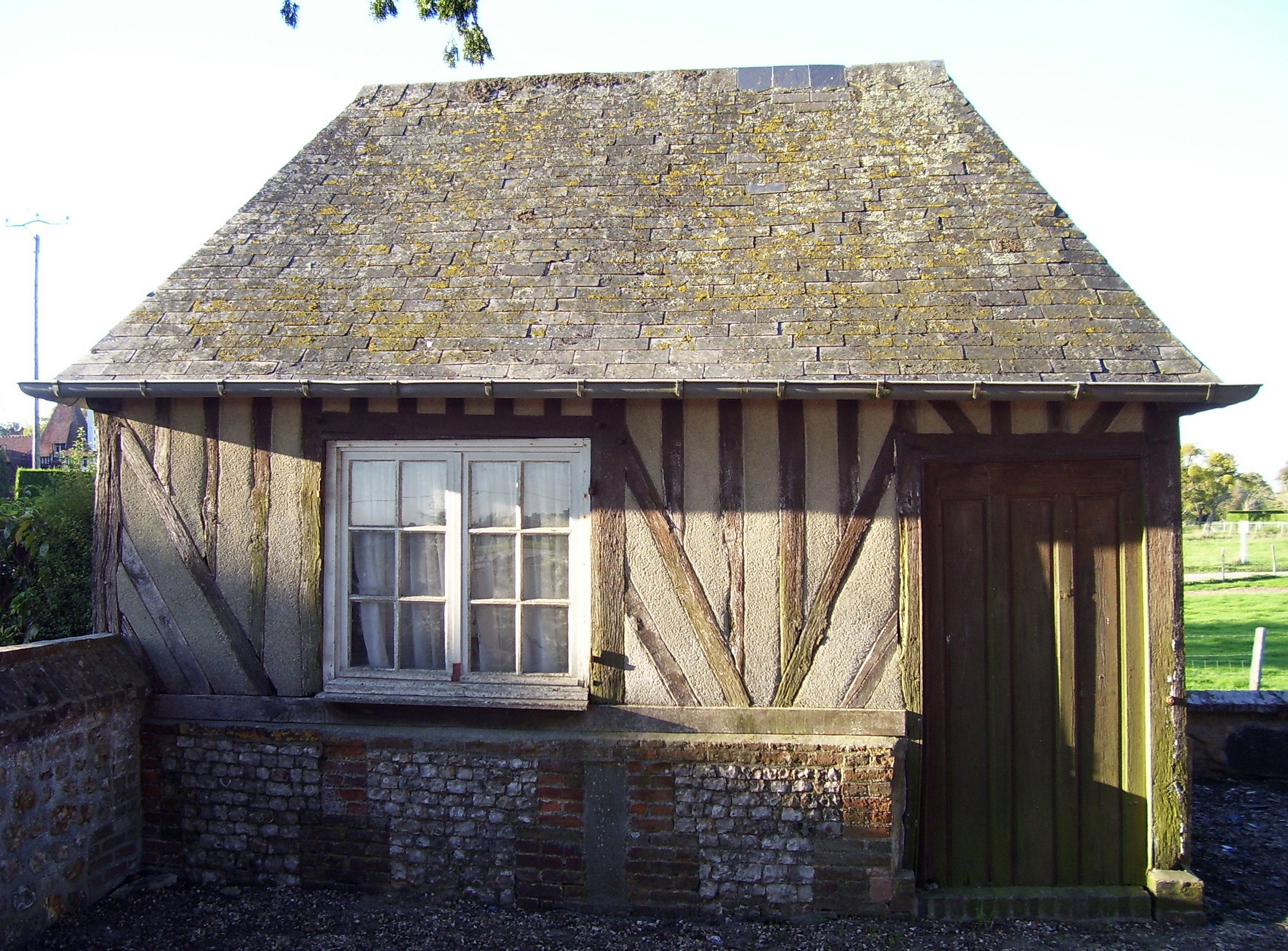
Bazoques, maison de charité.

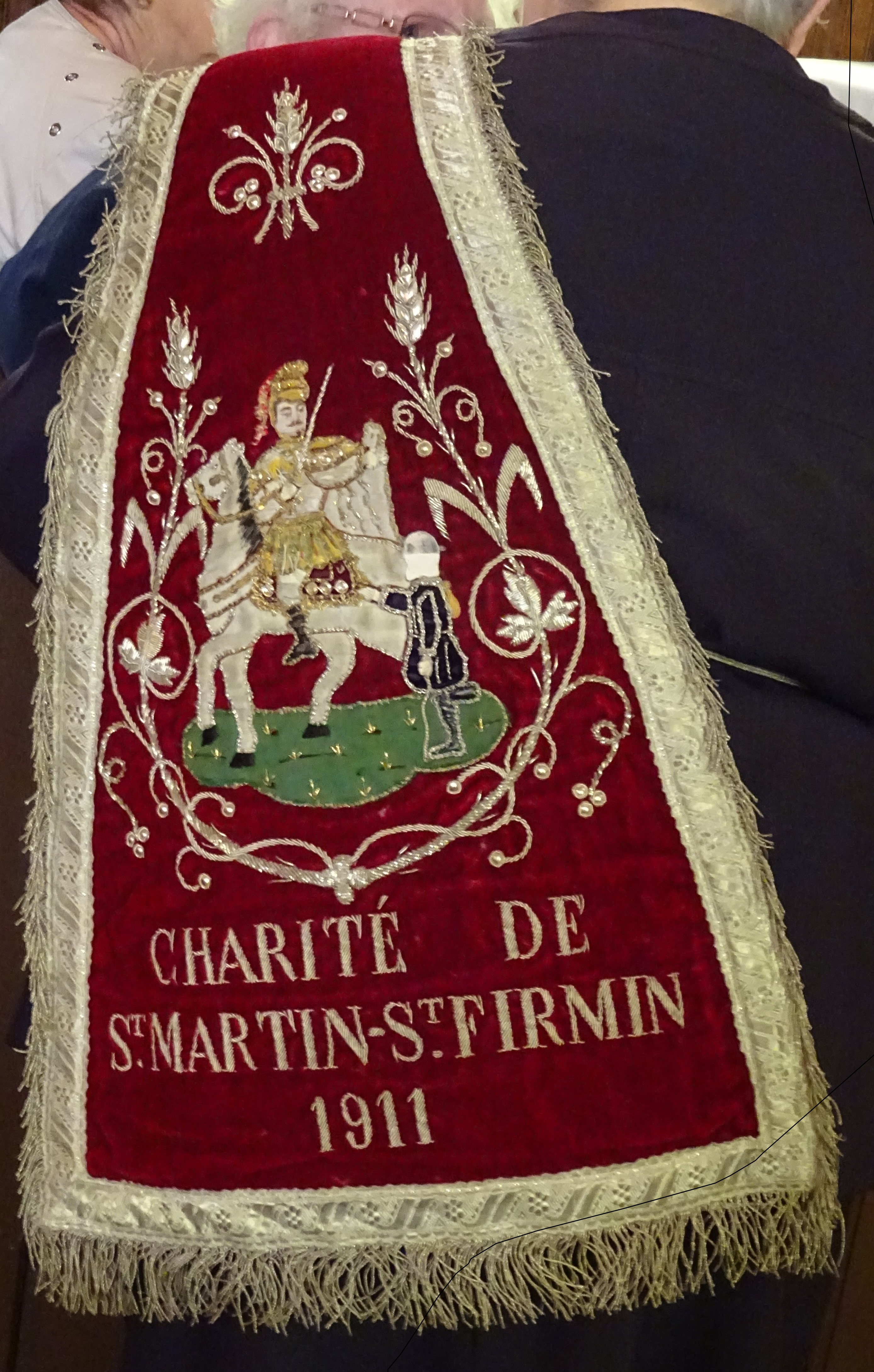
Chaperon de frère de Charité (ou chariton).

Quant à l'Église catholique, le département correspond à l'actuel diocèse d'Évreux. Celui-ci fait partie, comme les autres diocèses normands, de la Province ecclésiastique de Rouen.
L'évêque actuel est Mgr Christian Nourrichard.
Terre essentiellement catholique dans les siècles passés, le département de l'Eure a connu, comme le reste de la France, une forte déchristianisation au cours du XXe siècle.
L'Eure dispose  d'un patrimoine religieux très important, témoignant de l'importance du catholicisme autrefois. Cela va des églises, présentes dans presque tous les villages, aux abbayes telles que celles du Bec-Hellouin ou de Mortemer, en passant par les calvaires ou les croix de chemin.
L'Eure est le département français qui a conservé le plus grand nombre de confréries de charité (on en dénombre environ 120). Une confrérie de charité est une association de paroissiens, les charitons, qui assurent bénévolement les inhumations et participent aux offices religieux. L’origine de ces confréries remonte au XIe siècle, du temps des premières grandes épidémies où personne ne voulait s’occuper de l’inhumation des défunts. La Charité de la Landepéreuse est la plus ancienne : elle daterait de 1080.
Tous les deuxièmes dimanches de septembre, les Mauriciens de toutes les communautés et de toutes les religions se retrouvent à Pinterville où Jacques-Désiré Laval, le « saint » de l'île Maurice, natif du département, exerça son ministère pendant deux ans.

### Santé
Le département est considéré comme un désert médical avec, en 2023, 94 médecins pour 100 000 habitants. 

## Économie

### Emploi
Les effectifs salariés sont répartis de la façon suivante :
| Secteurs d'activité | Emploi salarié | Pourcentage |
| ------------------- | -------------- | ----------- |
| Agriculture         | 1 682          | 0,9         |
| Industrie           | 38 627         | 22,2        |
| Construction        | 11 500         | 6,6         |
| Tertiaire           | 122 464        | 70,3        |
| Total               | 174 273        |             |

Le taux de chômage, au premier trimestre 2014, était de 10,4.
Les 10 entreprises qui emploient le plus de salariés sont :
- Aptar Pharma (fabrication de matériel pharmaceutique), Le Vaudreuil, 1 933 employés ;
- Sanofi Pasteur (fabrication de préparations pharmaceutiques), Val-de-Reuil, 1 790 employés ;
- SNECMA (construction aéronautique et spatiale), Vernon, 1100 employés ;
- Glaxo Smith Kline (fabrication de préparations pharmaceutiques), Évreux, 1 000 employés ;
- Terbati (nettoyage industriel), Normanville, 730 employés ;
- Schneider Electric (automatisme, électronique), Le Vaudreuil, Guichainville, Beaumont-le-Roger, 719 employés ;
- Center Parcs (parc de loisirs, hôtellerie), Verneuil-sur-Avre, 627 employés ;
- Arkema France (polymères techniques), Serquigny, 600 employés ;
- Janssen-Cilag (pharmaceutique), Val-de-Reuil, 600 employés ;
- Deutsch (connecteurs électriques), Évreux, 570 employés.

### Agriculture

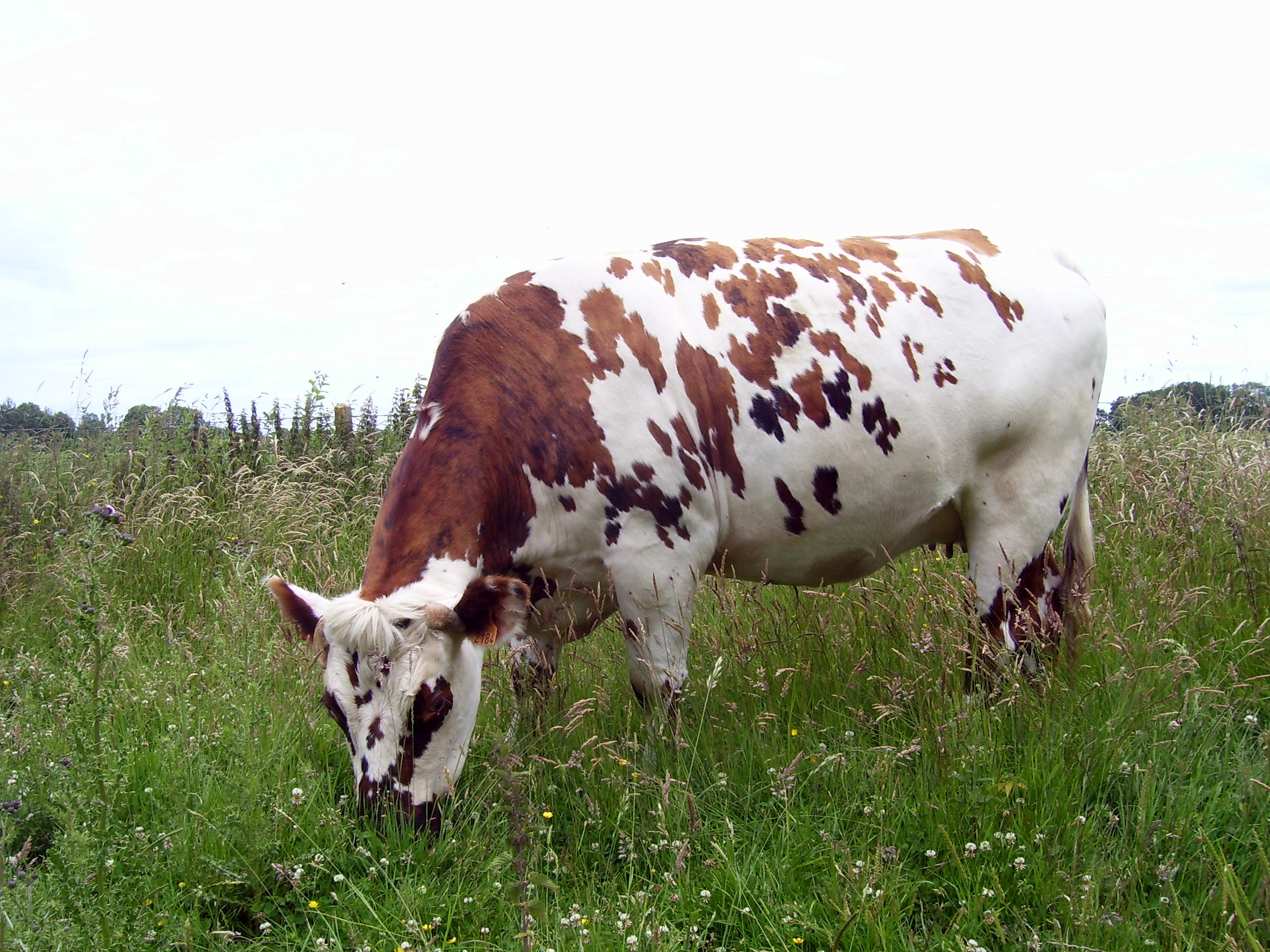
Vache normande.

L'agriculture est un secteur économique important qui occupe un total de 3 850 km2 (63 % de la superficie du département), soit :
- 3 080 km2 de terres arables dont 2 415 (80 %) pour les cultures de céréales, oléagineux et protéagineux ;
- 742 km2 de surfaces toujours en herbe ;
- le reste occupé par les cultures permanentes : vergers, pépinières...

Les différents systèmes agricoles eurois sont répartis sur le territoire en fonction des caractéristiques des sols et du climat. Ainsi, le Sud-Est de l'Eure produit essentiellement du blé, de l'orge et du colza à cause de ses terres légères et son climat relativement sec semblables à la Beauce voisine. En remontant vers le nord, sur les sols fertiles du plateau du Neubourg et du Vexin, la production est orientée vers le lin et les pommes de terre; quant aux betteraves, il faut y associer l'industrie de transformation centenaire associée (sucrerie d'Étrépagny). Tout à fait au nord du département, dans le Roumois l'élevage de vaches laitières et de bovins à viande est associé aux grandes cultures. À l'ouest, sur les reliefs plus accidentés du Lieuvin et surtout du pays d'Auge, les cultures sont moins présentes au profit de l'élevage laitier ou mixte lait et viande. Enfin, le maraîchage et l'horticulture, peu développés, se trouvent essentiellement dans la vallée de la Seine et autour des agglomérations.

### Industrie
L’Eure est un territoire favorable au développement industriel : une position géographique stratégique entre, d'un côté, le marché francilien et, de l'autre, les ports normands tels que Rouen et Le Havre ; un tissu dense de PME performantes et un paysage économique 
structuré autour de filières d’excellence comme la pharmacie/cosmétique, l’aéronautique et le spatial, l’automobile ou encore les constructions électriques et électroniques.
Le département de l’Eure compte sur son territoire 35 700 établissements le plaçant au 8e rang des départements industriels français.
Ce dynamisme industriel est dû à la présence de leaders nationaux et internationaux tels que : Valois et Groupe GMD (plasturgie), GlaxoSmithKline et Sanofi Pasteur (pharmacie), Aerochim et Hermès (cosmétique), Schneider Electric (composants électriques).
En outre, le département accueille de grands laboratoires de recherche et développement, notamment avec le pôle de
compétitivité Cosmetic Valley et le cluster Polepharma.

## Culture locale et patrimoine

### Monuments et lieux touristiques
L'Eure ne dispose pas de côte maritime, et seuls quelques endroits présentent un caractère « spectaculaire », tels que le site de Château-Gaillard près des Andelys ou la pointe de la Roque qui domine l'estuaire de la Seine en aval du pont de Tancarville.
L'Eure bénéficie en revanche de paysages assez préservés de l'industrialisation et de l'urbanisation, de grandes forêts, de campagnes typiques avec de fraîches vallées et de villes d'importance moyenne ou petite qui ont su préserver leur charme et leur caractère.
Le tourisme qui s'y pratique est plutôt un tourisme de week-end car ce département est favorisé par sa proximité de Paris et sa situation sur la route des plages du Calvados. D'ailleurs, beaucoup de ses habitants vont travailler dans la région parisienne ou dans l'agglomération rouennaise.

#### Parcs et jardins

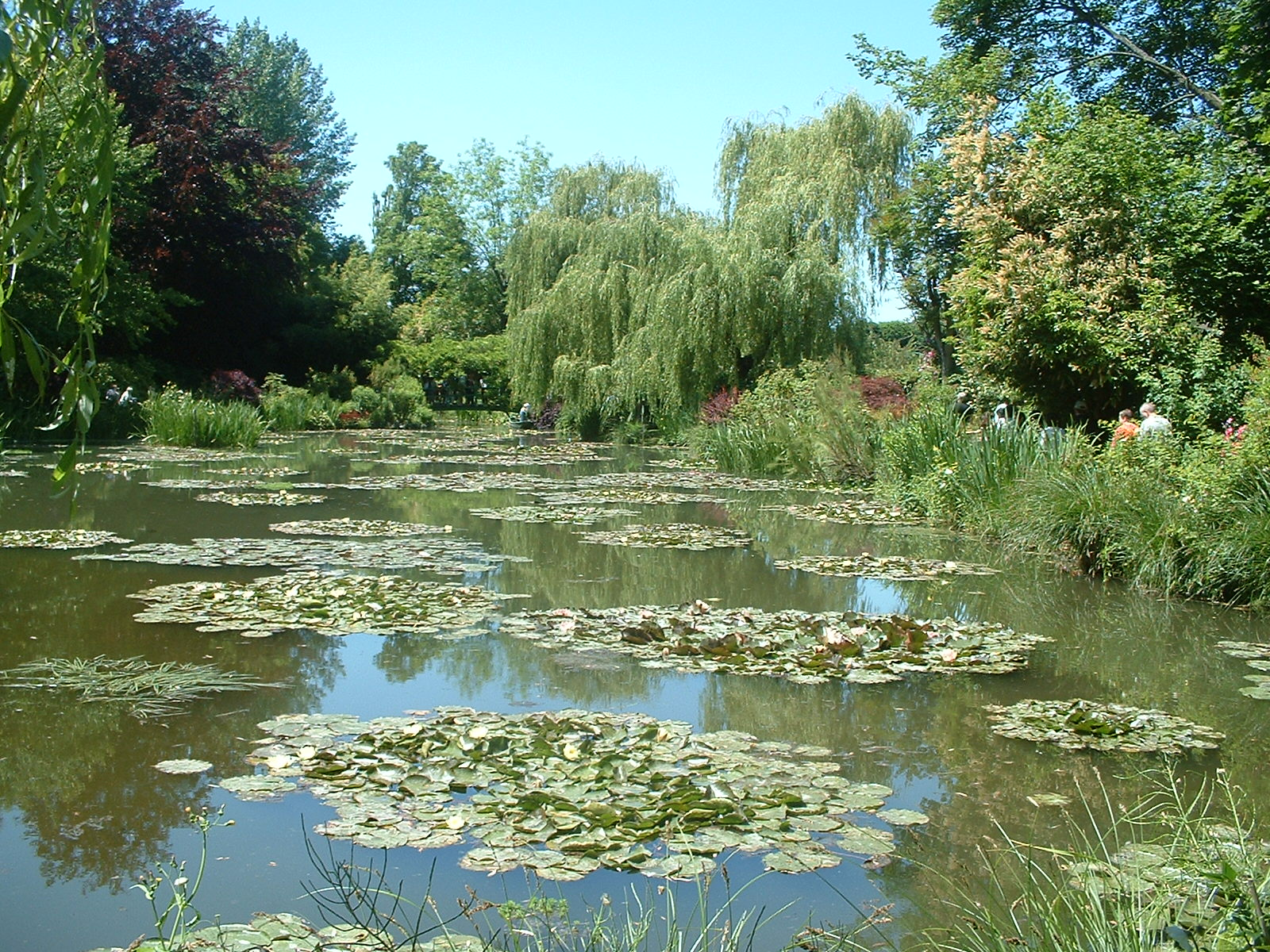
L'étang aux nymphéas à Giverny.

L'Eure possède huit jardins remarquables.
- Le jardin de Claude Monet à Giverny. Située sur la rive droite de la Seine, la commune de Giverny est célèbre dans le monde entier au travers des tableaux de Claude Monet qui y vécut de 1883 jusqu'à sa mort en 1926. La maison du peintre est ouverte à la visite.
- Le jardin du Musée des impressionnismes à Giverny.

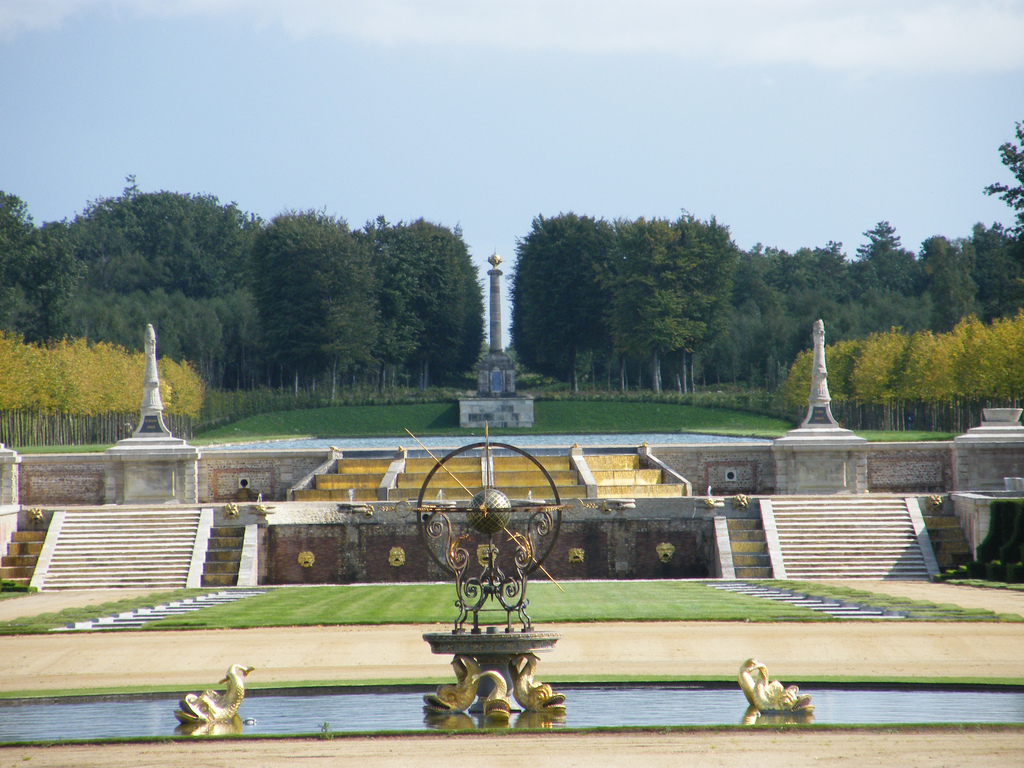
Parc du château du Champ-de-Bataille au Neubourg.

- Le parc du château du Champ de Bataille au Neubourg. En 1992, les jardins du parc ont totalement disparu. Recréés, ils occupent aujourd'hui un espace de 100 hectares évoquant les sept degrés de la création.
- Les jardins et roseraie du parc du château de Miserey (site classé). Dans le parc du château, un jardin a été aménagé en trois espaces : l'Enfer, le Purgatoire et l'Éden. Dans ce jardin composé selon un plan cruciforme, l'Enfer est une collection d’arbres et d’arbustes épineux, le Purgatoire une allée d’ifs d'Irlande et l'Éden une collection de rosiers sans épine[37].
- Le parc du château de Saint-Just.
- Le parc et les jardins du château de Vandrimare (site classé).
- Acquigny : parc et jardins du château
- Fontaine-la-Soret : parc du château

#### Monuments
Au 21 juillet 2025, l'Eure compte 472 édifices comportant au moins une protection au titre des monuments historiques, dont 148 sont classés et 353 sont inscrits.

##### Châteaux
Le département de l'Eure a conservé un nombre important de forteresses et de châteaux médiévaux hérités, notamment, des conflits franco-normands. Ces monuments sont particulièrement présents dans les vallées de l'Avre, de la Seine et de l'Epte qui correspondent approximativement à l'ancienne frontière entre la France et la Normandie, mais également dans la vallée de la Risle. Voici quelques exemples de ce type de construction :
- Château d'Harcourt, à Harcourt (XIIe, XIIIe et XVIIe)  Classé MH (1862)[39],
- Château de Gaillon (XIIe et XVe)  Classé MH (1862)[40]
- Château Gaillard, aux Andelys (XIIe)  Classé MH (1862)[41],
- Château de Gisors, à Gisors (XIe et XIIe)   Classé MH (1862)[42],
- Château des Tourelles, à Vernon (XIIIe)  Classé MH (1945)[43],
- Château d'Ivry-la-Bataille, à Ivry-la-Bataille (Xe, XIe et XIIIe)  Classé MH (1990)[44],
- Château de Montfort-sur-Risle, à Montfort-sur-Risle (XIe)  Classé MH (1937)[45].

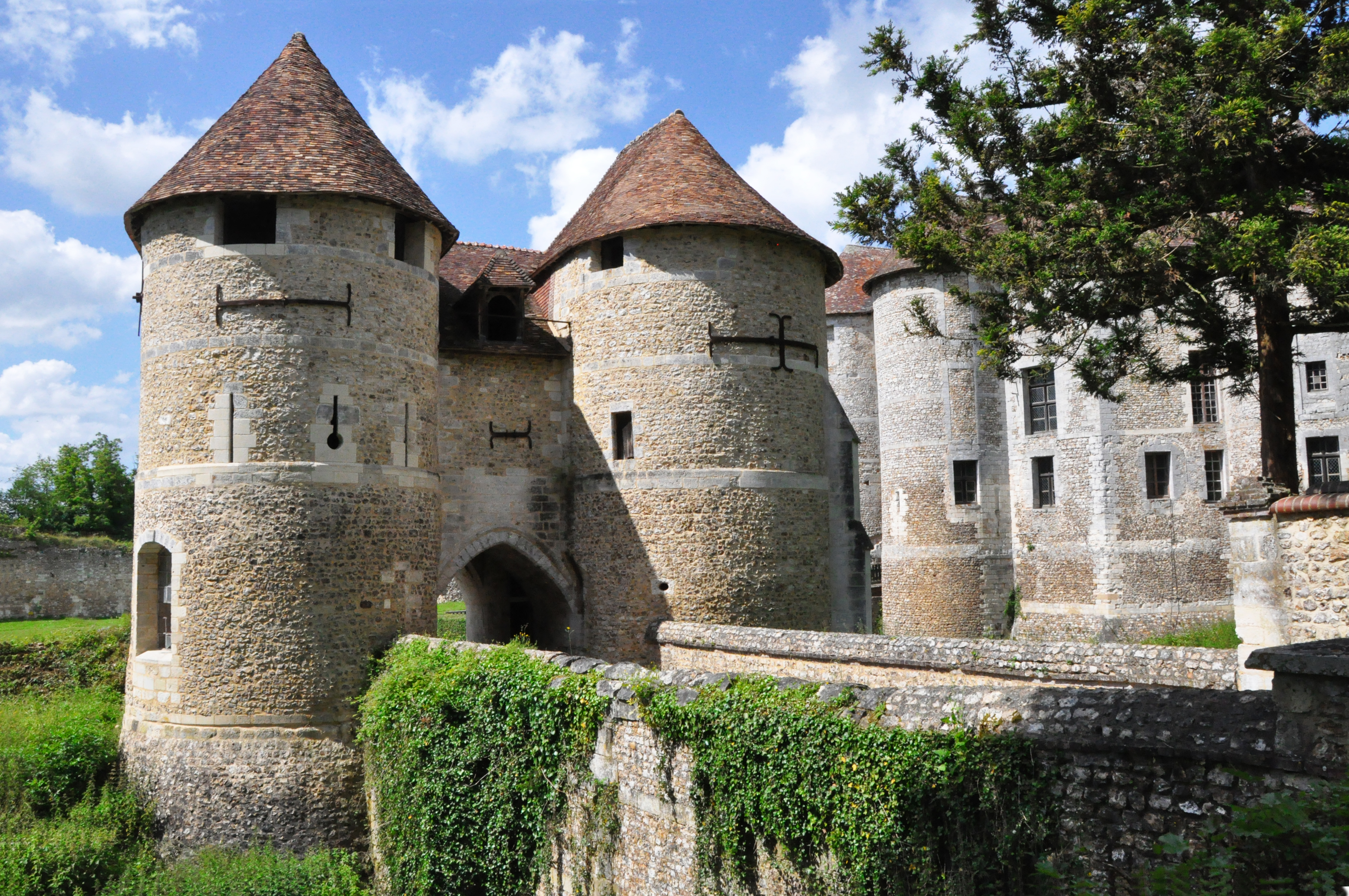
Le château d'Harcourt.
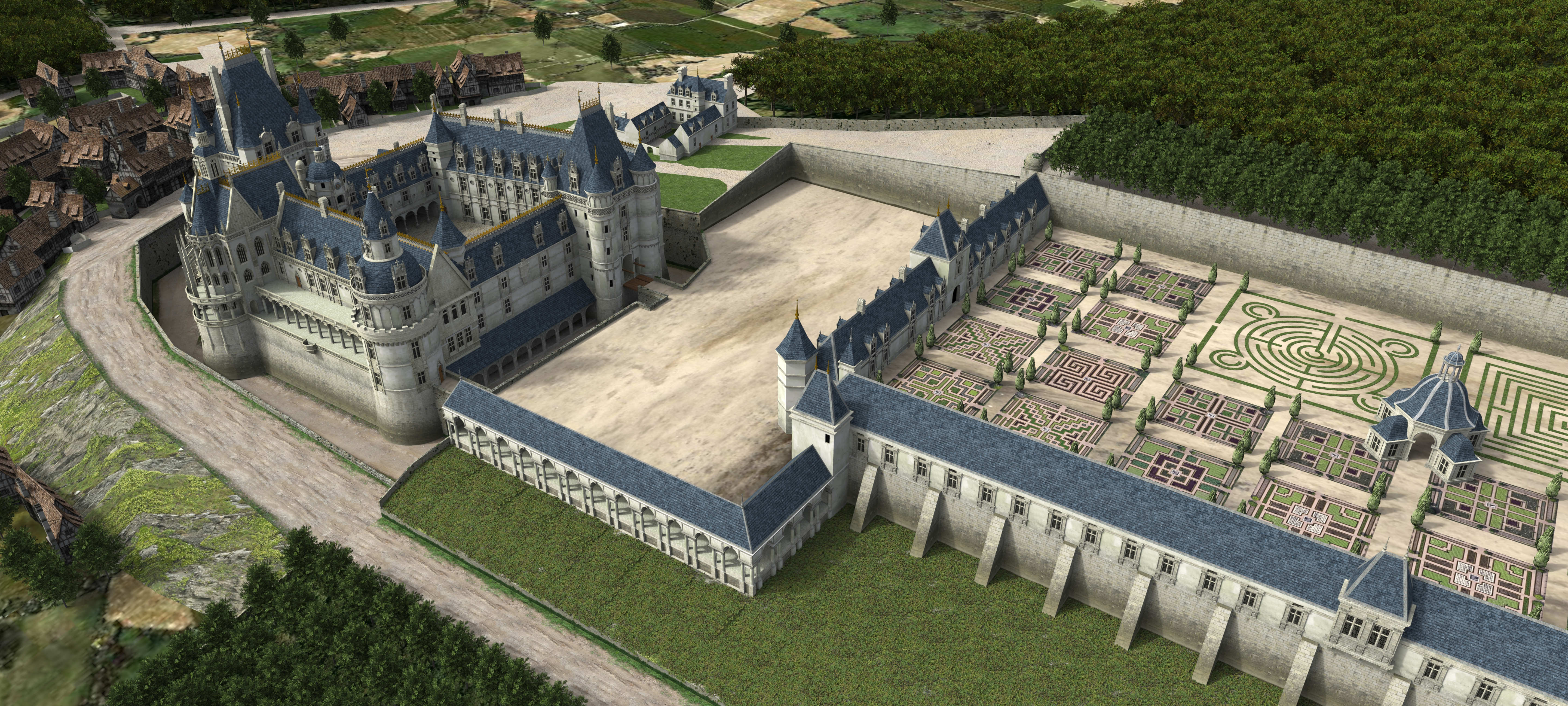
Le château de Gaillon en 1510.
Le château Gaillard.
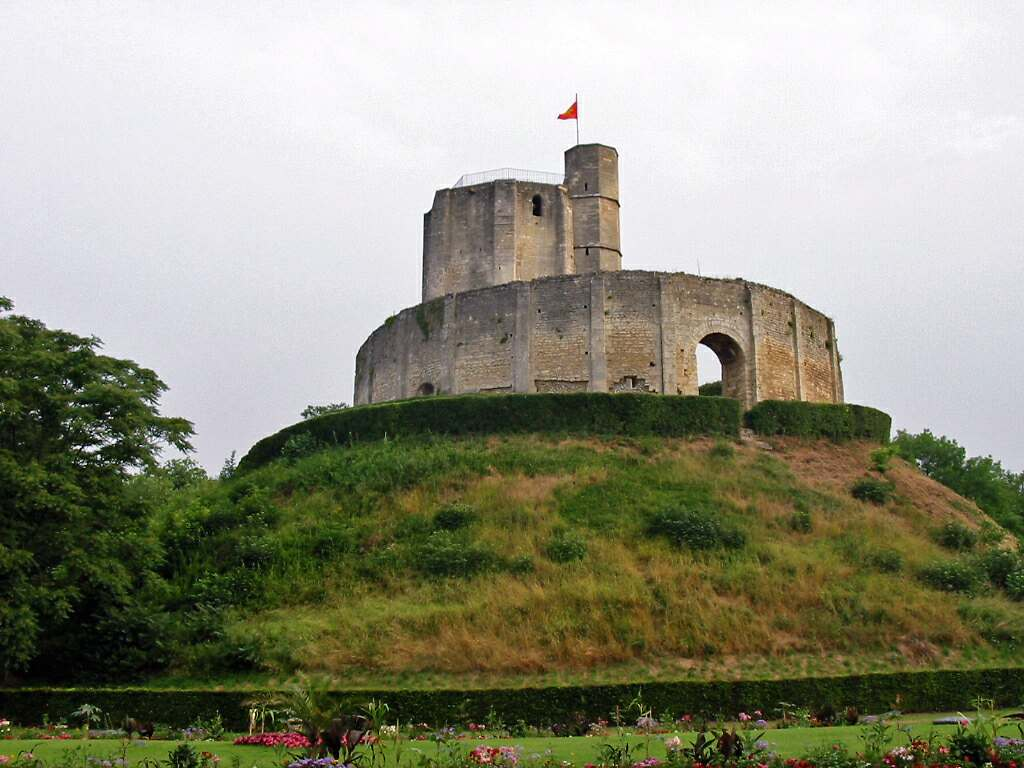
Le château de Gisors.
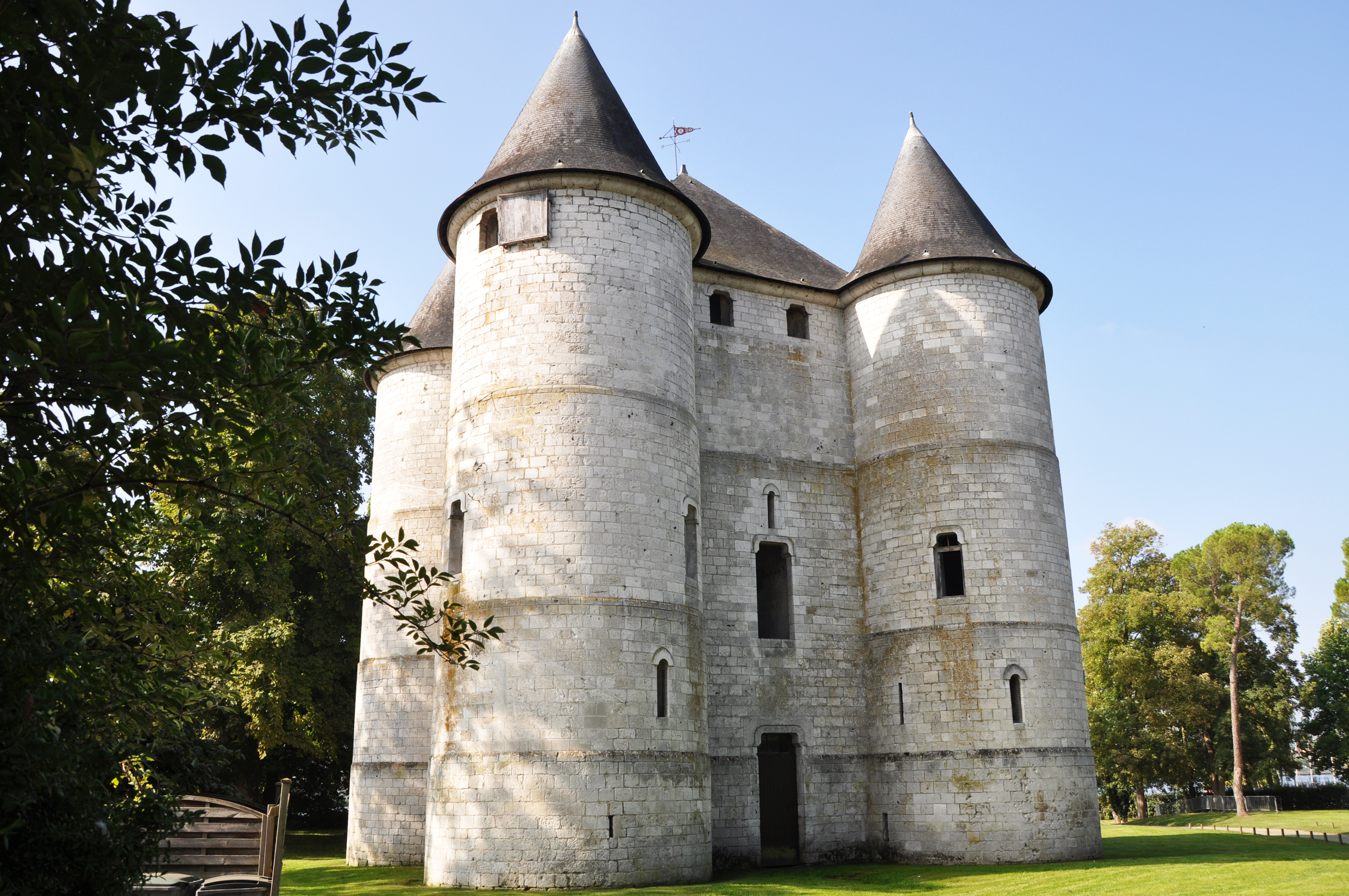
Le château des Tourelles.
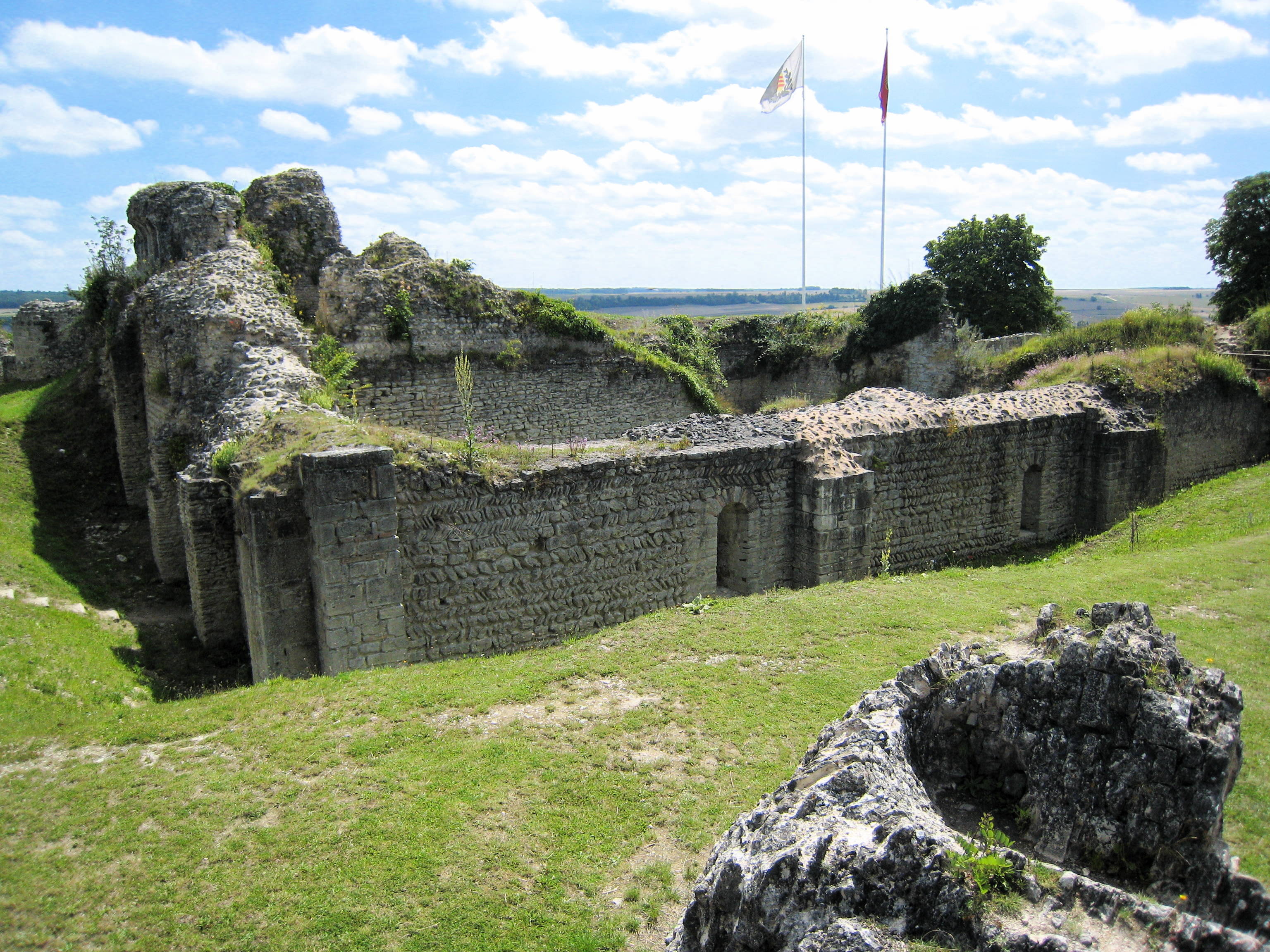
Le donjon d'Ivry-la-Bataille.
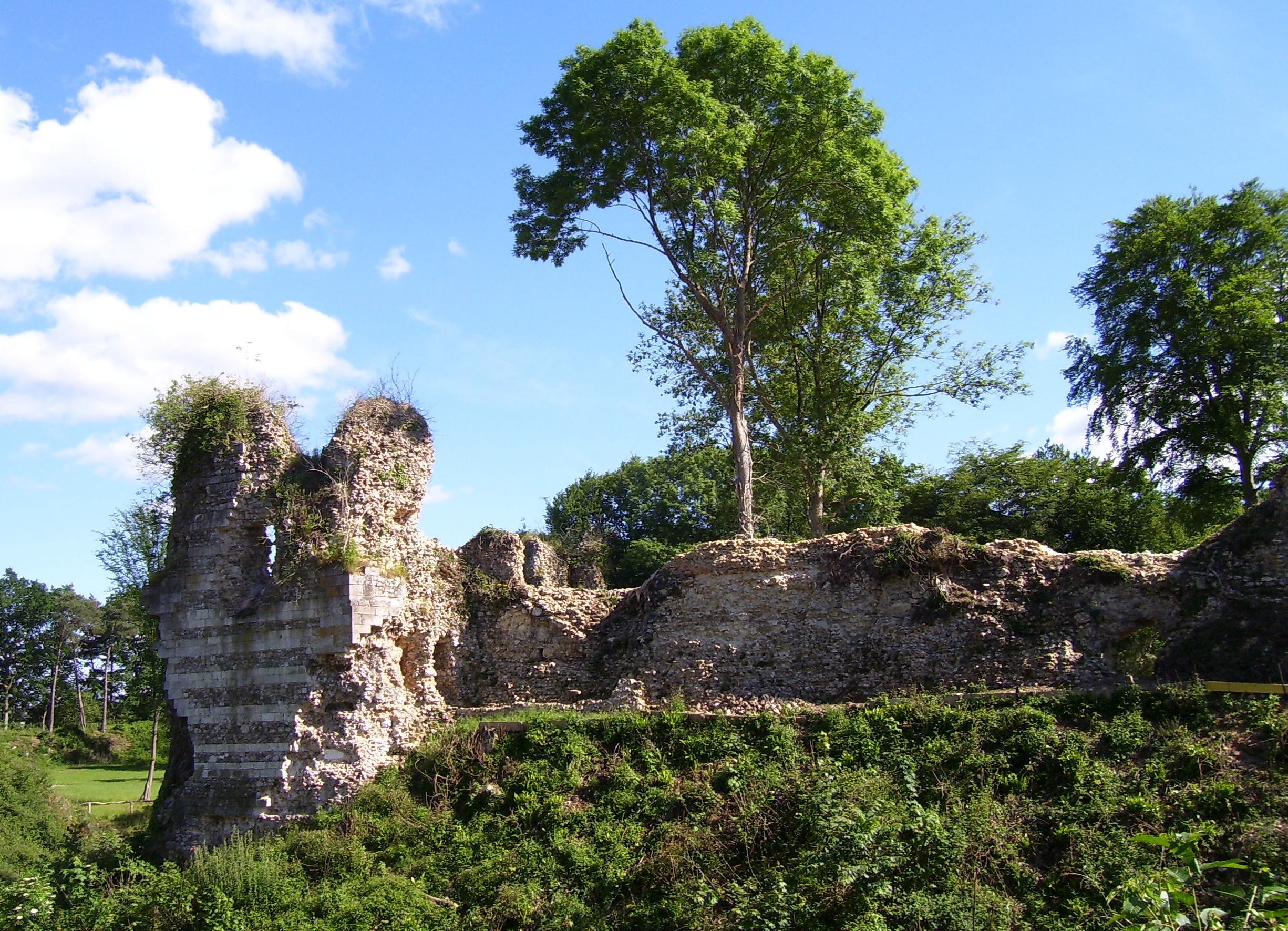
Le château de Montfort-sur-Risle.

D'autres châteaux, de construction plus récente, jalonnent également l'ensemble du territoire eurois :
- Château de Bizy à Vernon (XVIIIe et XIXe)  Classé MH (1974)[46],
- Château de Beaumesnil à Beaumesnil (XVIIe et XVIIIe)  Classé MH (1926)[47],
- Château du Buisson de May à Saint-Aquilin-de-Pacy (XVIIIe)  Classé MH (1994)[48],
- Château de Bonneville à Chamblac (XVIe et XVIIIe)  Inscrit MH (1978)  Inscrit MH (1991)[49],
- Château du Champ de Bataille au Neubourg (XVIIe)  Classé MH (1952)[50],
- Château Saint-Hilaire à Louviers (XIXe et XXe)  Inscrit MH (2002)[51].

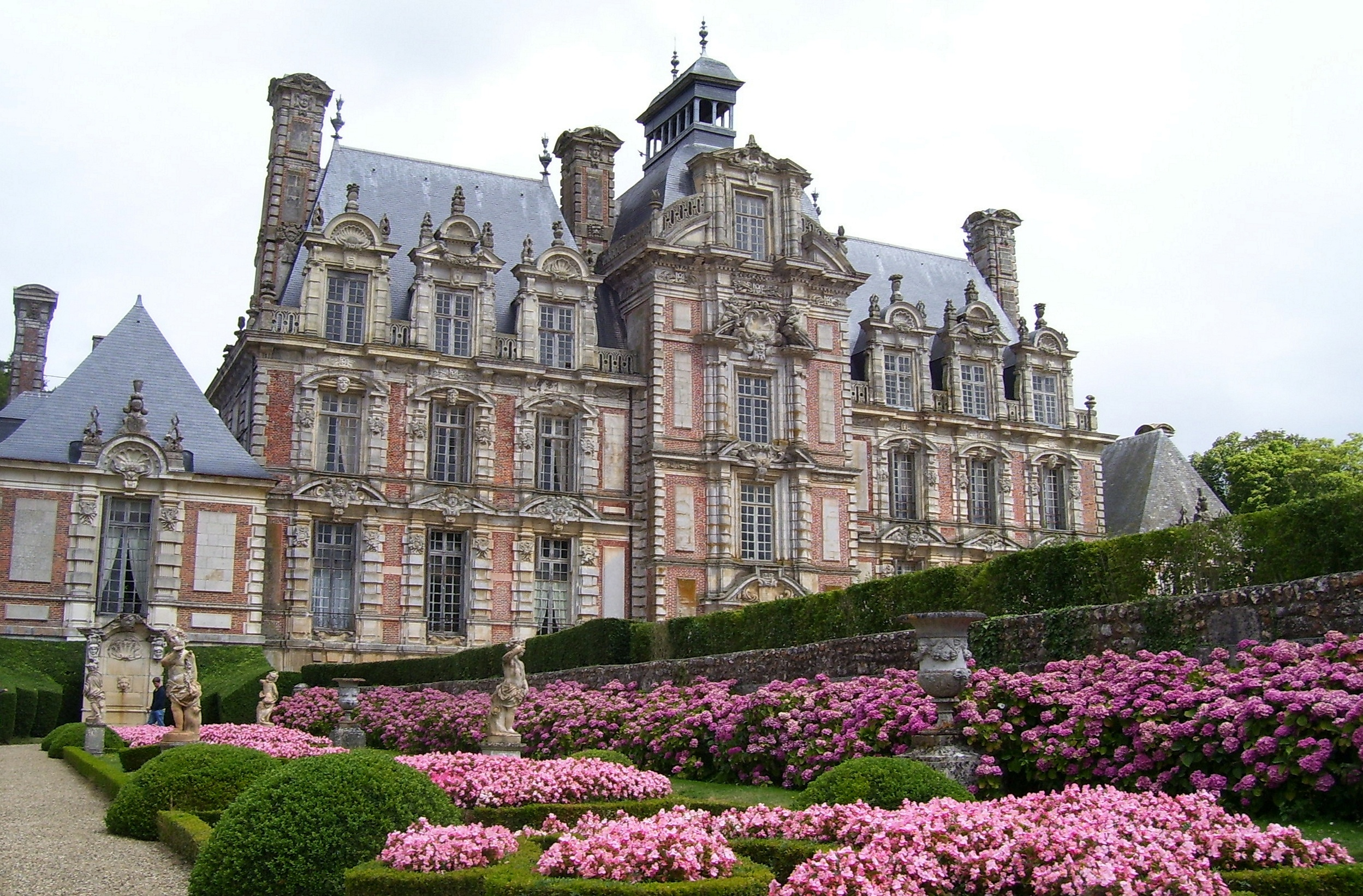
Le château de Beaumesnil.
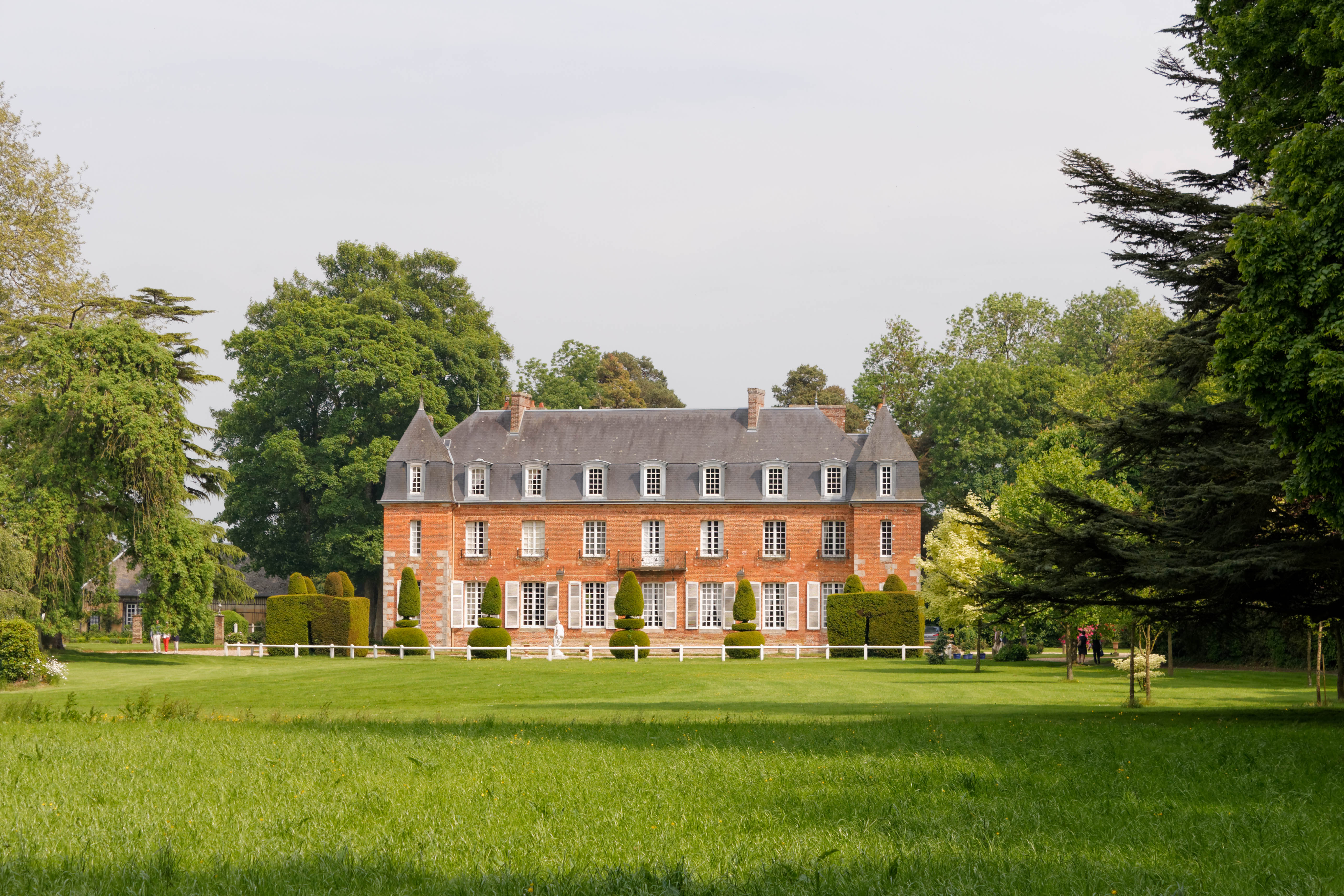
Le château de Bonneville.
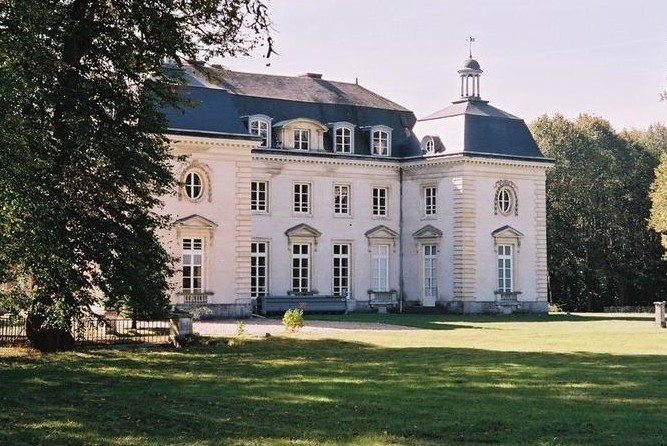
Le château du Buisson de May.
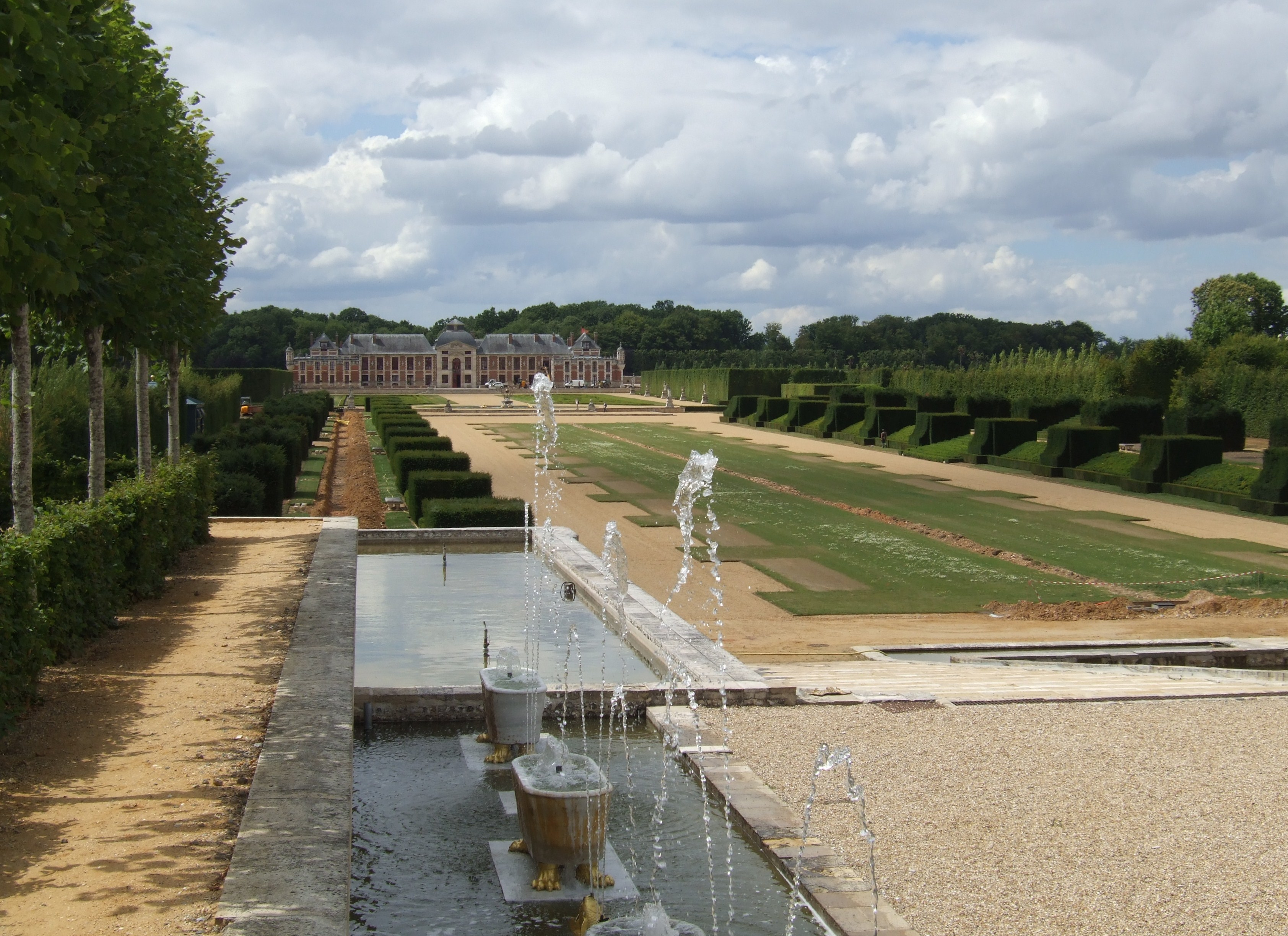
Le château du Champ-de-Bataille.
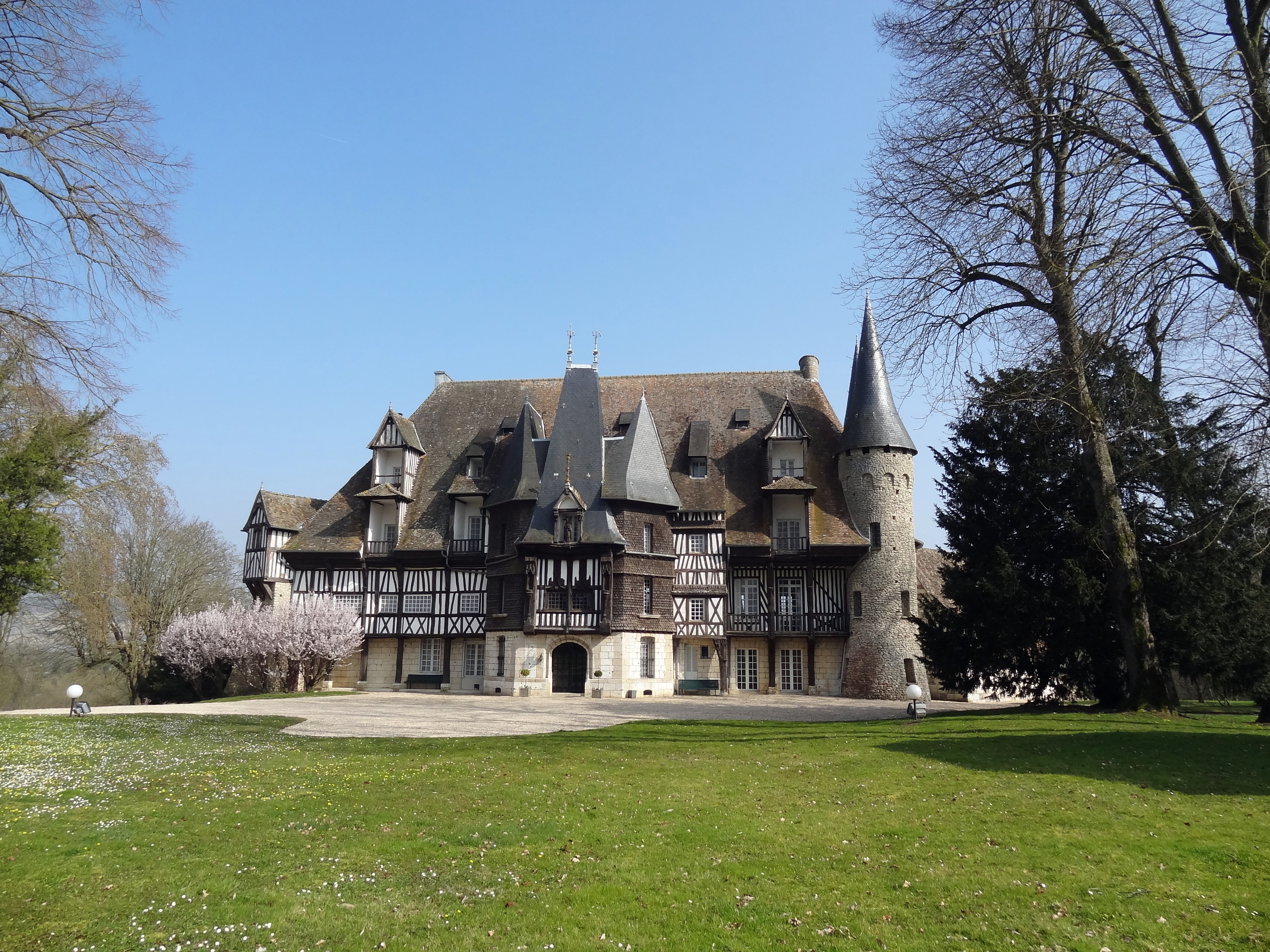
Le château Saint-Hilaire.

##### Patrimoine religieux
Le patrimoine religieux de l'Eure se distingue par :
- La cathédrale Notre-Dame d'Évreux (XIIIe)  Classé MH (1862)[52],
- De nombreuses abbayes : l'abbaye Notre-Dame du Bec, au Bec-Hellouin (XIIe, XVe, XVIIe et XVIIIe)  Classé MH (2008)[53], l'abbatiale de Bernay, (XIe et XVIIe)  Classé MH (1862)[54], l'abbaye Notre-Dame de Fontaine-Guérard à Radepont (XIIIe et XVIe)  Classé MH (1937)[55],
- Des collégiales : la collégiale Notre-Dame d'Écouis (XIVe et XVIe)  Classé MH (1913)[56], la collégiale Notre-Dame de Vernon (XIIe, XIIIe, XIVe et XVe)  Classé MH (1862)[57],
- Des églises exceptionnelles telle que l'église de la Madeleine de Verneuil-sur-Avre (XIIe, XVe et XVIe)  Classé MH (1862)[58],
- Des chapelles comme la chapelle Saint-Firmin, à Saint-Martin-Saint-Firmin (XVIe)  Inscrit MH (1994)[59], la chapelle de Lorey à Breuilpont ou la chapelle Notre-Dame-de-la-Ronce à Caumont.

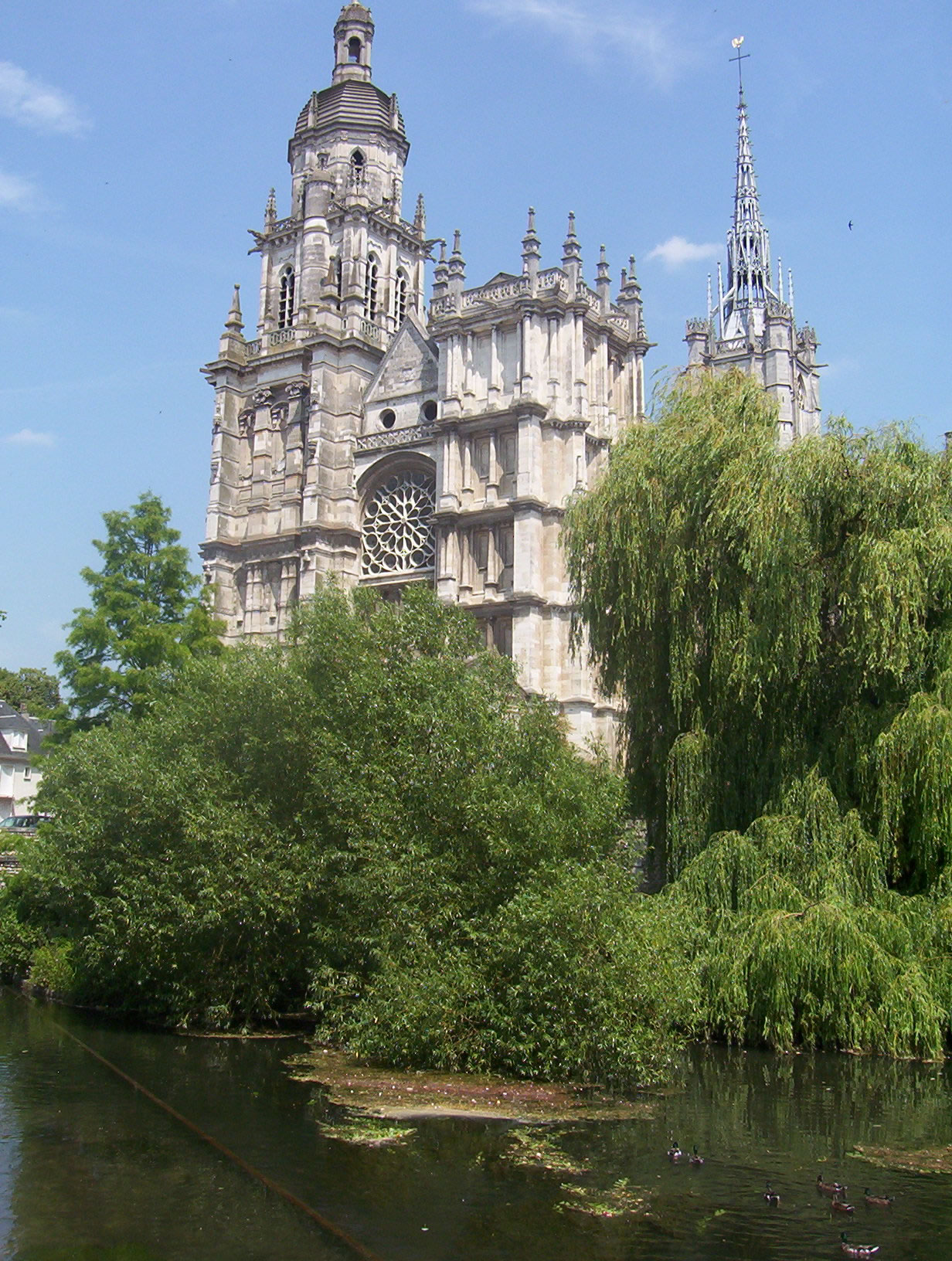
La cathédrale d'Évreux, sur les bords de l'Iton.
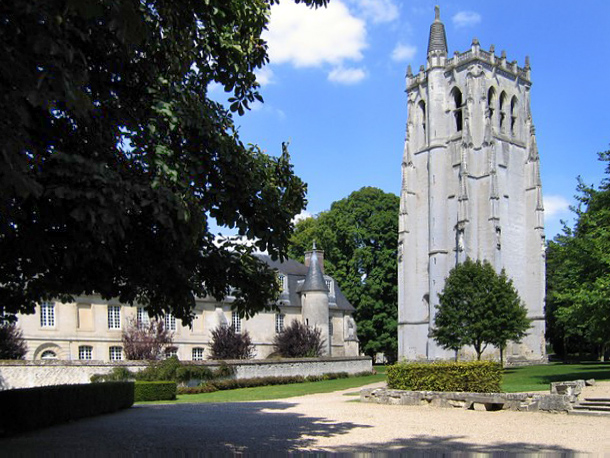
La tour Saint-Nicolas de l'abbaye Notre-Dame du Bec au Bec-Hellouin.
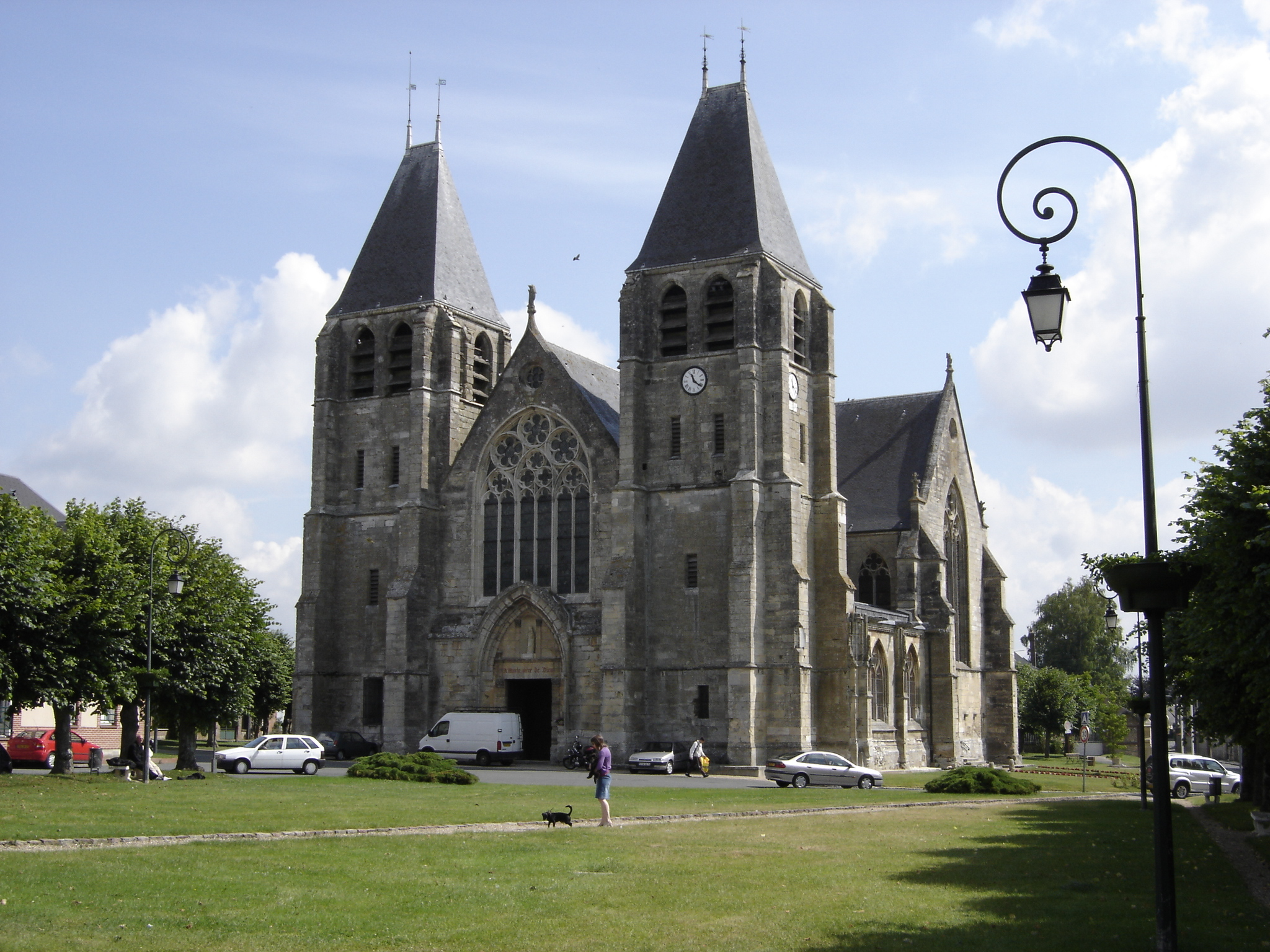
La collégiale d'Écouis.
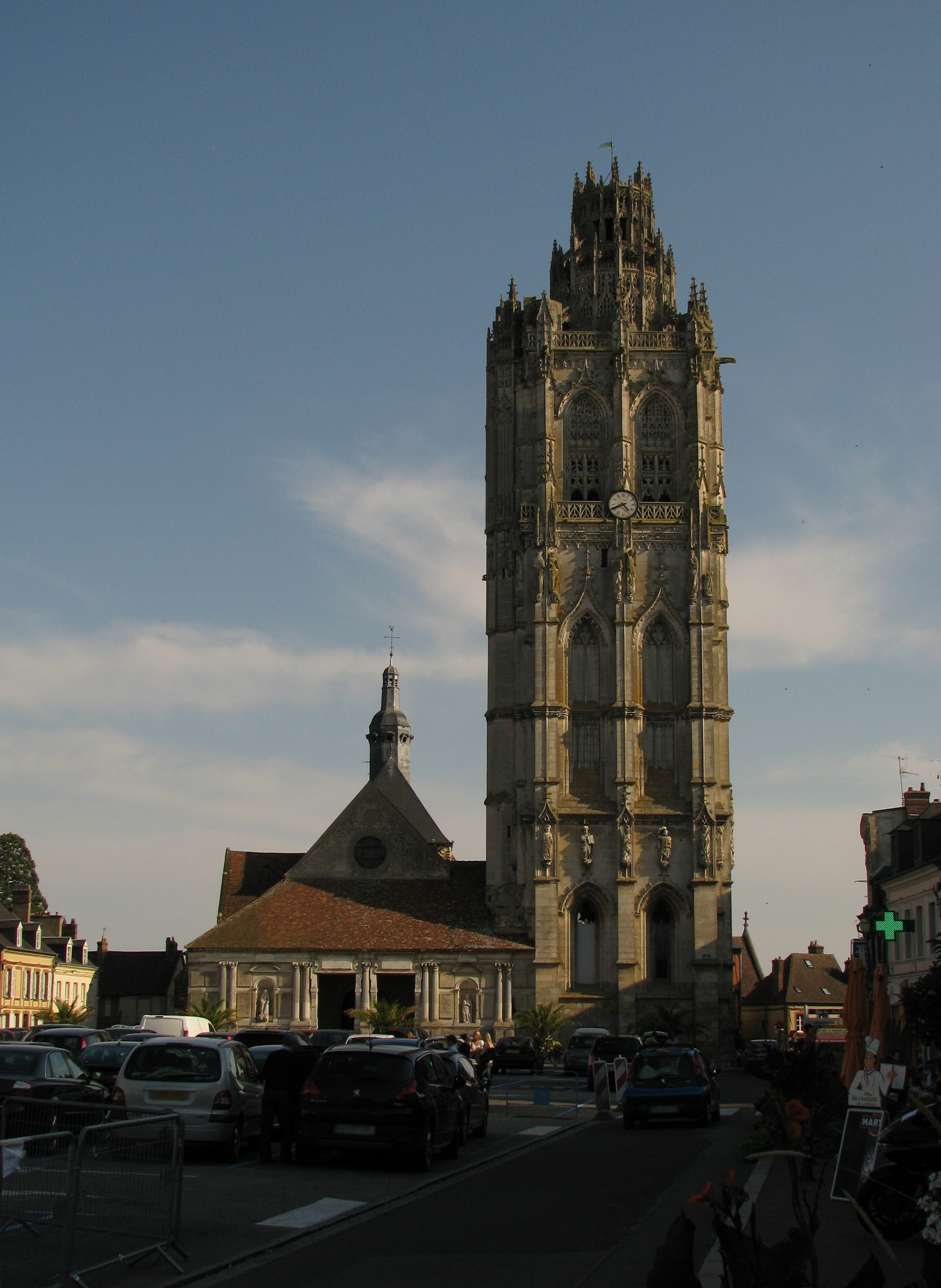
Verneuil-sur-Avre - église de la Madeleine.
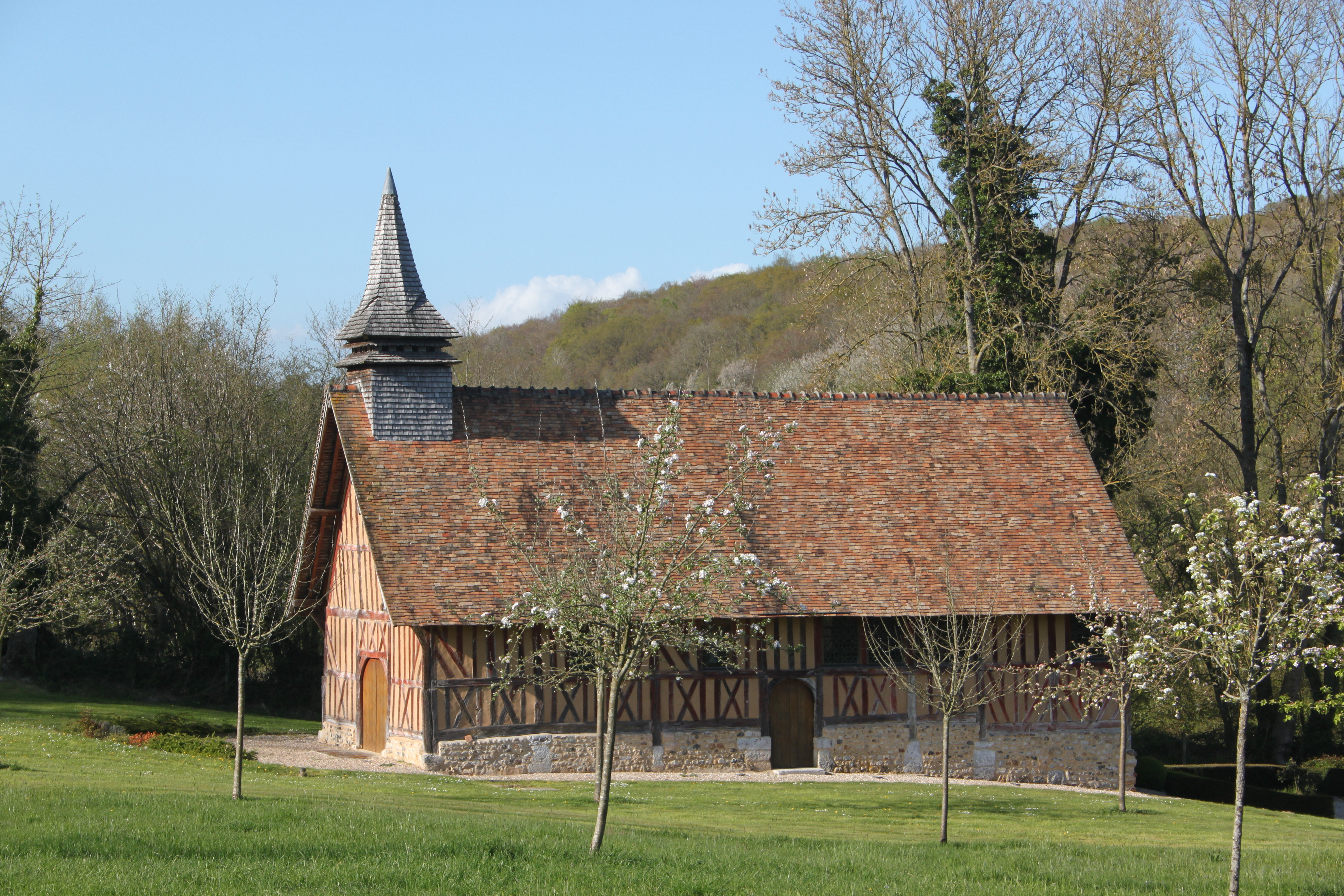
Chapelle Saint-Firmin à Saint-Martin-Saint-Firmin.
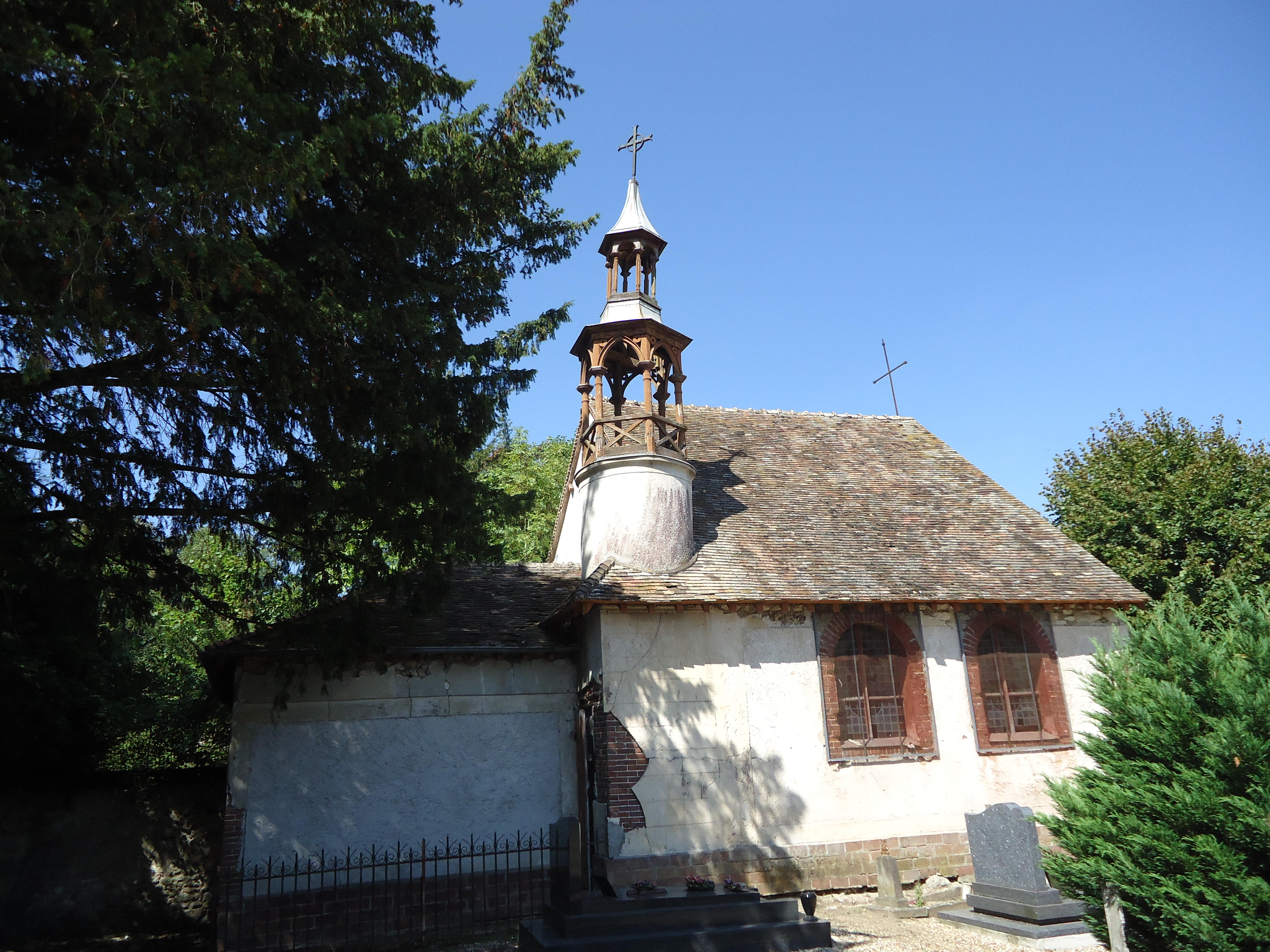
La chapelle de Lorey à Breuilpont.

##### Patrimoine industriel
Dans l'Eure, l'eau a constitué un moteur de développement industriel très important. En effet, l'énergie hydraulique a permis au département de connaître une prospérité et un essor économique importants au cours du XIXe. Ainsi, en 1860, l'Eure est "le premier département par la puissance équipée de ses rivières". L'avènement des machines à vapeur et le choix du département de l'Eure de persister sur la voie hydraulique précipitera son déclin. Même au début du XXe, alors que l'énergie hydraulique est majoritairement utilisé en France pour produire de l'électricité, "l'Eure continue à l'utiliser surtout sous forme d'énergie mécanique directe et par là-même se condamne au déclassement économique". De ce passé industriel, subsistent encore, au sein des vallées euroises :
- de très nombreux moulins : moulin d'Andé, (XVe et XVIIIe)  Inscrit MH (1995)[61], moulin de Muids, (XVIIe et XVIIIe)  Inscrit MH (2008)  Classé MH (1995)[62], moulin de Fourges, Le Vieux-Moulin de Vernon, moulin Amour à Saint-Ouen-de-Pontcheuil, moulin de la Grosse Tour à Bernay, etc.
- des usines : la fabrique Decrétot à Louviers, la filature Levavasseur à Pont-Saint-Pierre, etc.

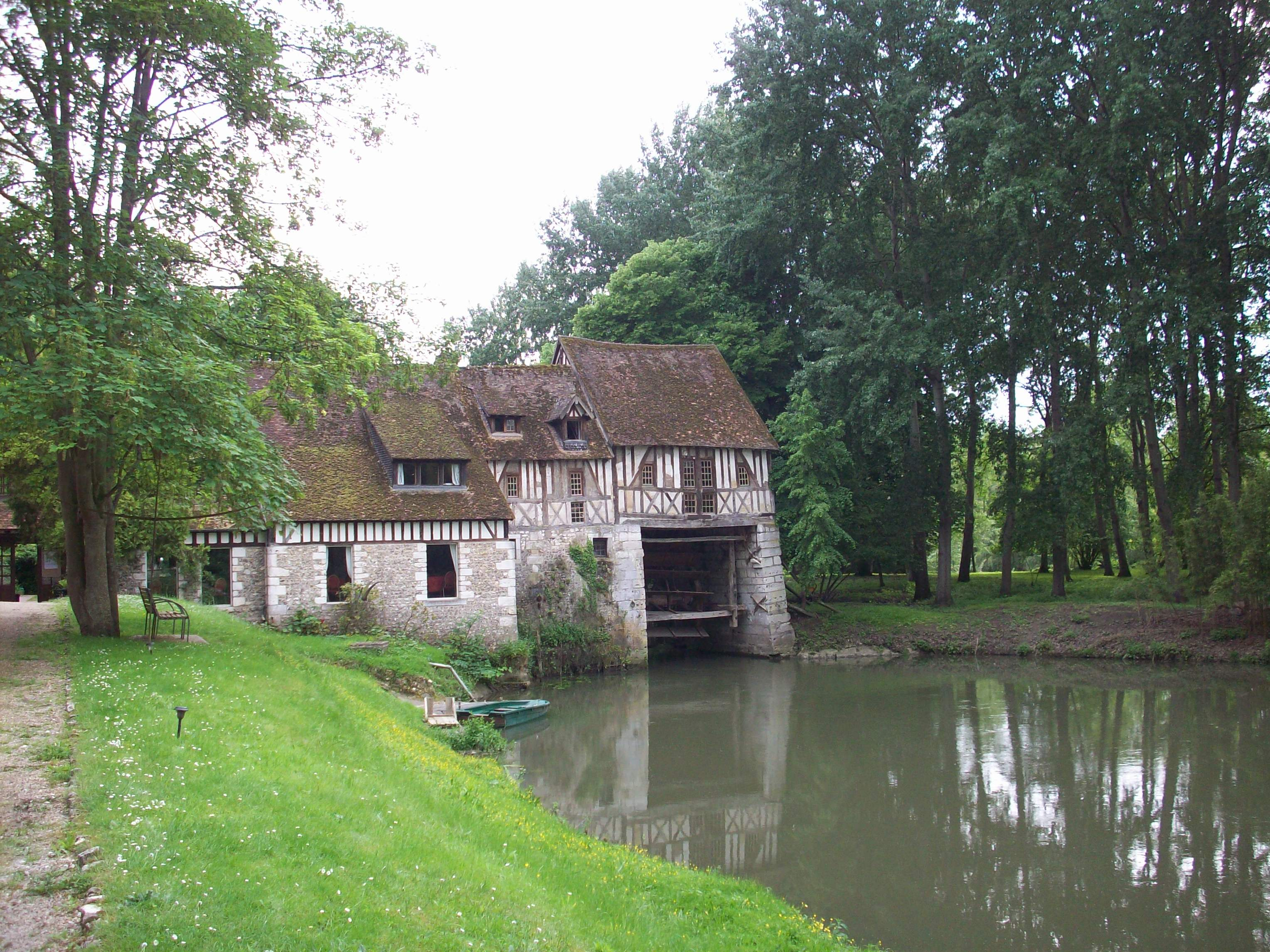
Le moulin d'Andé.
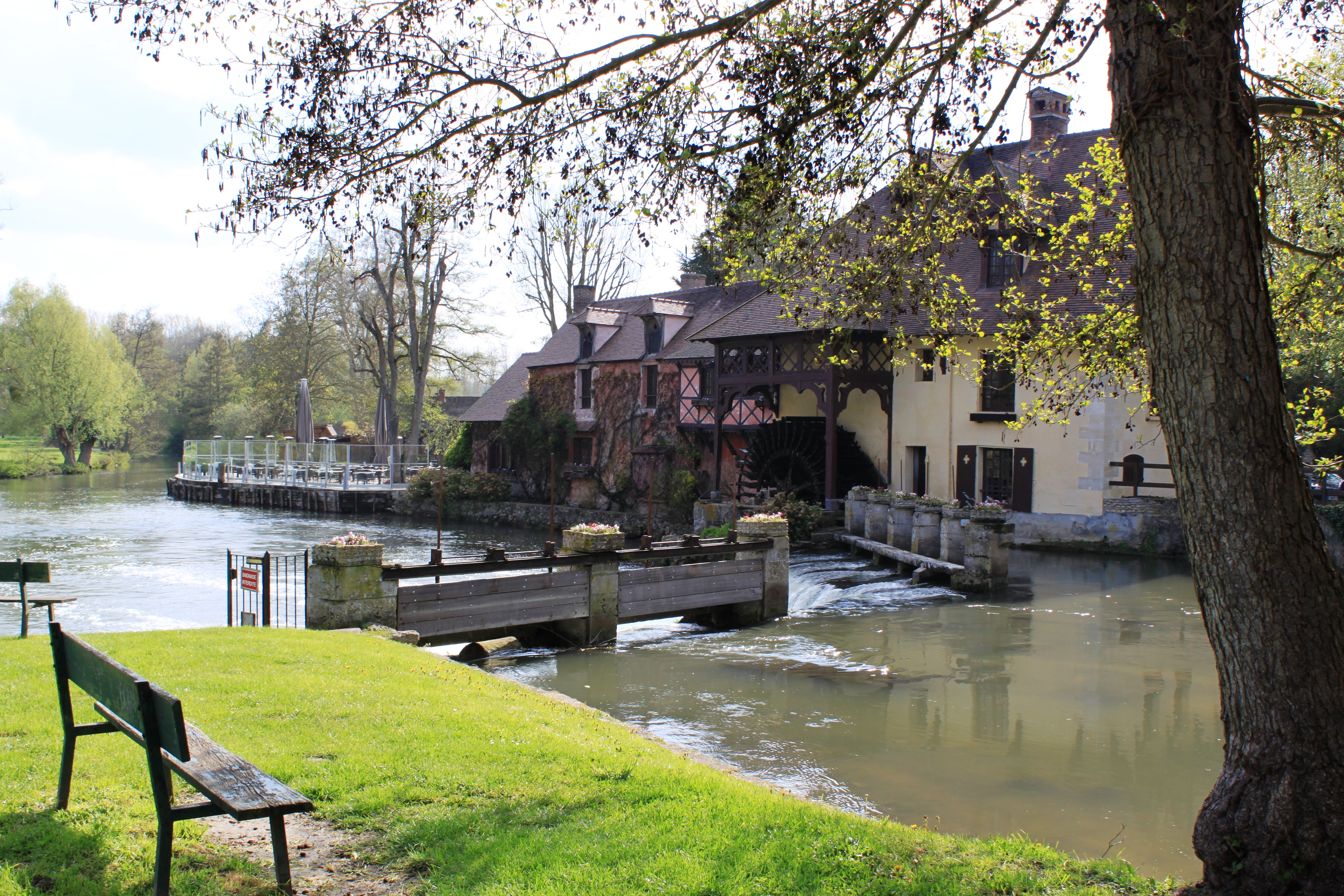
Le moulin de Fourges.
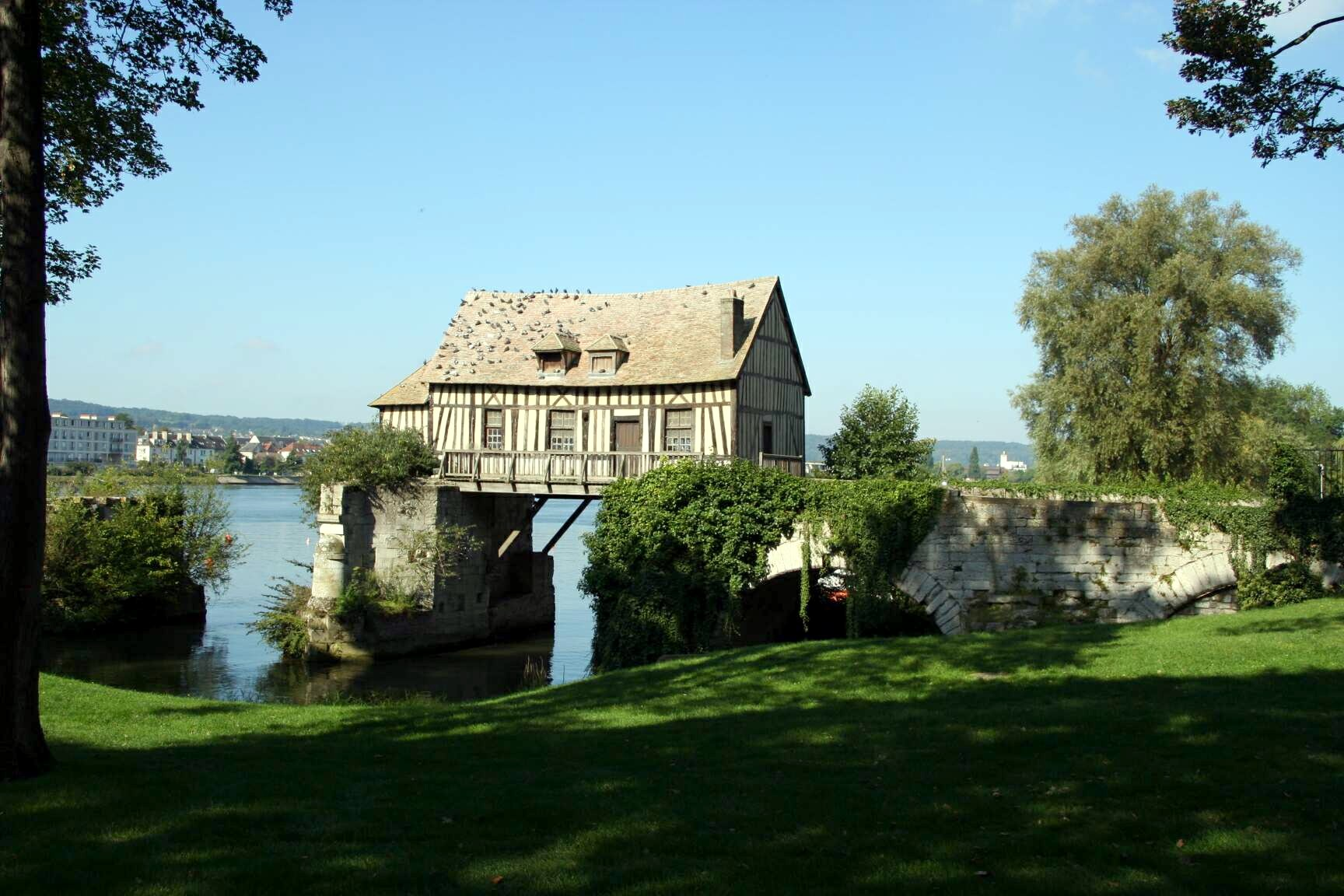
Le Vieux-Moulin de Vernon.
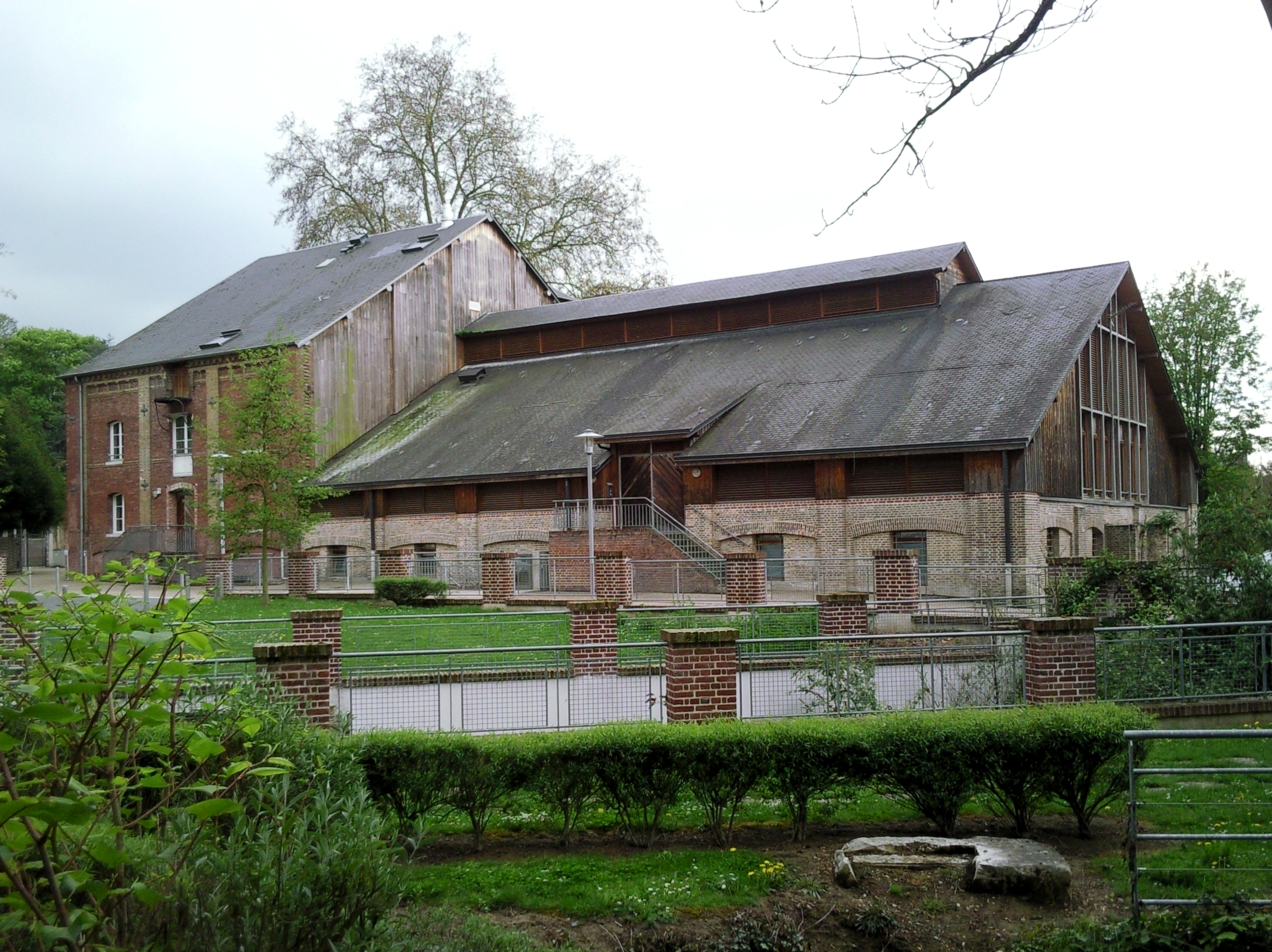
Le moulin à Louviers.
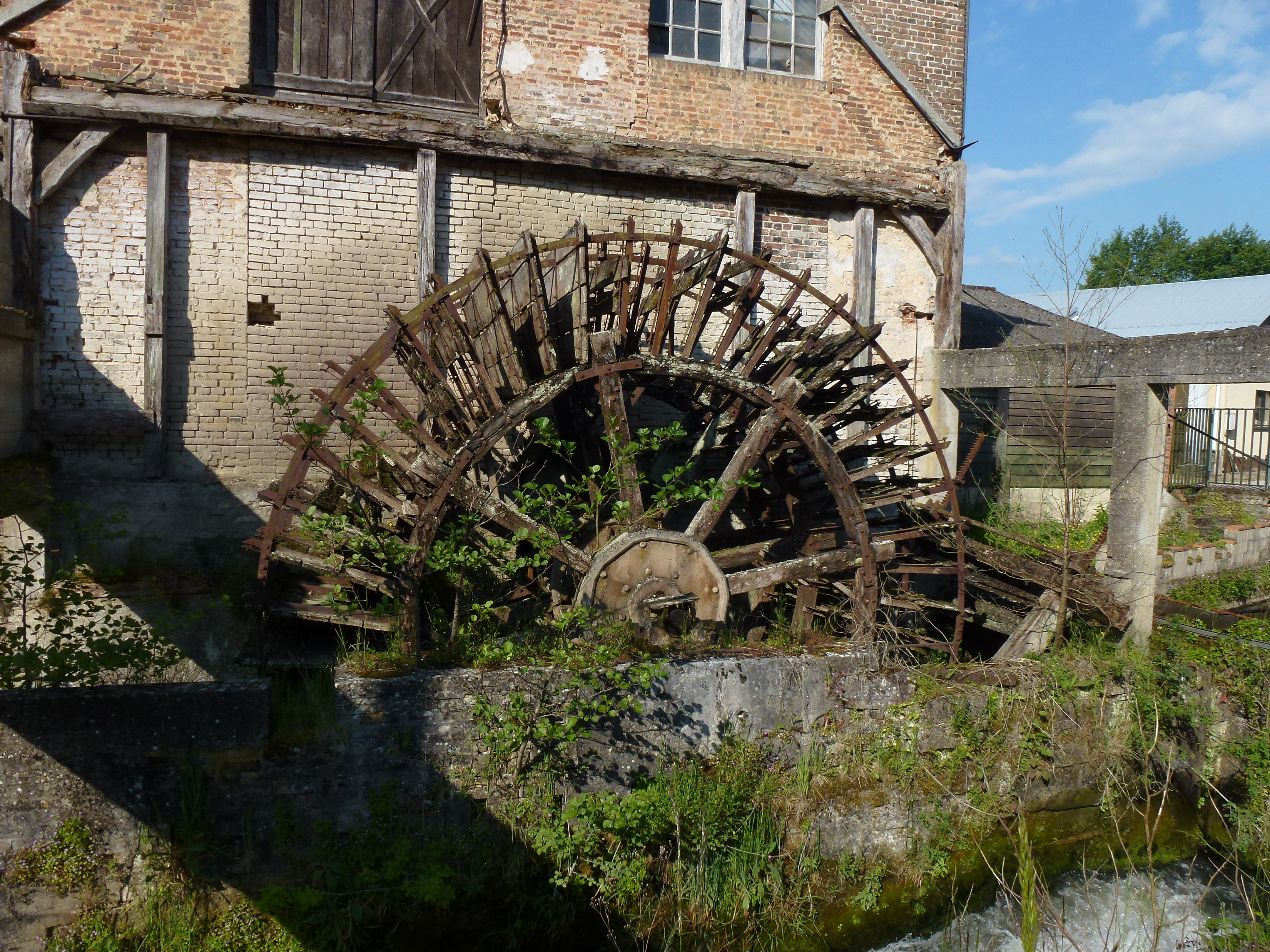
Moulin de la Charentonne à Fontaine-l'Abbé.
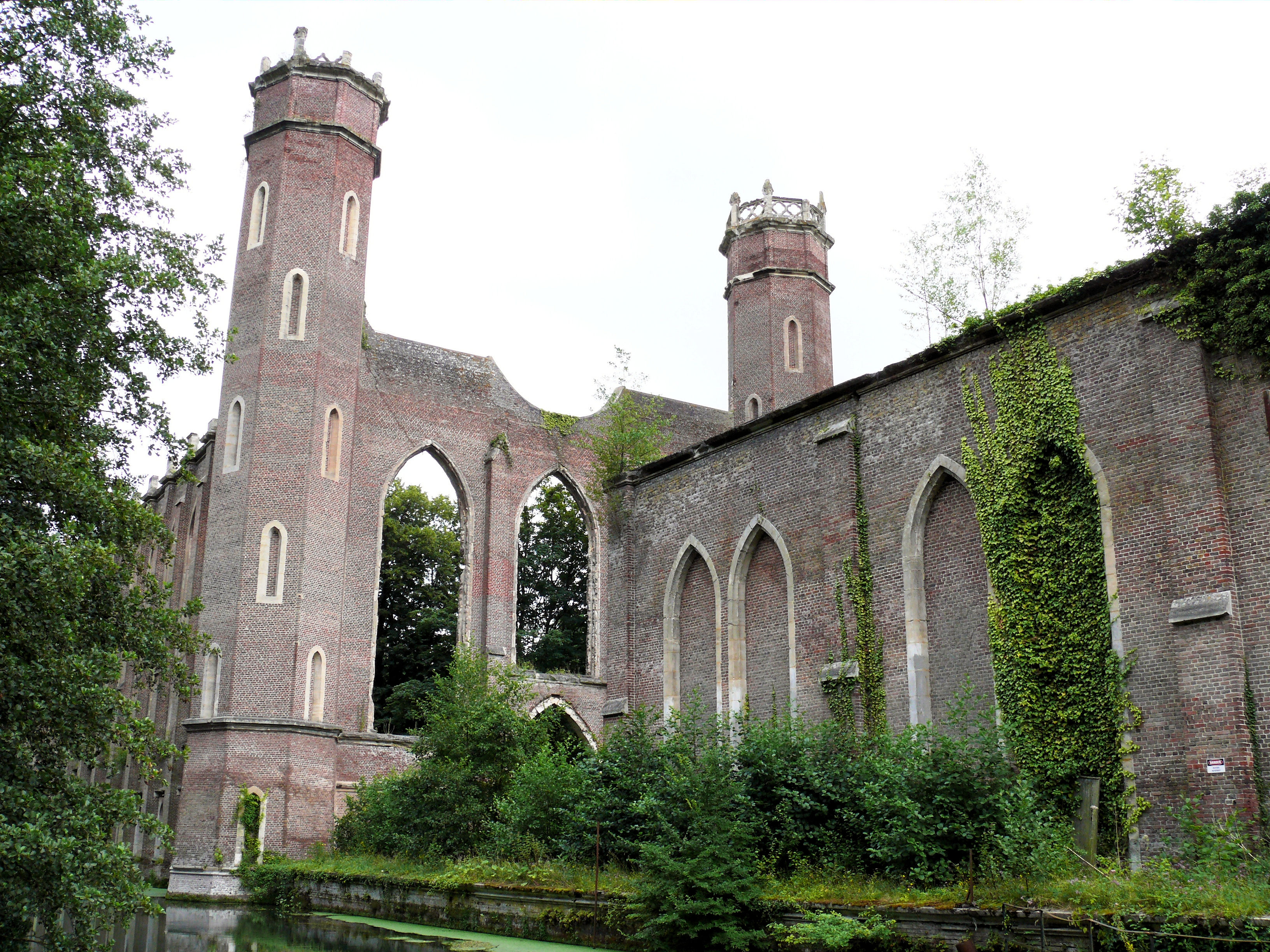
Filature Levavasseur à Pont-Saint-Pierre.

##### Vestiges archéologiques
- Gisacum, le sanctuaire antique du Vieil-Evreux.
- La sépulture néolithique collective d'Houlbec-Cocherel : cet ossuaire comportant une vingtaine de squelettes est le premier site préhistorique découvert au monde en 1685.
- Monuments néolithiques situés à la confluence de la Seine, de l'Eure et de l'Andelle, vers Le Vaudreuil : concentration de dolmens et de menhirs.
- Pîtres, confluence de la Seine et de l'Andelle, zone archéologique importante des époques proto-historiques à l'époque médiévale[63], avec notamment une très grande nécropole gauloise et gallo-romaine.

### Villages pittoresques

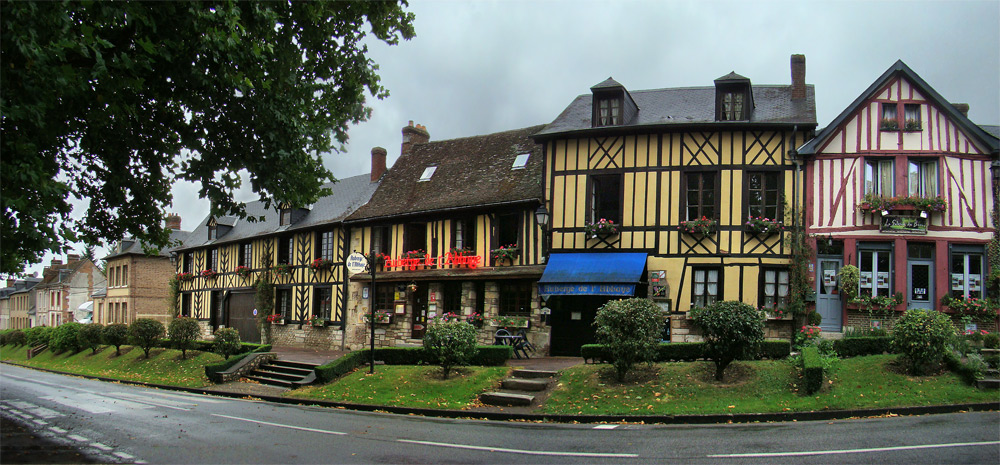
Le Bec-Hellouin.

- Le Bec-Hellouin.Le Bec-Hellouin (labellisé  plus beau village de France). Situé au cœur de la vallée du Bec, le Bec-Hellouin est un haut lieu du rayonnement bénédictin depuis le XIe siècle. Le village comporte un ensemble de maisons à colombages typiques, groupées autour de l'abbaye Notre-Dame du Bec fondée par Herluin et dont Anselme de Canterbury a été l'abbé.
- Champignolles. Village du pays d'Ouche situé sur la rive droite de la Risle et près de la forêt de Conches, Champignolles a conservé une véritable authenticité au travers de son bâti traditionnel et ses paysages. Sa douceur de vivre est notamment décrite dans les œuvres de Jean de La Varende et Philippe Delerm.

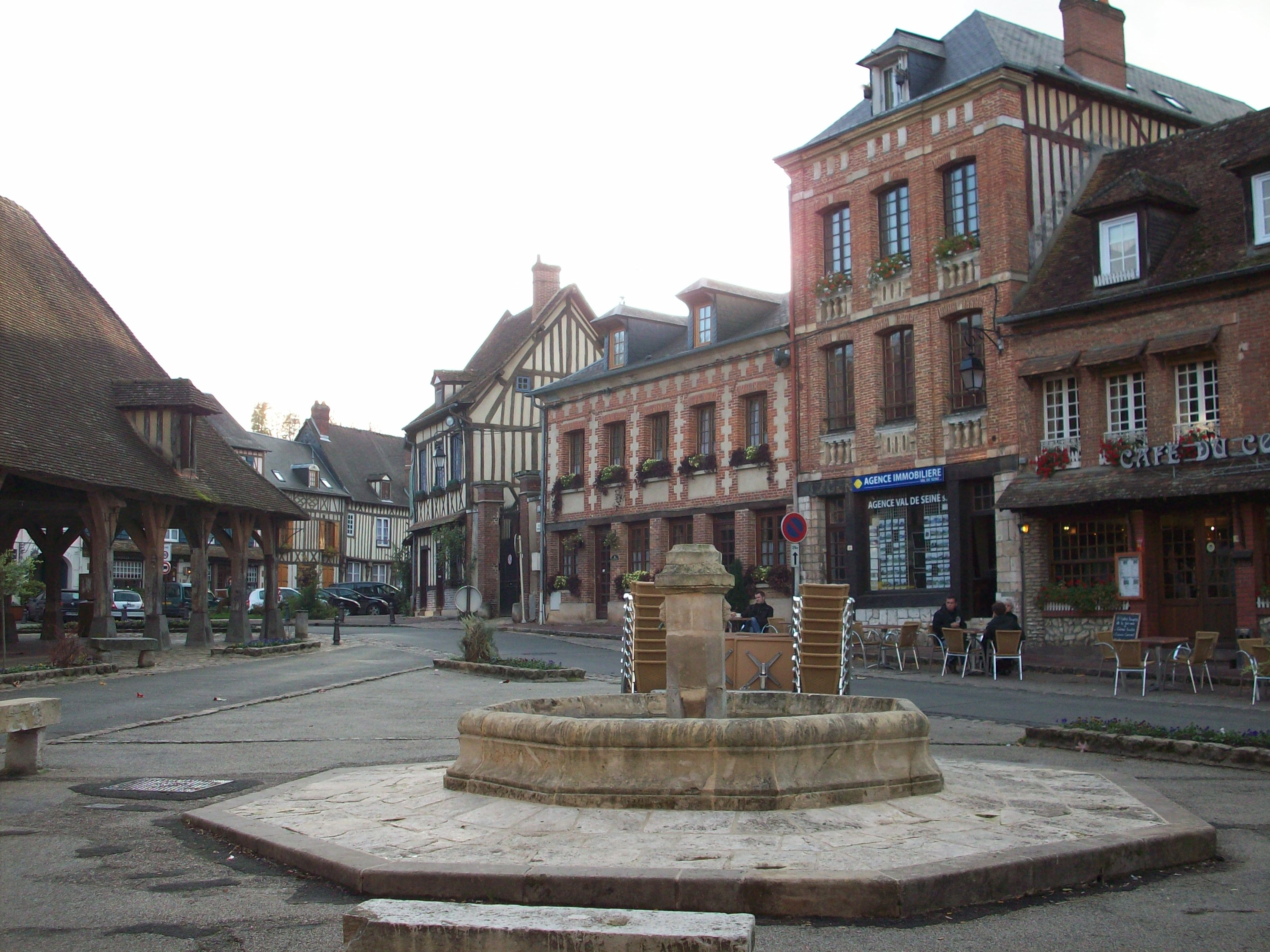
Place de Lyons-la-Forêt.

- Place de Lyons-la-Forêt.Cormeilles. Petite cité du pays d'Auge traversée par la Calonne et le douet Tourtelle, Cormeilles présente un caractère authentique grâce à ses ruelles pittoresques aux façades à colombages. Elle est notamment connue pour ses boutiques d'antiquaires et sa distillerie.
- La Ferrière-sur-Risle. Figurant parmi les plus petites communes de France, ce village du Pays d'Ouche se situe au cœur de la vallée de la Risle, non loin de Champignolles. Il conserve des halles du XIVe siècle et de nombreuses maisons à colombages.
- Lyons-la-Forêt (labellisé plus beau village de France). Situé au cœur de la forêt de Lyons, traversé par la Lieure et par le Fouillebroc, Lyons-la-Forêt s'est d'abord fait connaître comme résidence ducale pour les ducs de Normandie. Préservé des bombardements de la Seconde Guerre mondiale, le village a conservé son caractère typique normand, lui permettant de servir de décor au film Madame Bovary de Claude Chabrol. Maurice Ravel ainsi que Paul-Émile Pissarro y résidèrent.

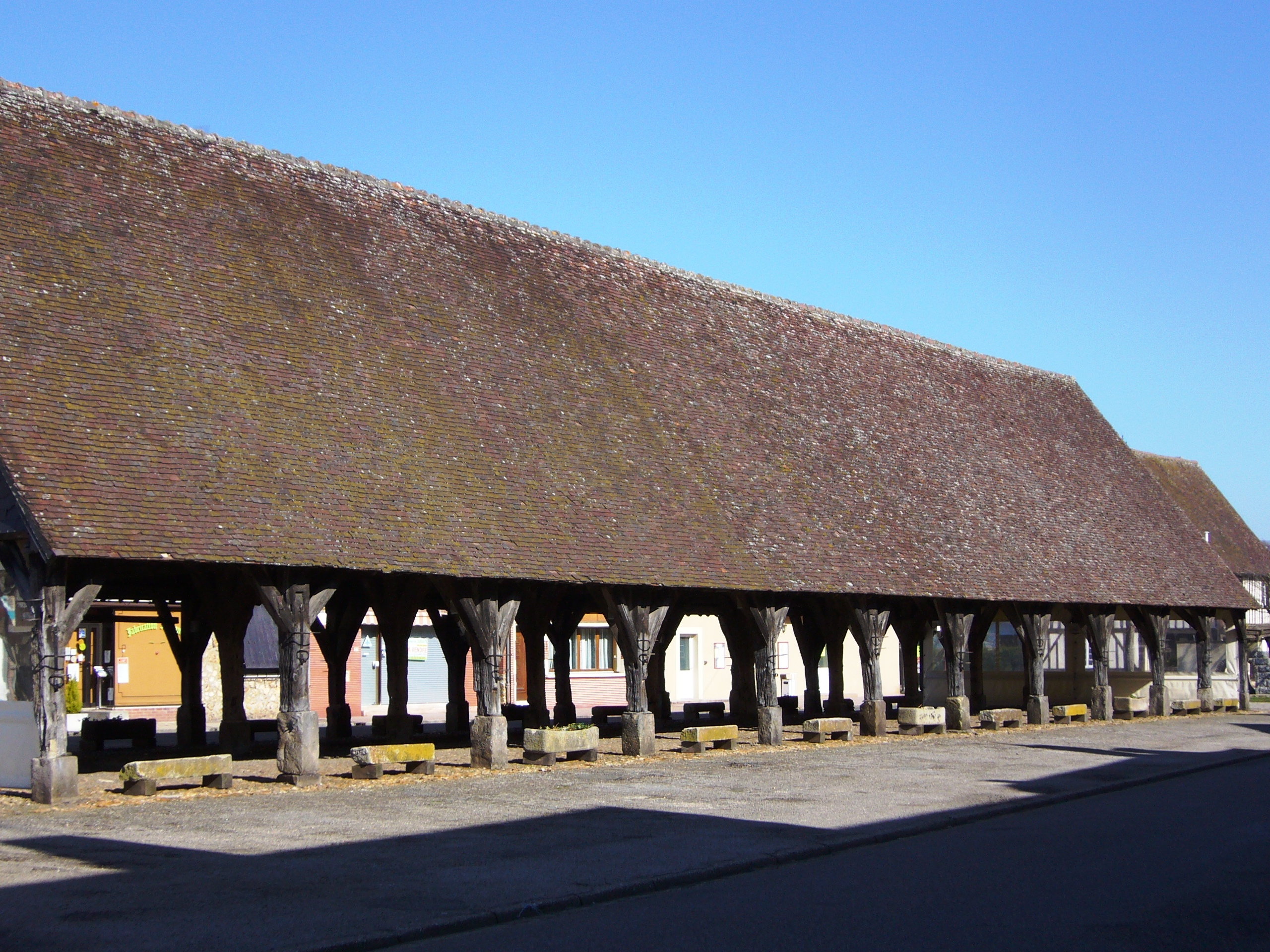
Les halles médiévales de la Ferrière-sur-Risle.

- Les halles médiévales de la Ferrière-sur-Risle.Quillebeuf-sur-Seine. Situé dans le dernier méandre de la Seine, à l’embouchure de l'estuaire et à proximité des ponts de Normandie et de Tancarville, Quillebeuf-sur-Seine est une ancienne cité maritime. Le riche patrimoine historique du village est empreint de ce passé et des souvenirs des marins encore bien présents. Il conserve également de très belles maisons à pans de bois du XVIe siècle, notamment dans la Grande Rue[64].
- Saint-Georges-du-Vièvre. Localisé au sein du Lieuvin, à l'endroit où se dressait la forêt du Vièvre, ce village a gardé un charme typiquement normand avec une architecture faite notamment de pans de bois et de briques. Il est connu pour avoir été le berceau, avec quelques communes avoisinantes, du maquis Surcouf, un des mouvements de résistance les plus importants de Normandie durant la Seconde Guerre mondiale.
- Vieux-Port. En plein cœur de la vallée de la Seine, ce village, le plus petit du département de l'Eure, est le mieux préservé et le plus typique de la Route des chaumières.

### Architecture vernaculaire

#### Matériaux de construction du bâti traditionnel
Les matériaux les plus répandus dans le bâti traditionnel sont le bois, la brique, l’argile, la craie et le calcaire, le silex, le grès, la pierre de grison, la pierre de Vernon et l'ardoise.

#### Style architectural

##### Colombages (ou pans de bois)
L'élément principal, à la base de l'identité architecturale normande dans l'Eure, est la maison à pans de bois (ou colombages). Cette architecture est présente sur la quasi-totalité du département : à l'est avec Lyons-la-Forêt ou Etrepagny, à l'ouest avec Le Bec-Hellouin ou Cormeilles, au sud avec Rugles, et enfin, au nord, avec Quillebeuf-sur-Seine ou Vieux-port. Quelques exemples de cette architecture :

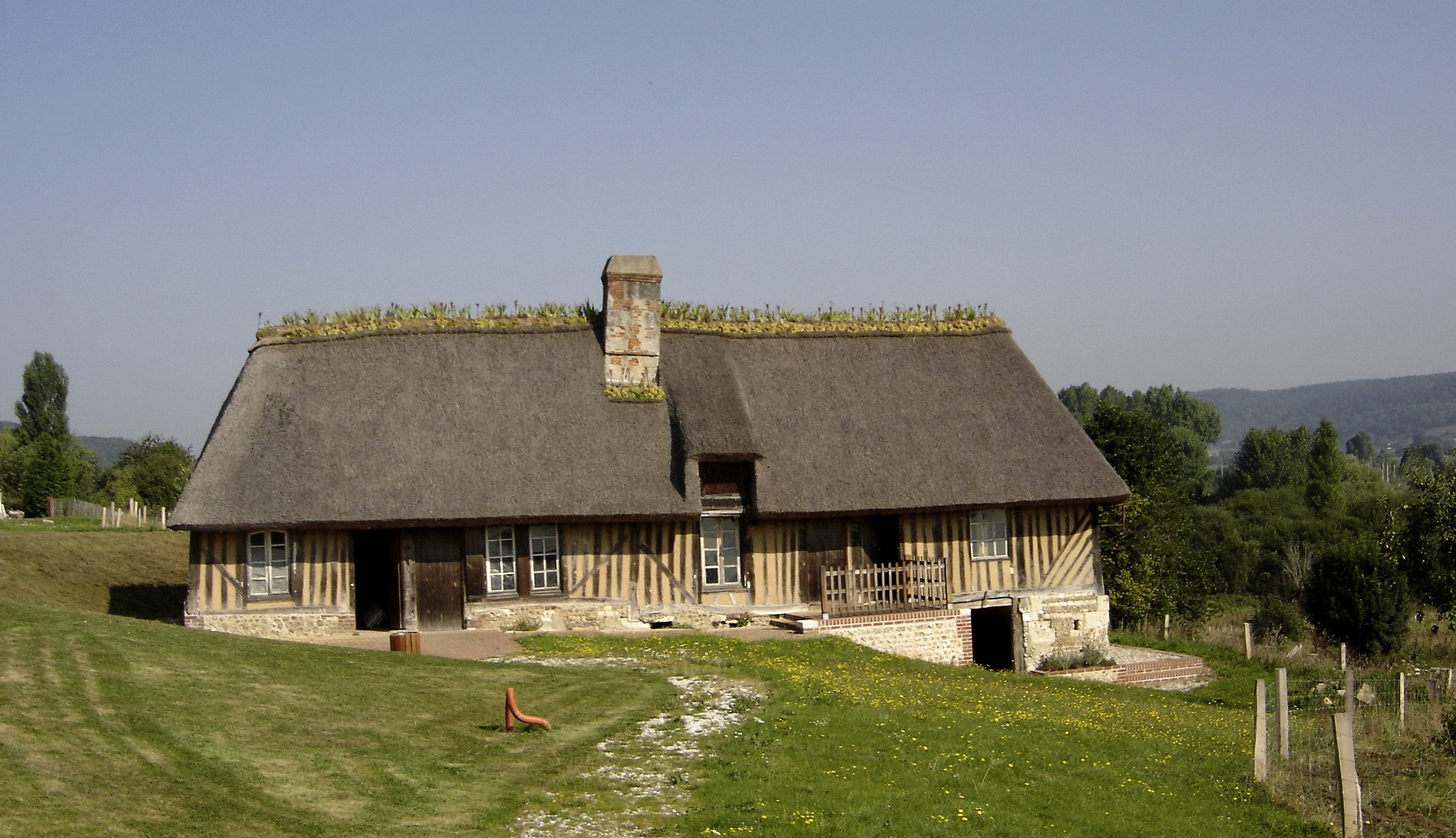
Une chaumière à Saint-Sulpice-de-Grimbouville.
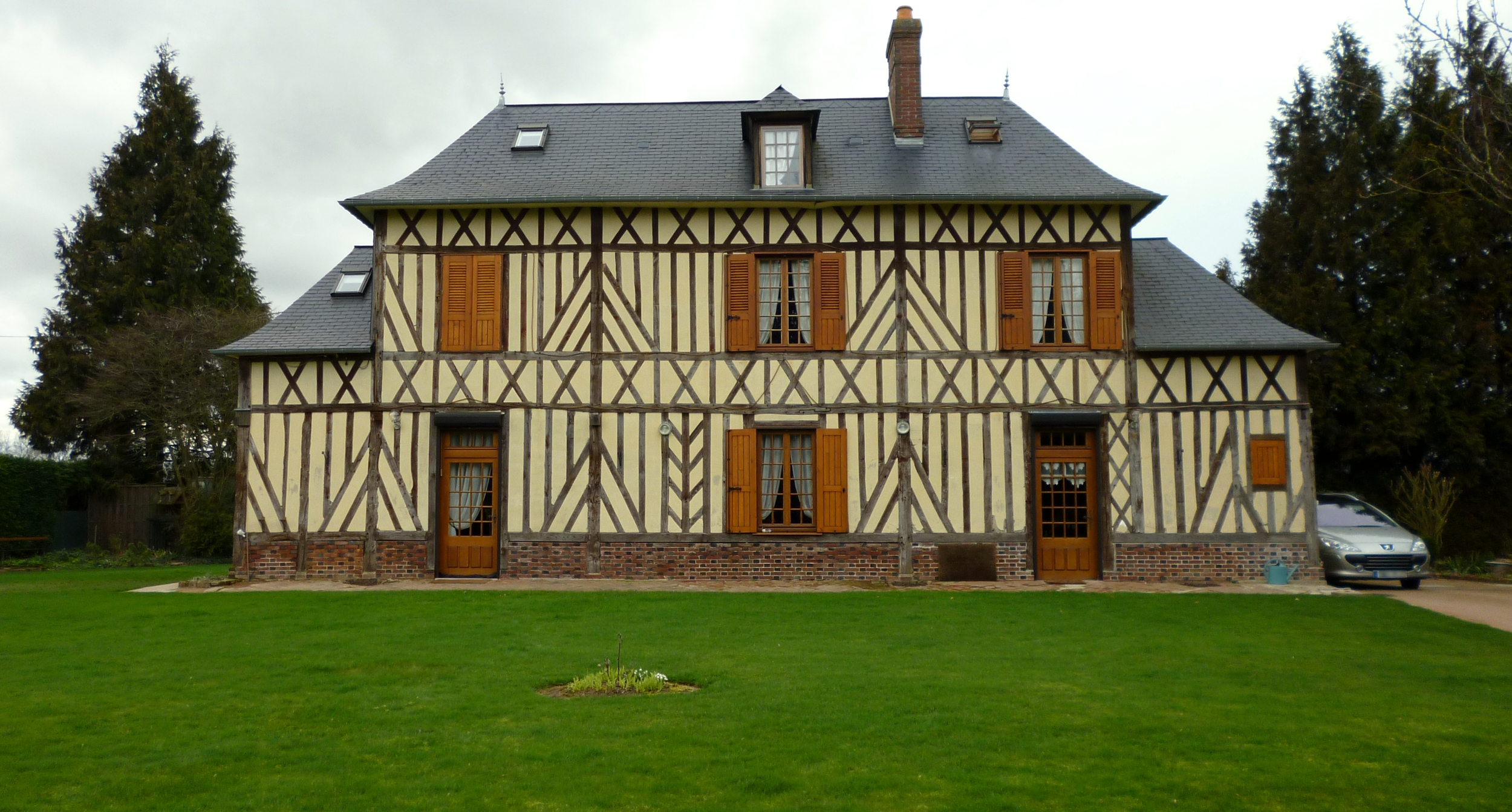
Une maison à pans de bois à Morsan.
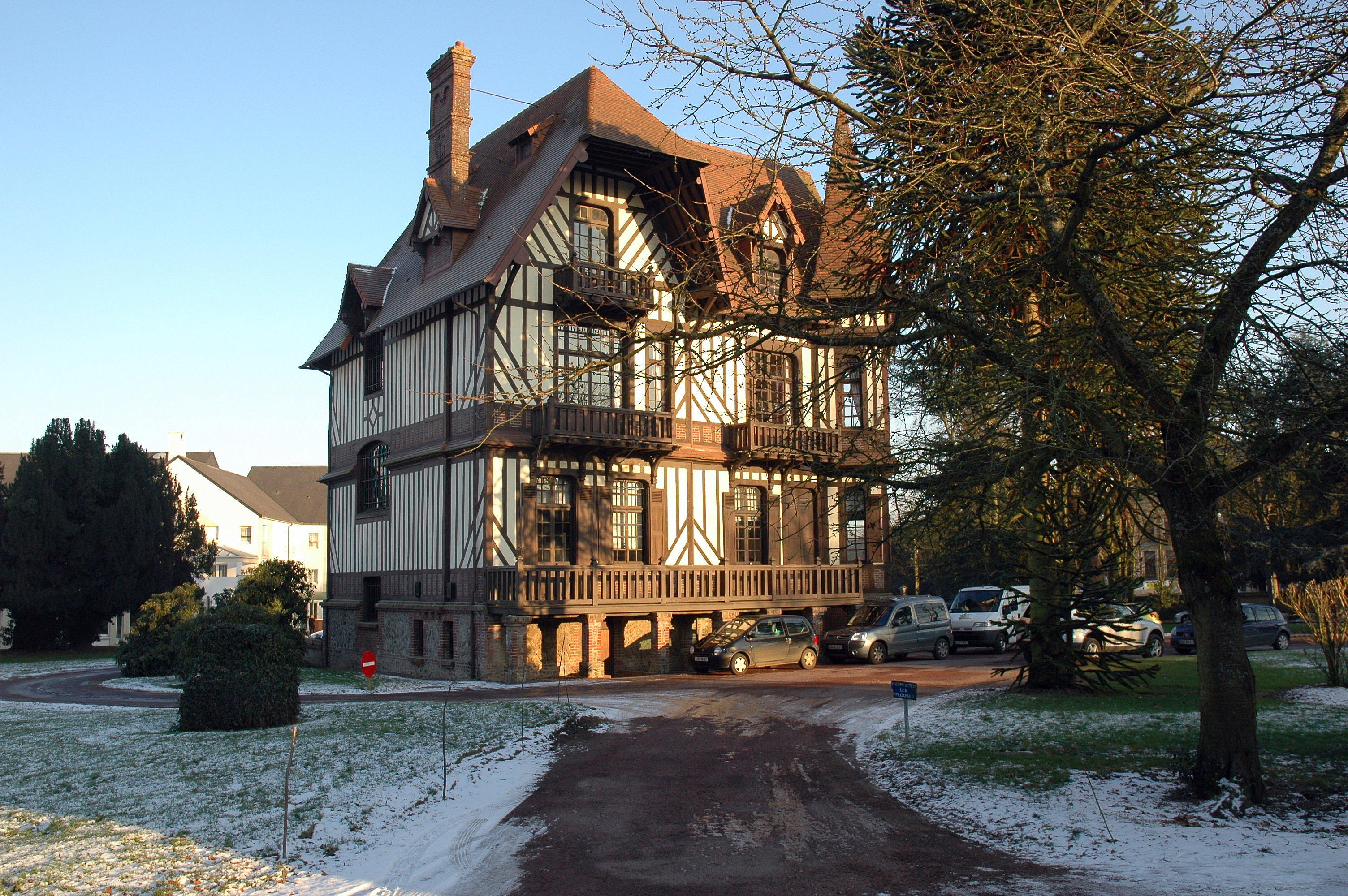
Le manoir de Bourgtheroulde.
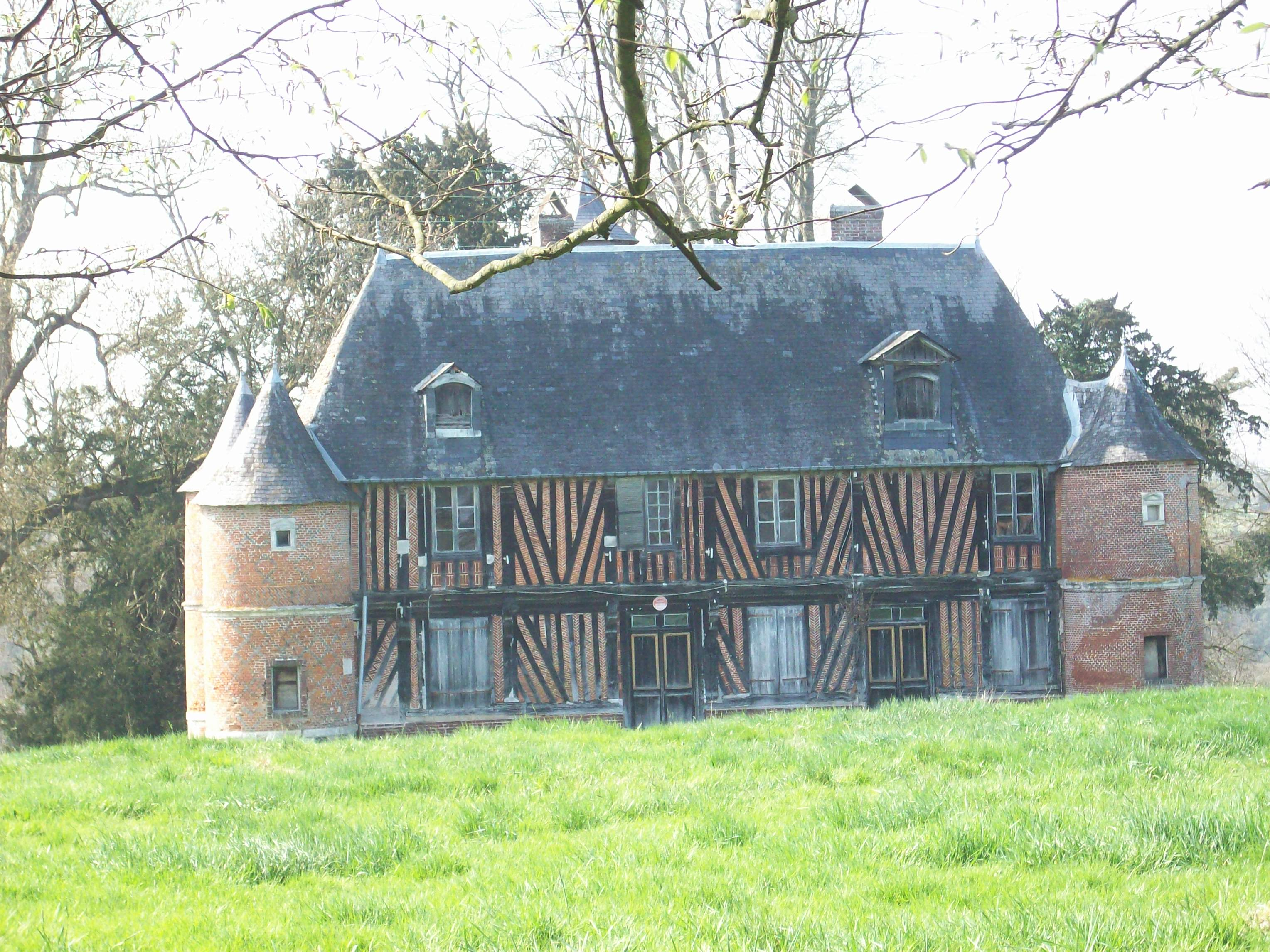
Le manoir du Vièvre à Saint-Étienne-l'Allier.
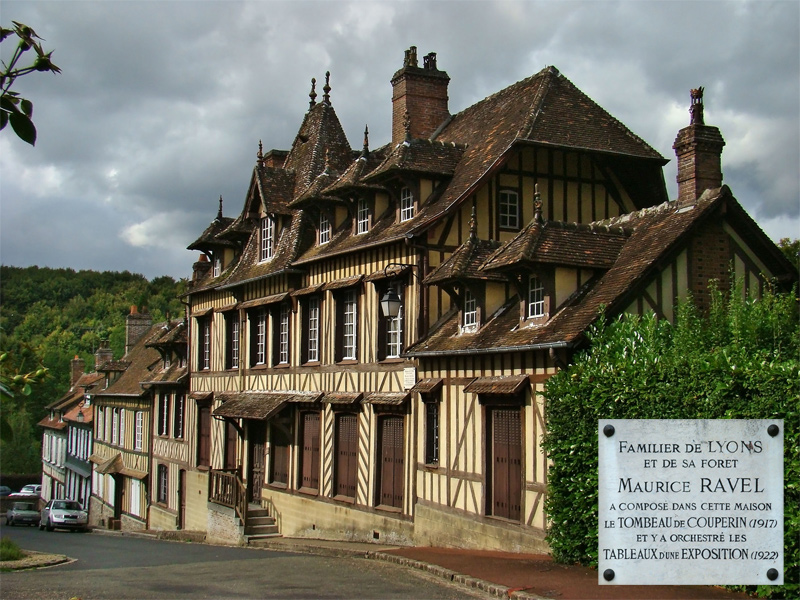
La maison où vécut Maurice Ravel à Lyons-la-Forêt.
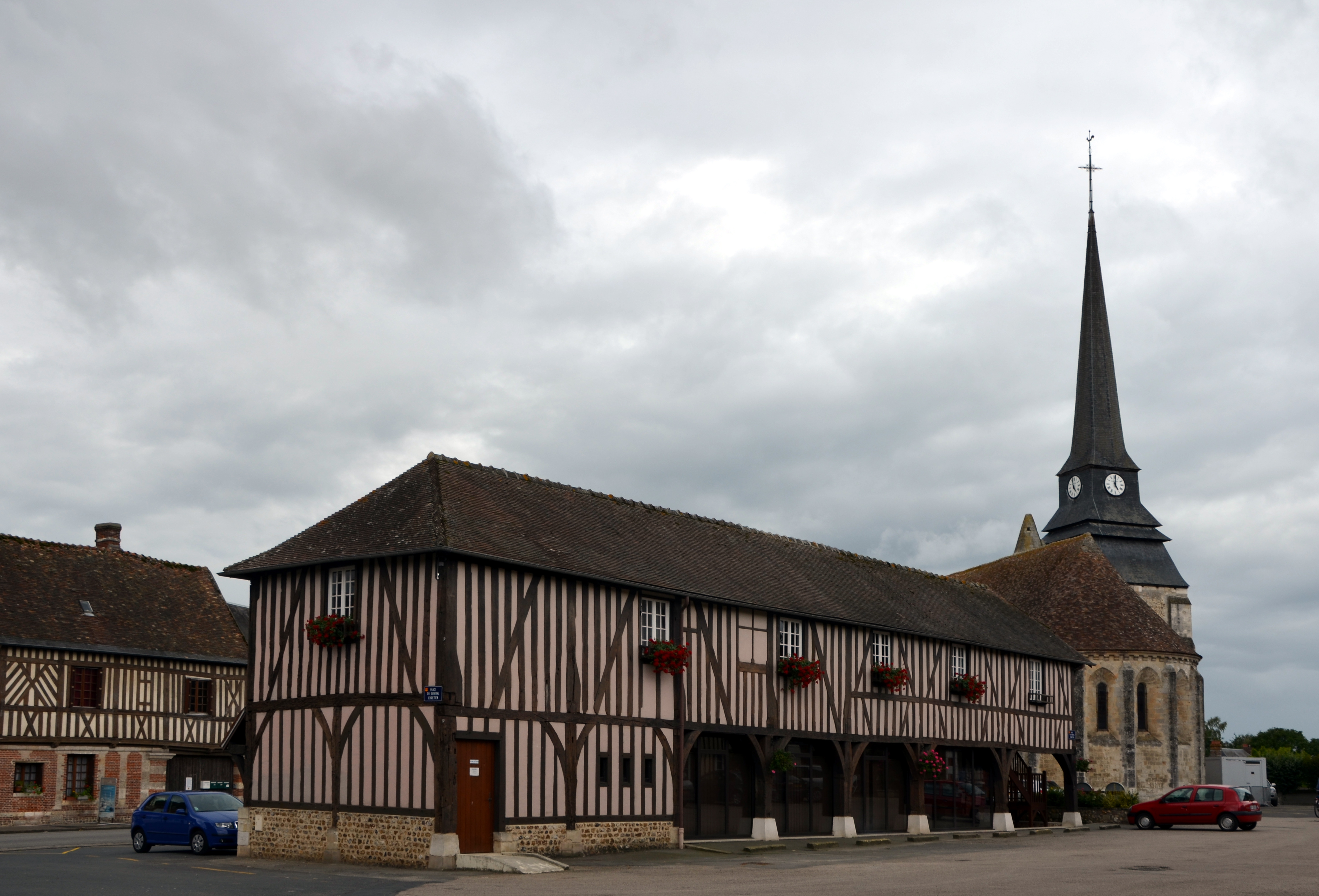
La mairie d'Harcourt.
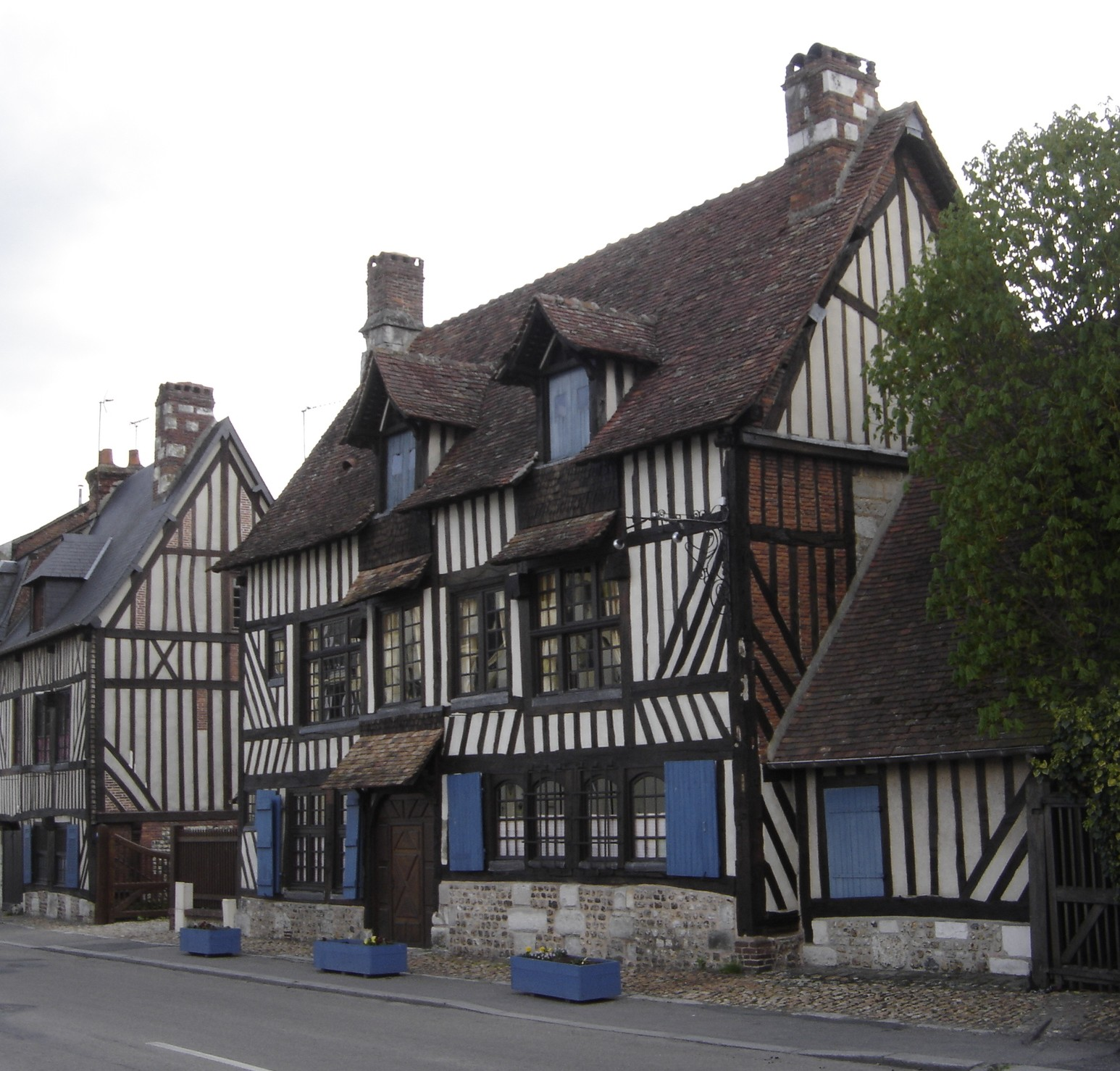
Ancienne auberge du Vieux-Puits à Pont-Audemer.
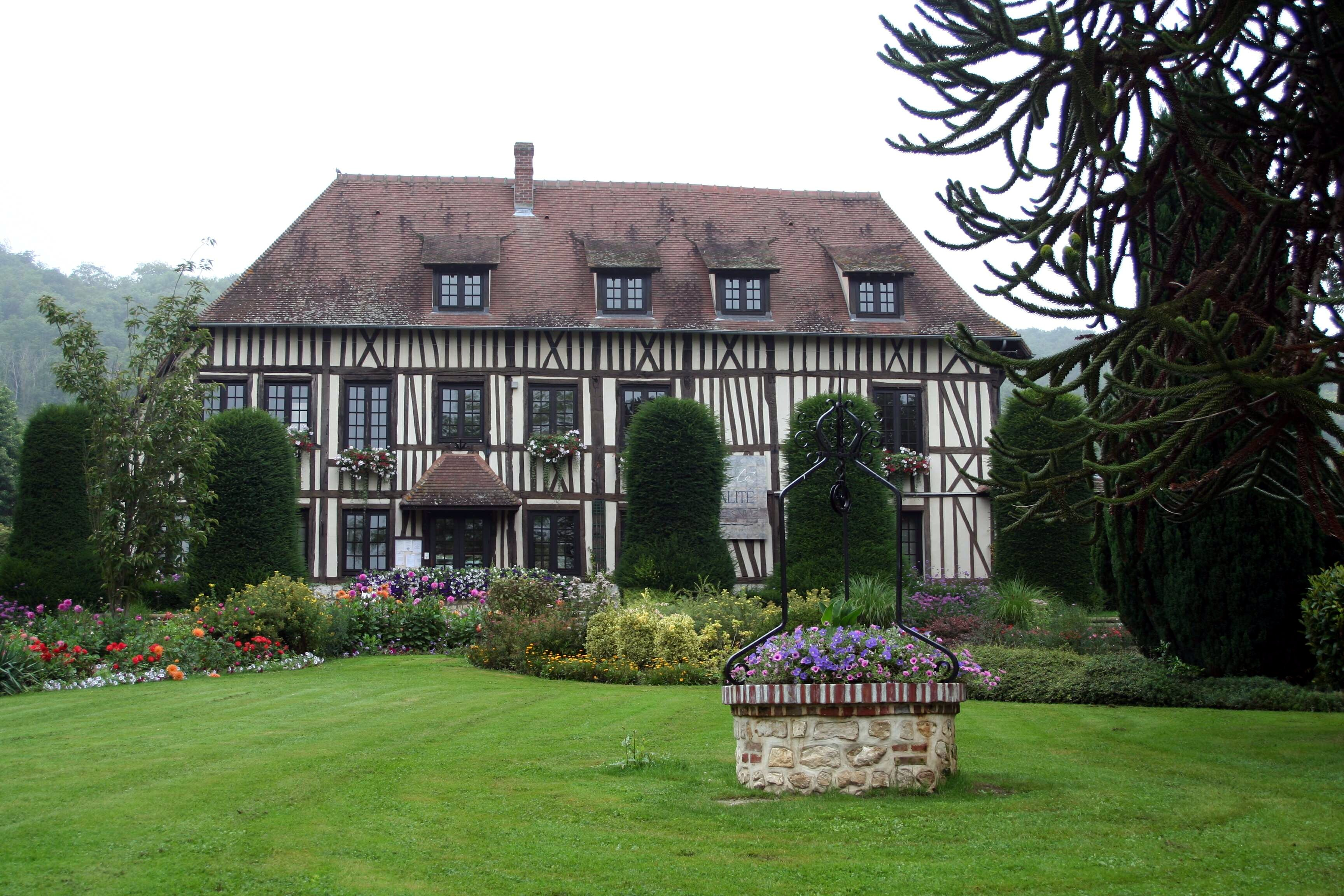
Mairie d'Alizay.
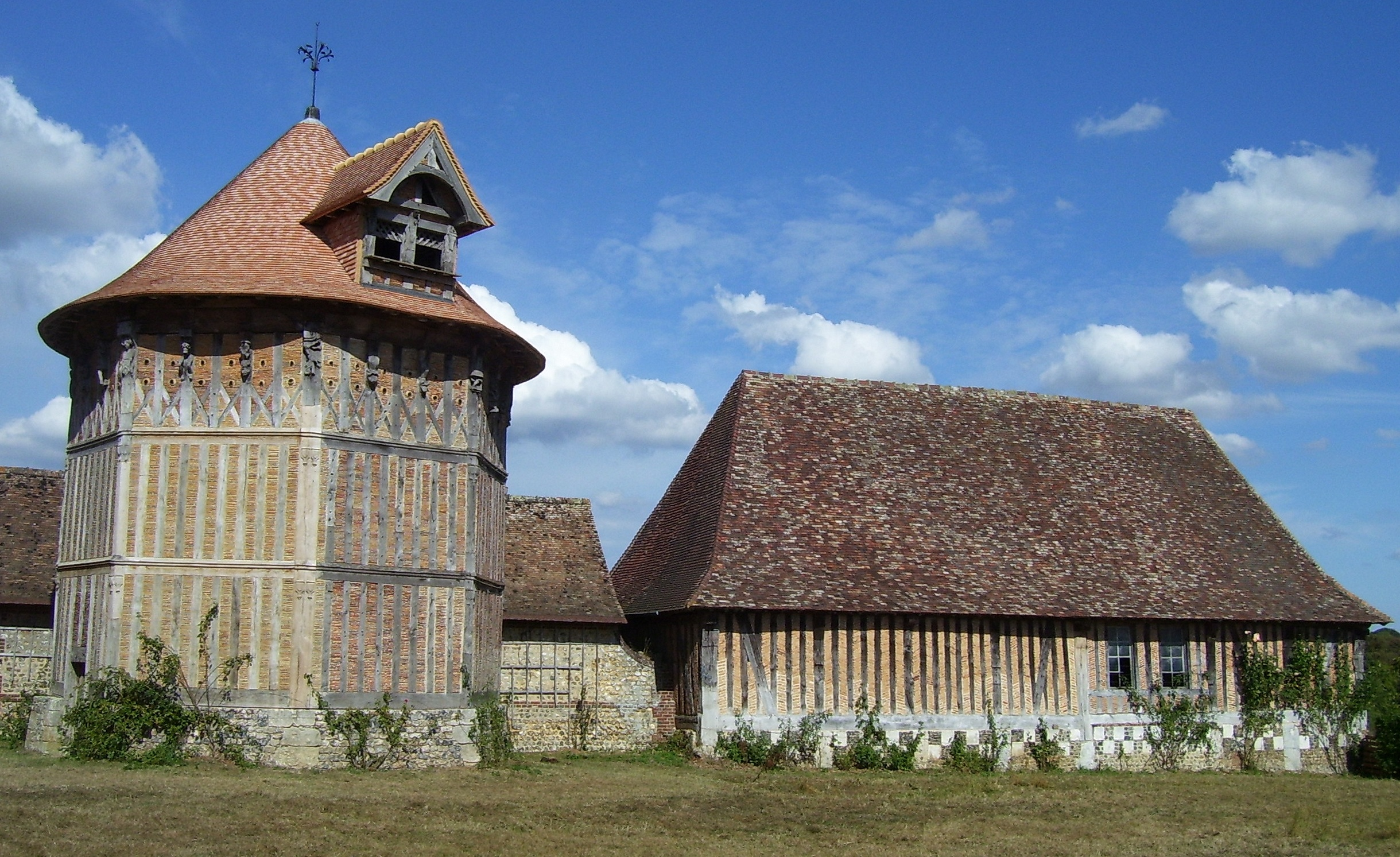
Colombier du château de Launay.
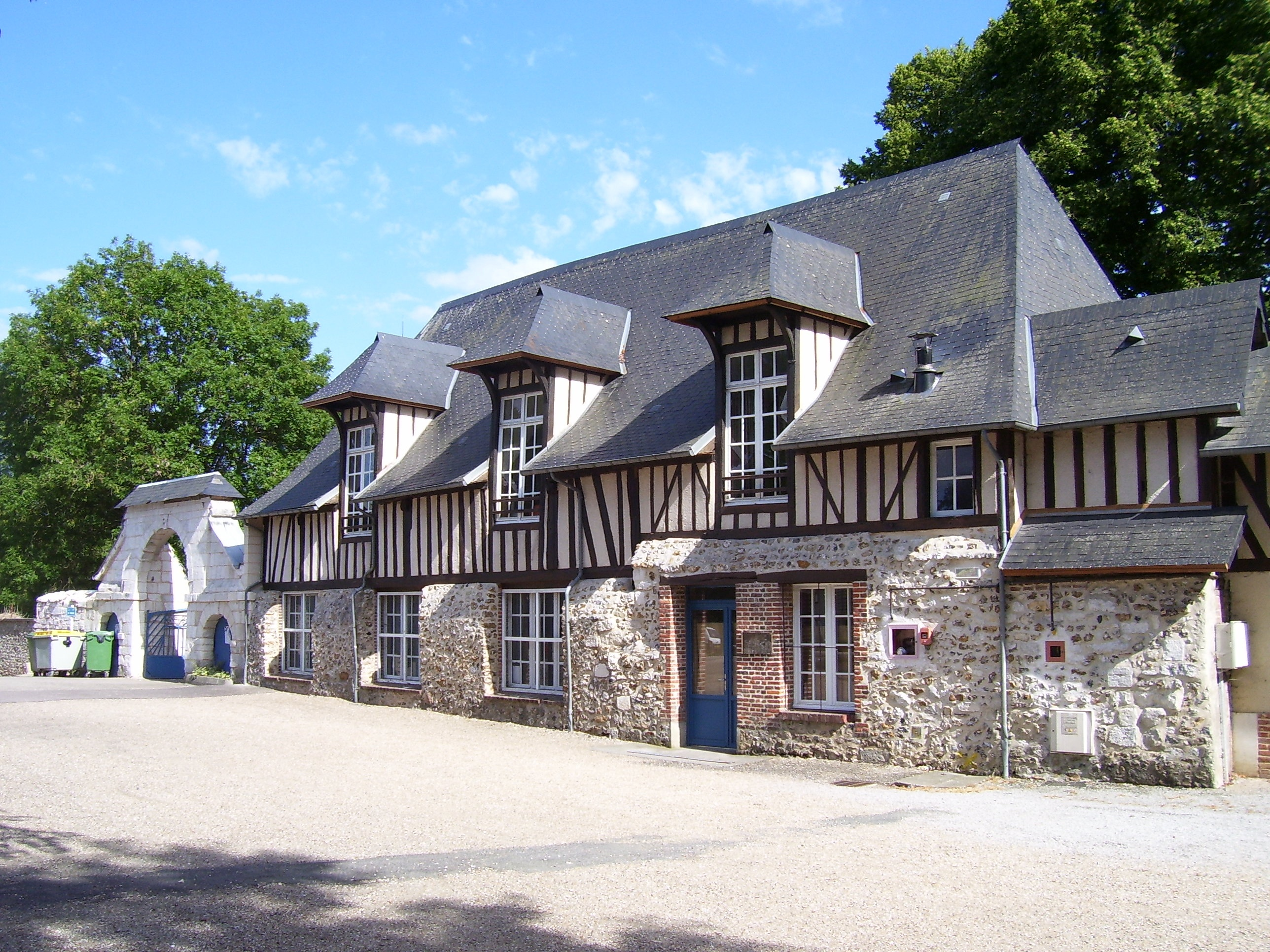
Prieuré de Saint-Philbert-sur-Risle.

##### Constructions en briques
Le second élément caractéristique de l'architecture normande dans l'Eure est la brique. Matériau facilement réalisable puisqu'il est fait à partir d'argile, il est surtout présent dans la partie sud du département. Sa couleur varie généralement entre l'orange foncé et le rouge sombre (il n'existe que peu de briques jaunes ou grises). La brique peut être vitrifiée (elle subit une cuisson trop importante et les silices présentes dans l'argile deviennent verre), vernissée (une couche de vernis est passée sur la brique avant sa cuisson) ou émaillée (une couche d'émail est ajoutée). Ces différents types de briques permettent de réaliser des décors sur les façades des constructions.

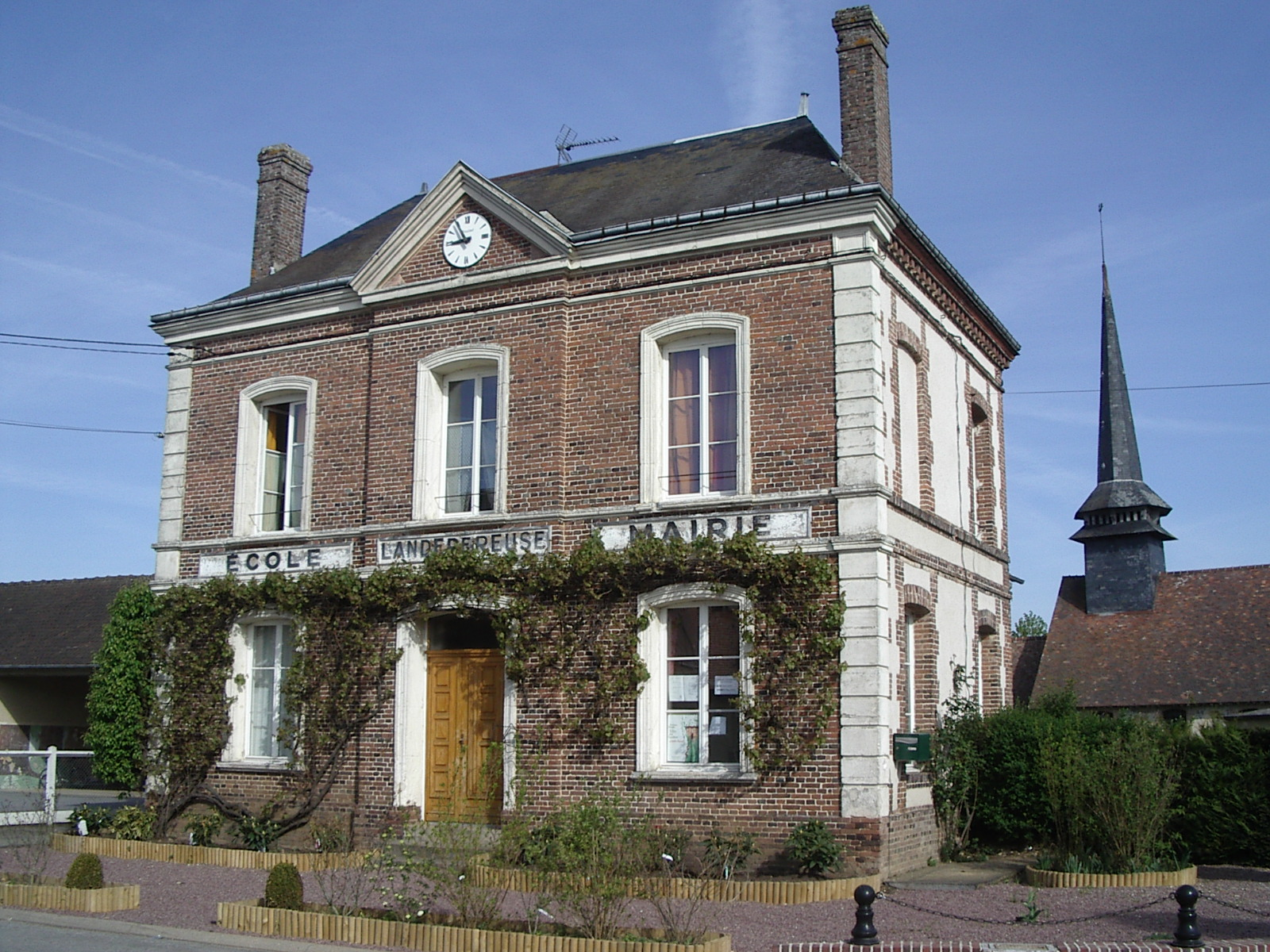
Mairie de Landepéreuse.
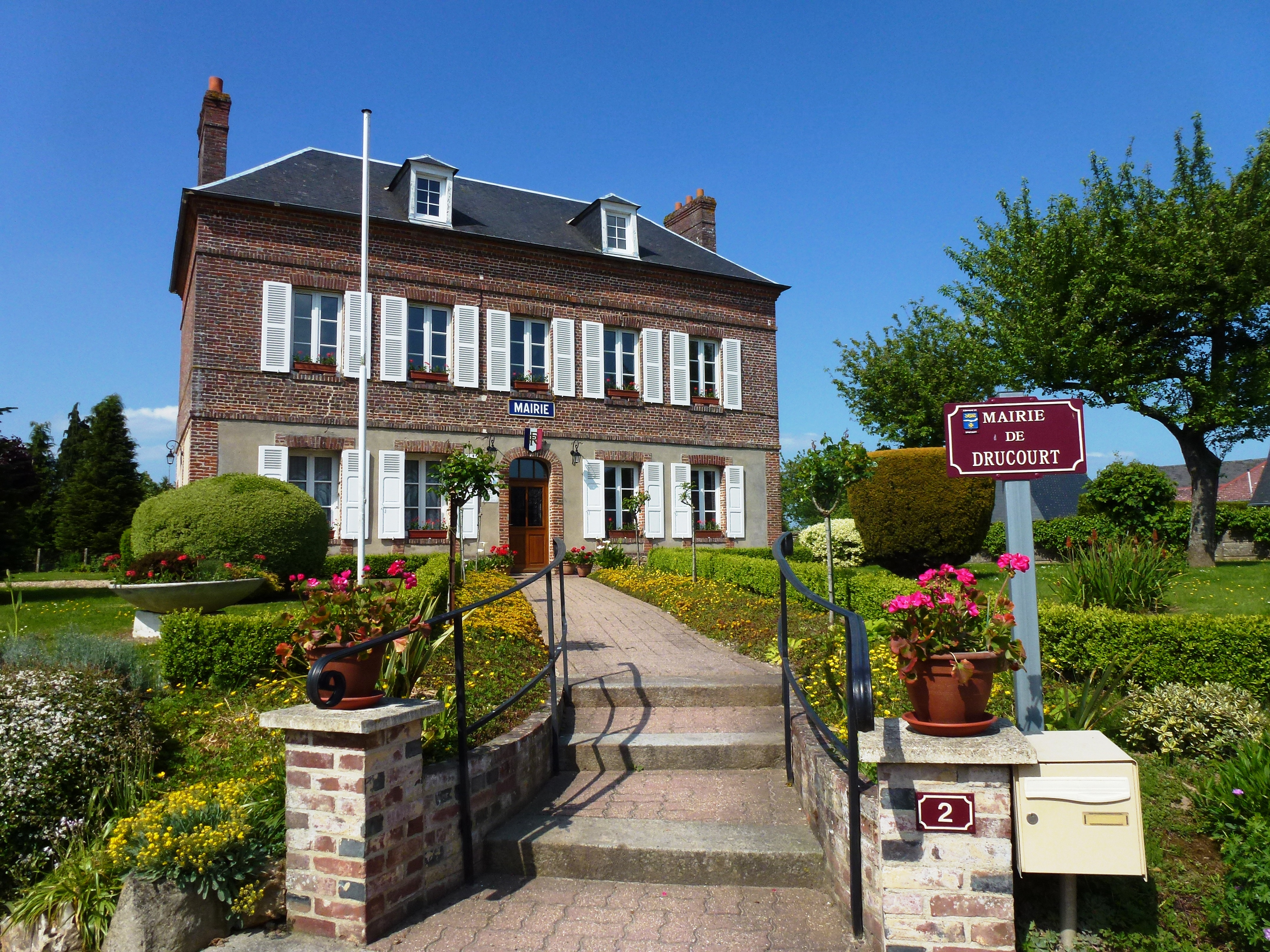
Mairie de Drucourt.
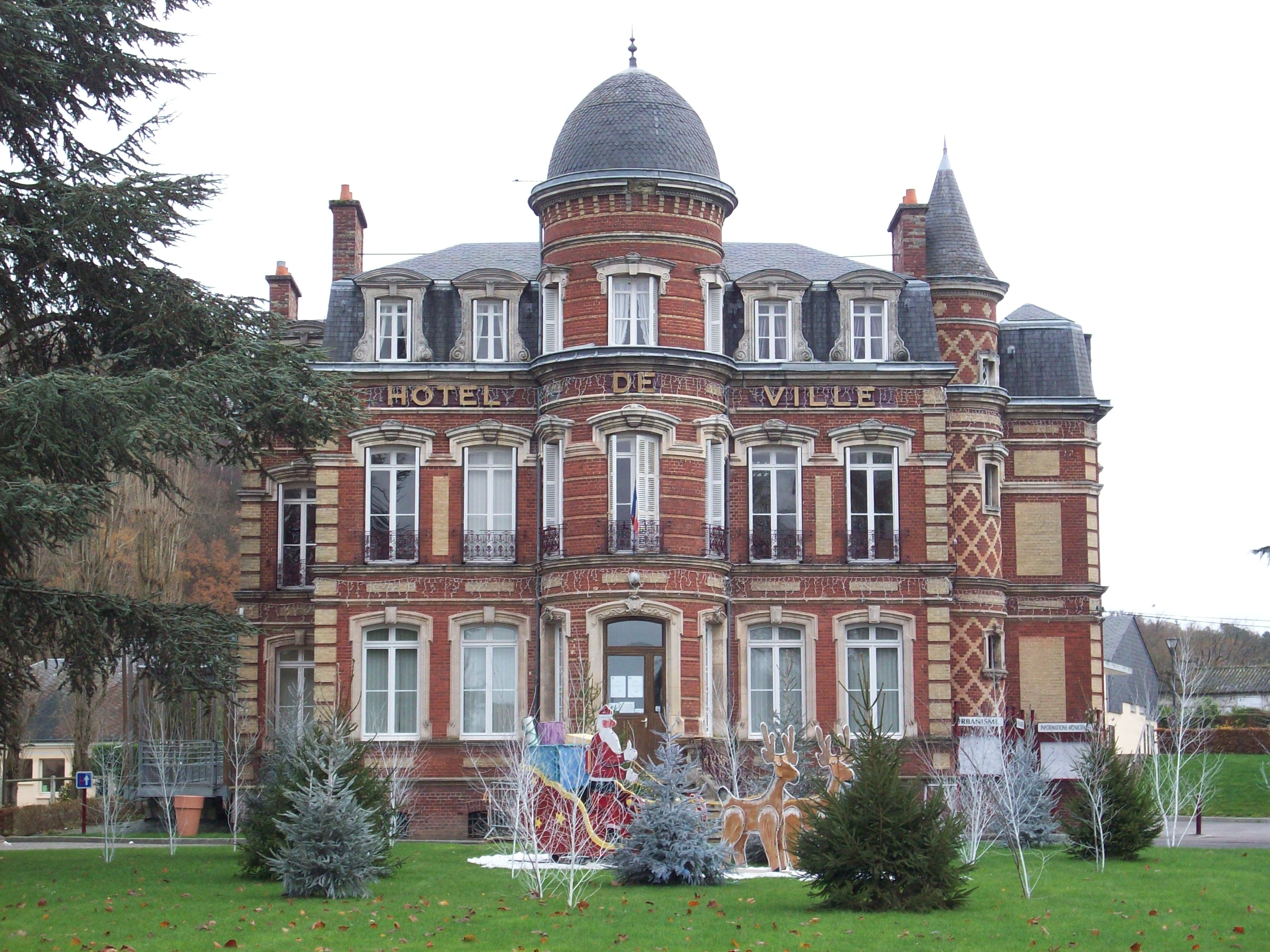
Hôtel de ville de Brionne.
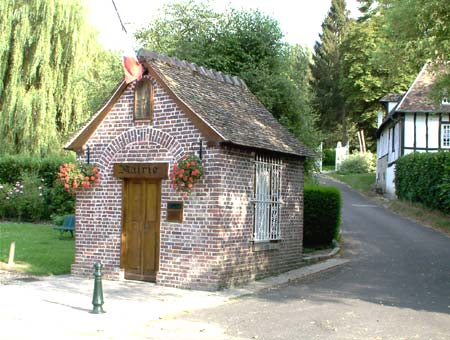
Mairie de Saint-Germain-de-Pasquier, la plus petite mairie de France.
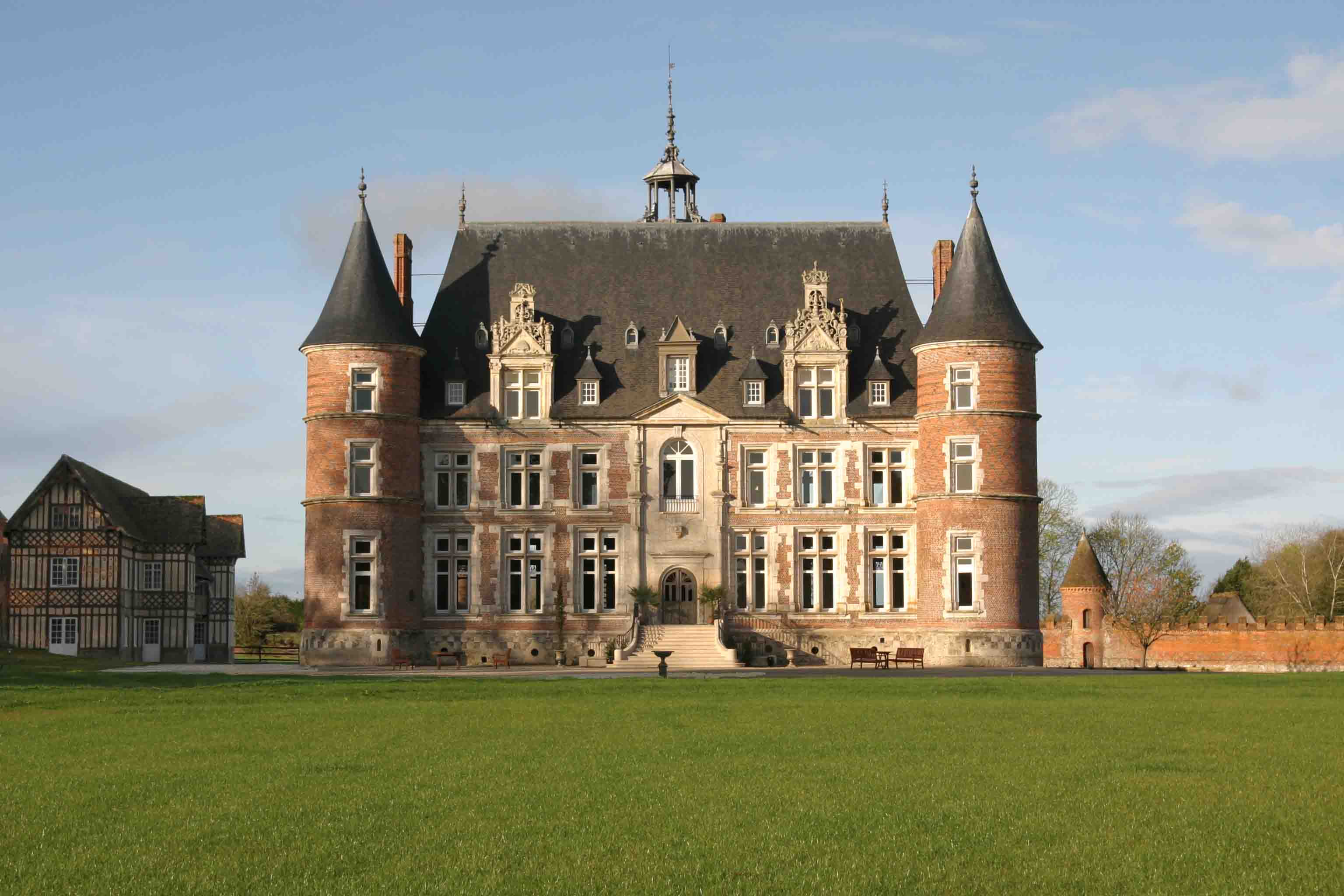
Château de Tilly à Boissey-le-Châtel.

##### Bichromie
Troisième élément : la bichromie. Possible grâce à la variété des matériaux, la bichromie n'est pas une technique constructive, mais une technique de parement. Ainsi, des matériaux sont mis en interaction afin de créer un motif en damier permettant d'enrichir la décoration des façades. Ces matériaux sont la plupart du temps au nombre de deux (on parle donc de bichromie), plus rarement au nombre de trois (on parle alors de trichromie) et enfin, très rarement, au nombre de quatre (il s'agit de quadrichromie). L'église de Mesnil-sous-Vienne, comporte ainsi un damier fait de grès rouge, de brique, de silex noir et de craie.
Si, très souvent, le parement est un damier semblable aux cases d'un échiquier, il contient parfois des blasons ou des calices, et dans le cas de l'église de Saint-Grégoire-du-Vièvre, d'un rébus portant sur l'ensemble du mur Sud.

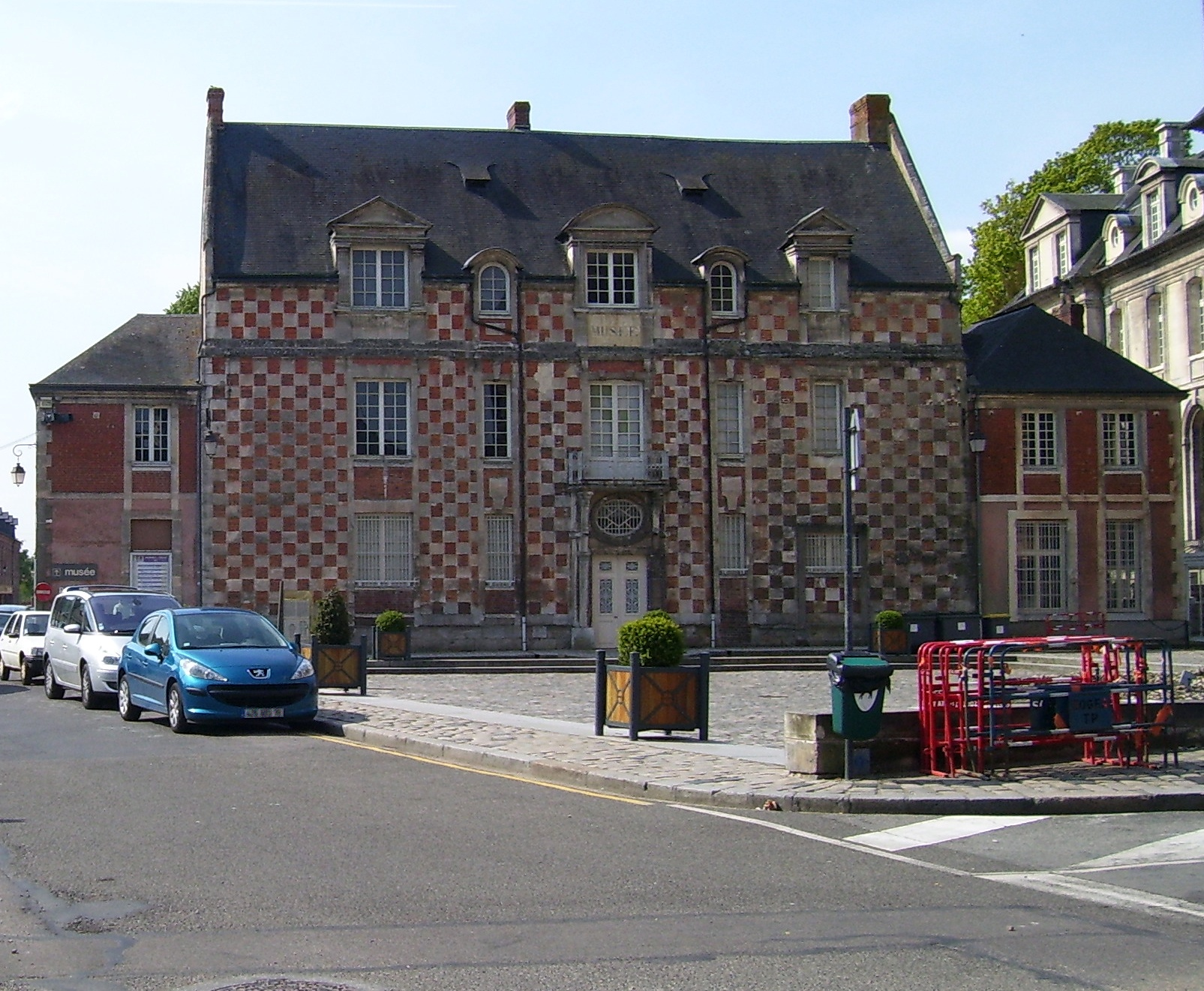
Le musée de Bernay.
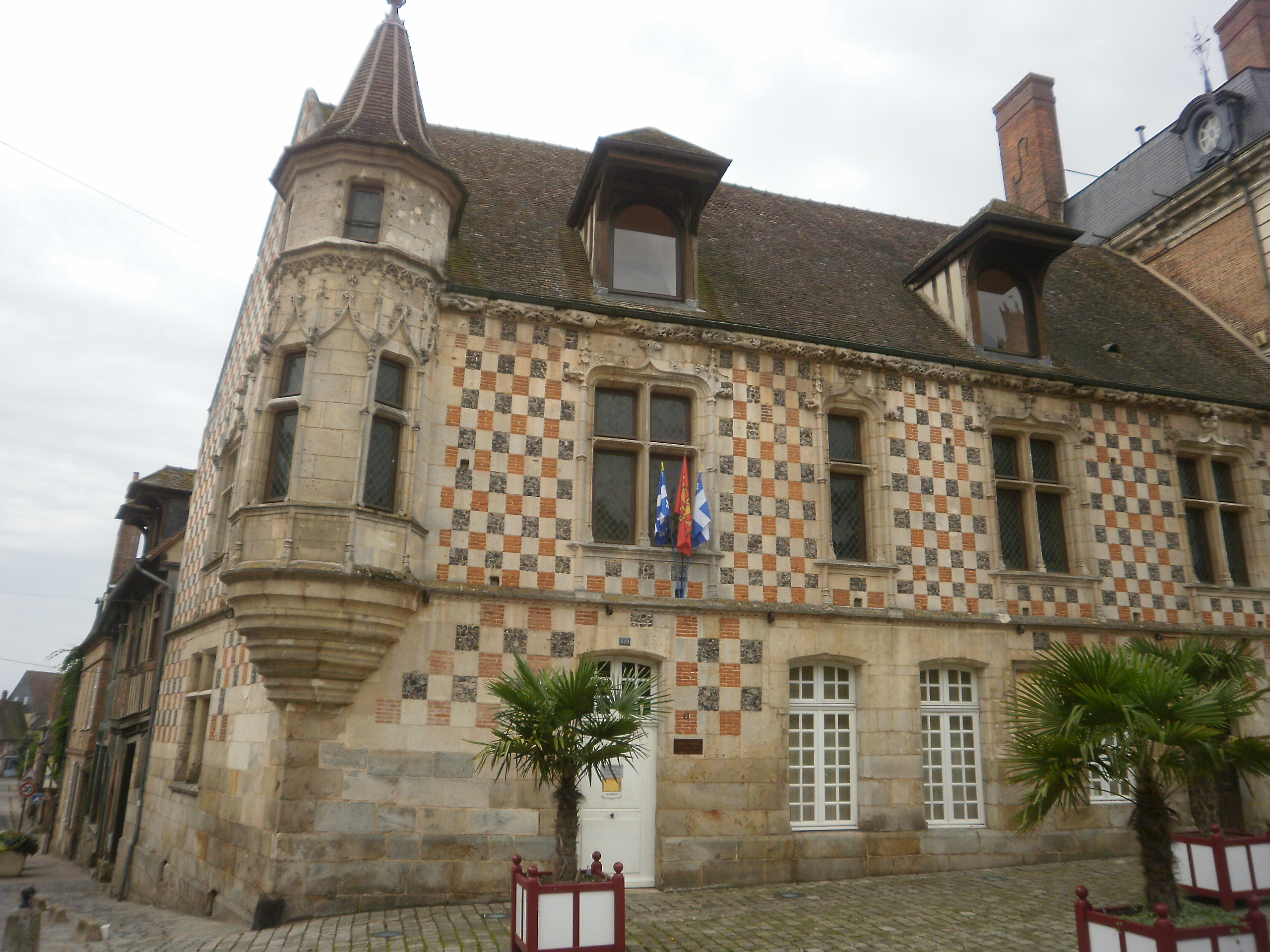
Maison Renaissance, dite maison à tourelle à Verneuil-sur-Avre.
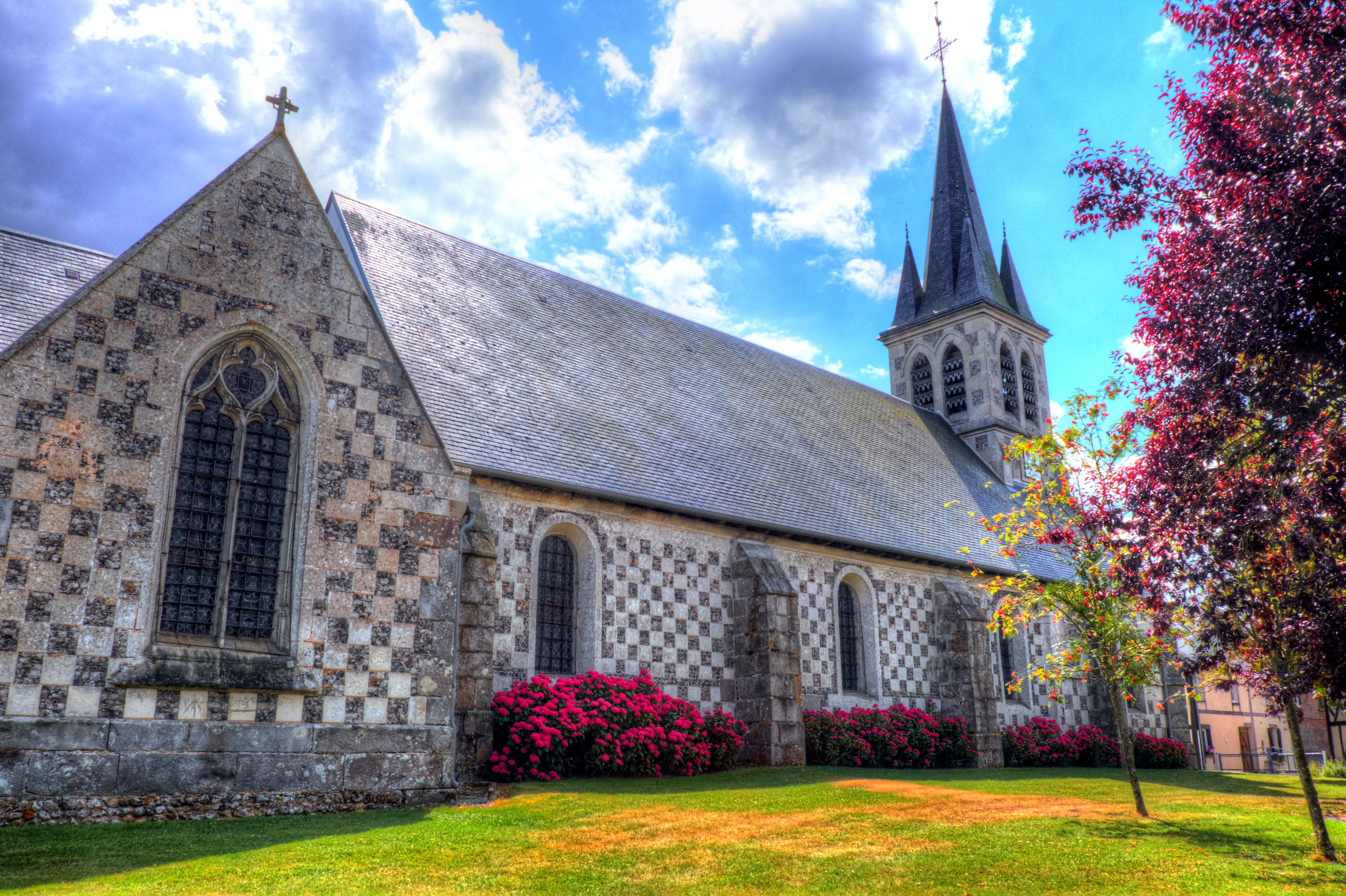
L'église de Thevray.
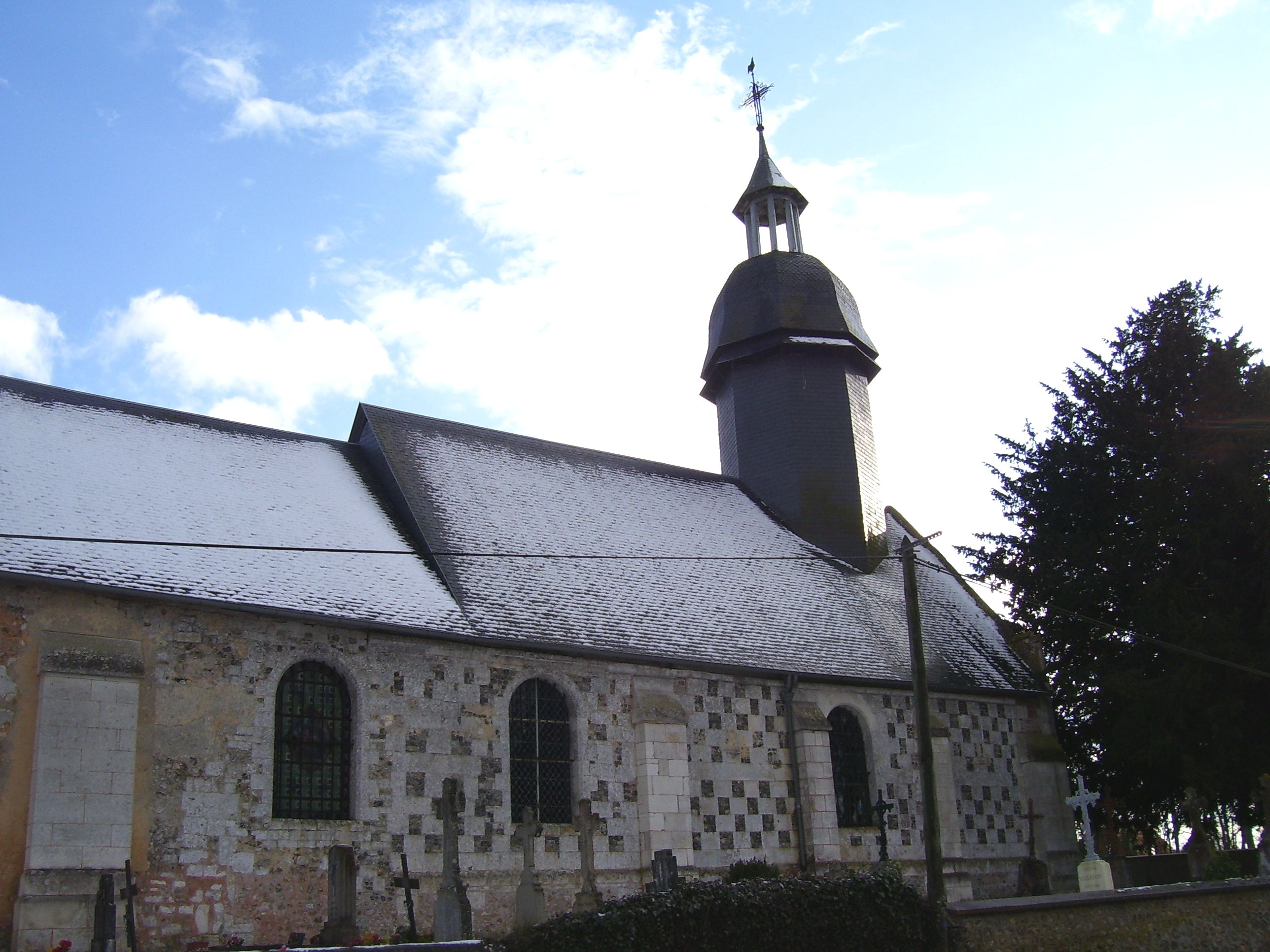
L'église de Morsan.
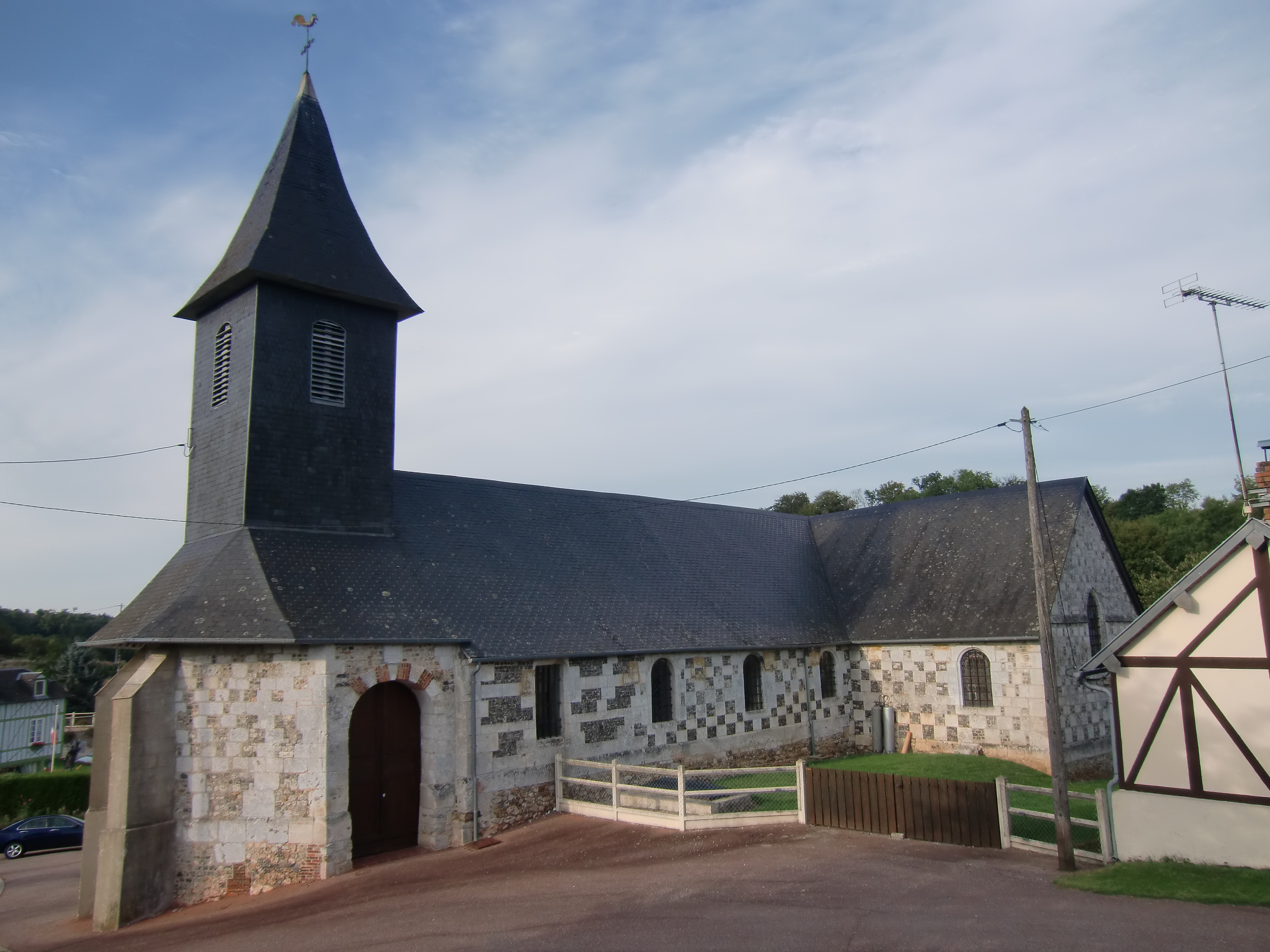
L'église de Saint-Christophe-sur-Condé.
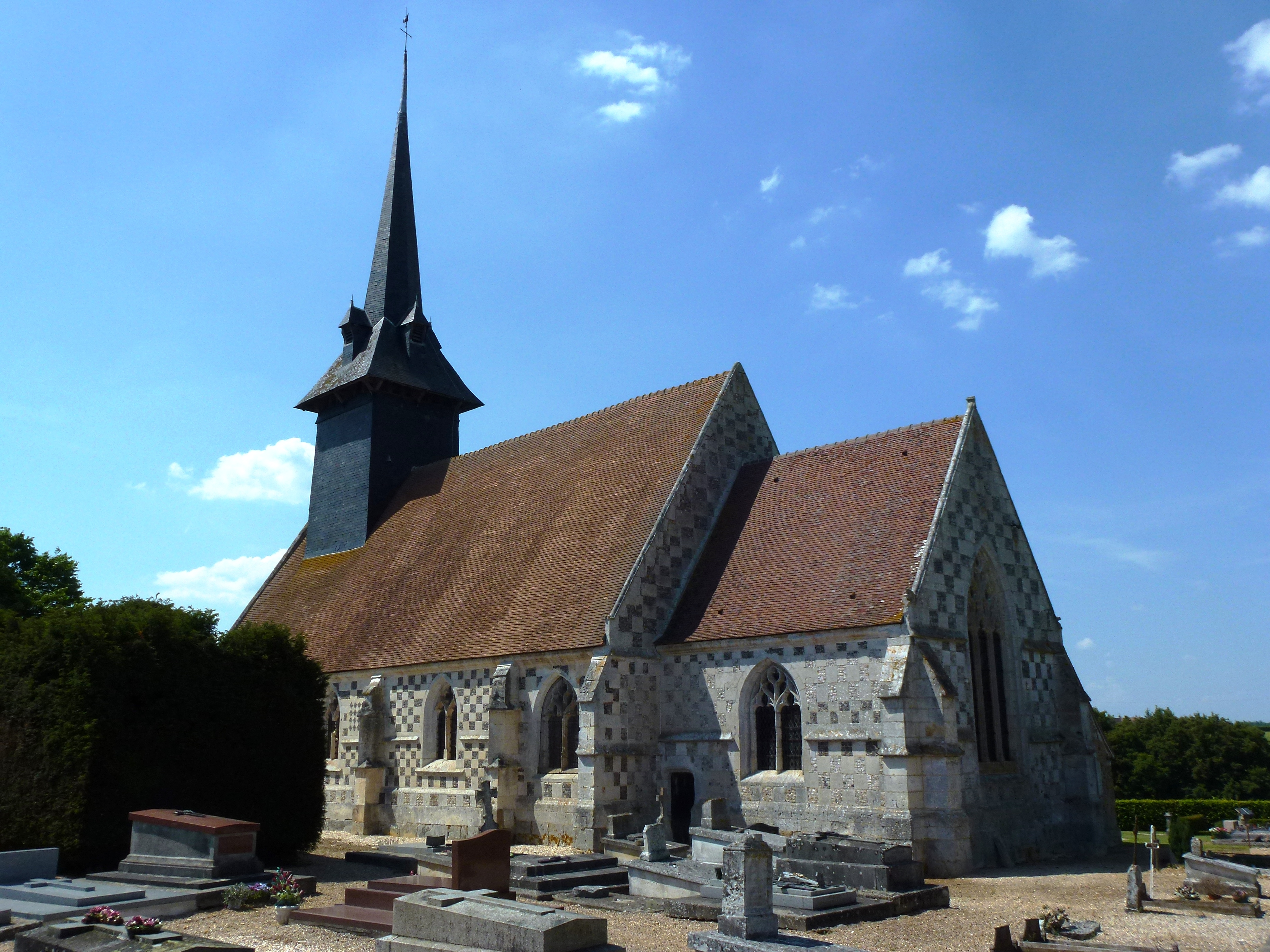
L'église de Sébécourt.

##### L'essentage
L'essentage consiste à couvrir des parois verticales par des éléments généralement utilisés pour des toitures comme les ardoises ou de petites planchettes de bois. Cette technique est utilisée pour orner les façades des bâtiments dans les centres-villes ; elle a donc un but décoratif. Dans les campagnes, l'essentage permet de recouvrir les pignons situés à l'ouest, façades principalement battues par les pluies et les vents, afin de protéger les parties composées de chaux et/ou de colombages. Parfois, l'essentage peut concerner l'ensemble des façades d'une maison.
Certains essentages présentent des caractéristiques particulières afin de renforcer l'aspect décoratif et donner plus de charme aux façades. On trouve, ainsi, des essentages en ardoise, en châtaignier, en bois, en plaques de zinc, etc.

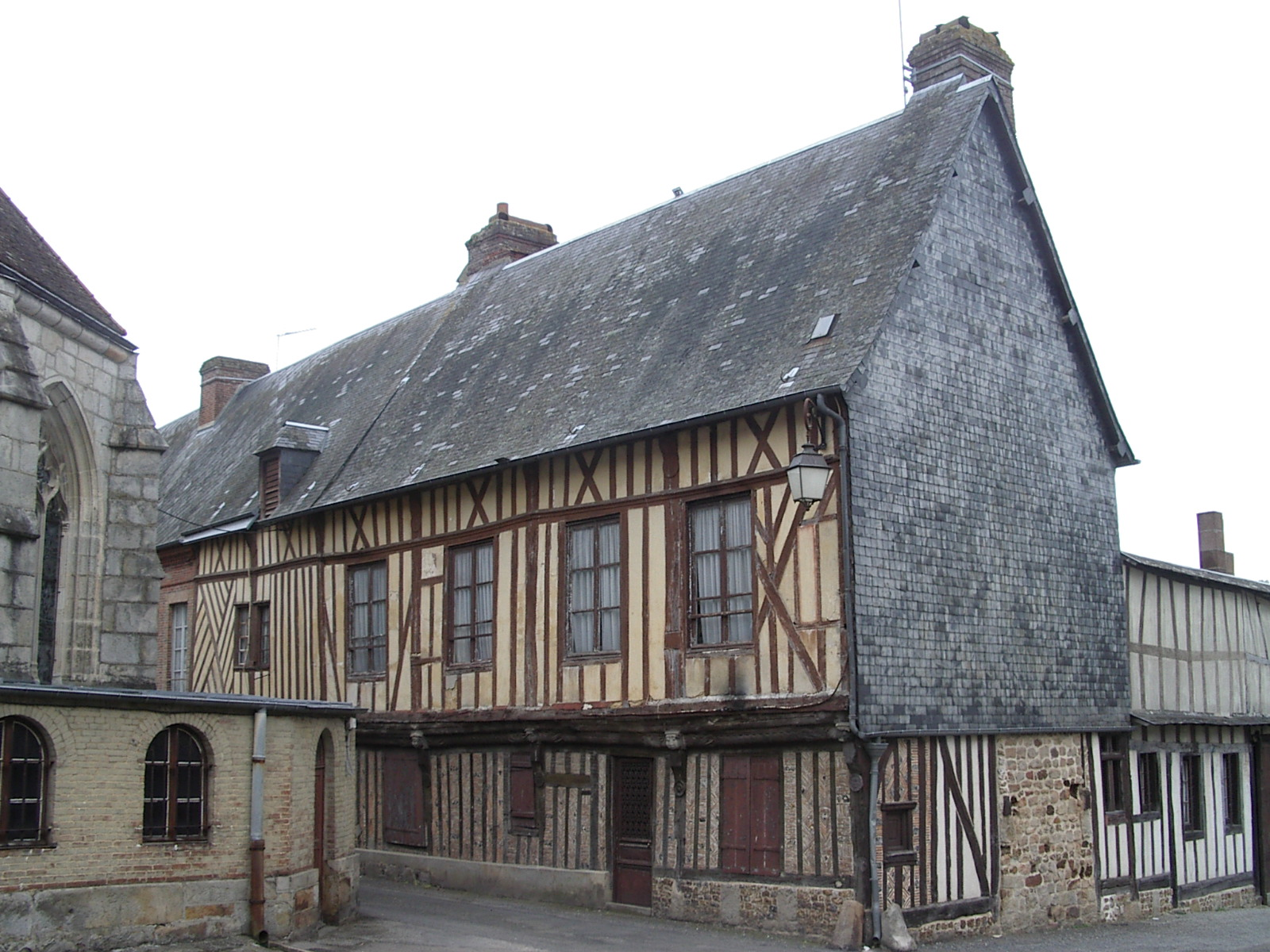
Maison dite de la léproserie, à Broglie, avec une façade en tuileaux.
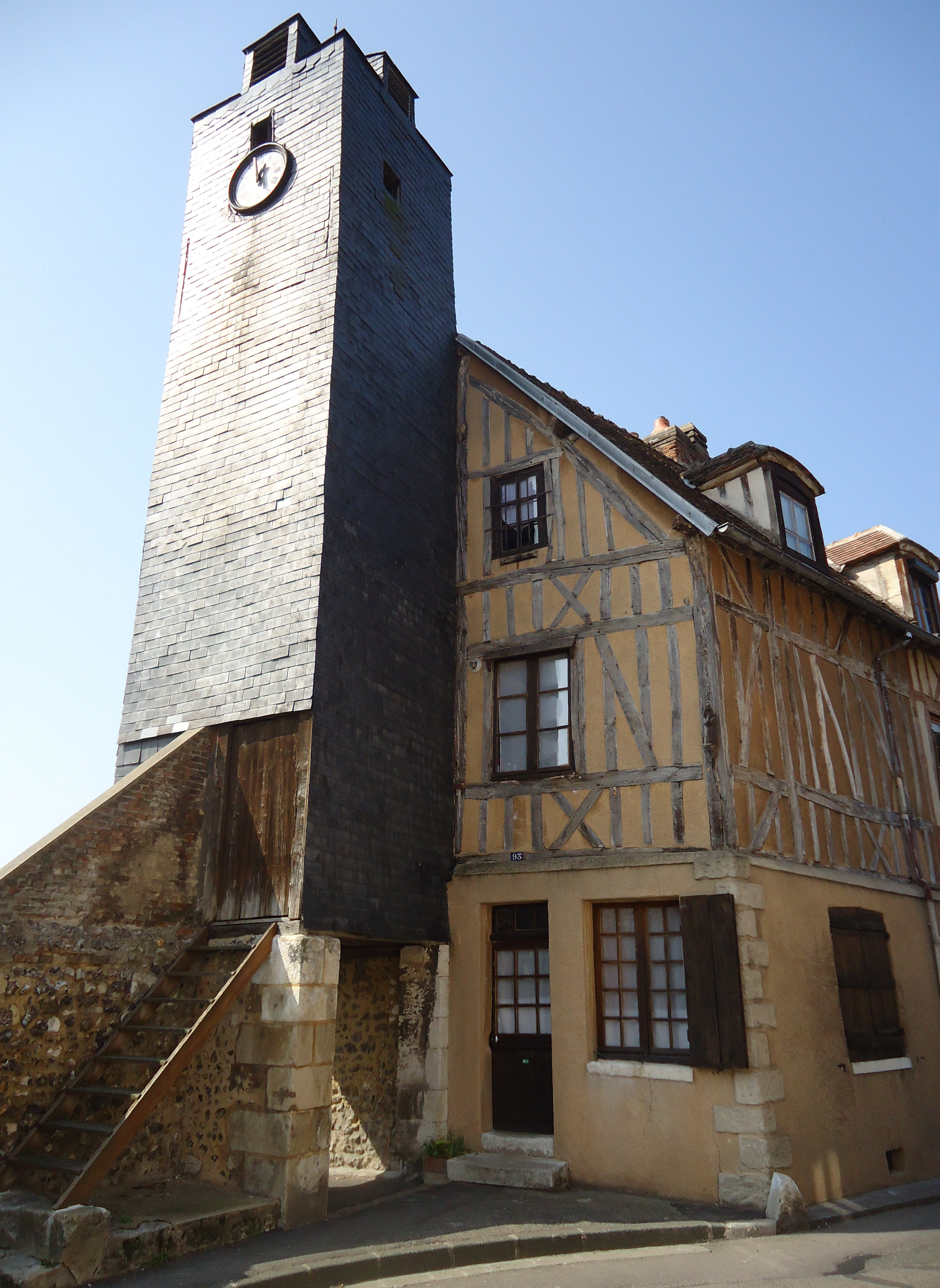
La tour de l'horloge, aux Andelys, recouverte d'ardoises.
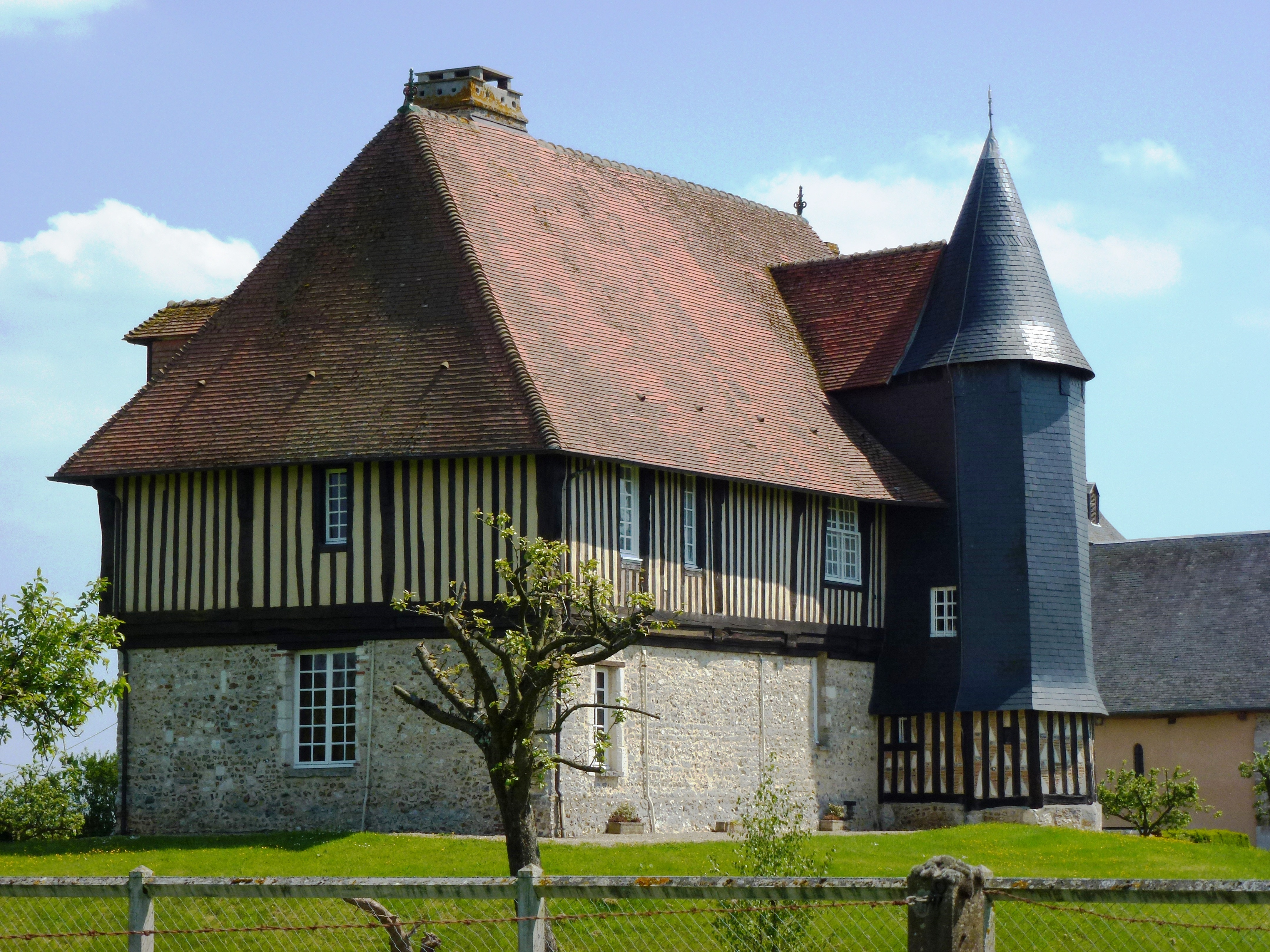
Manoir de Piencourt.
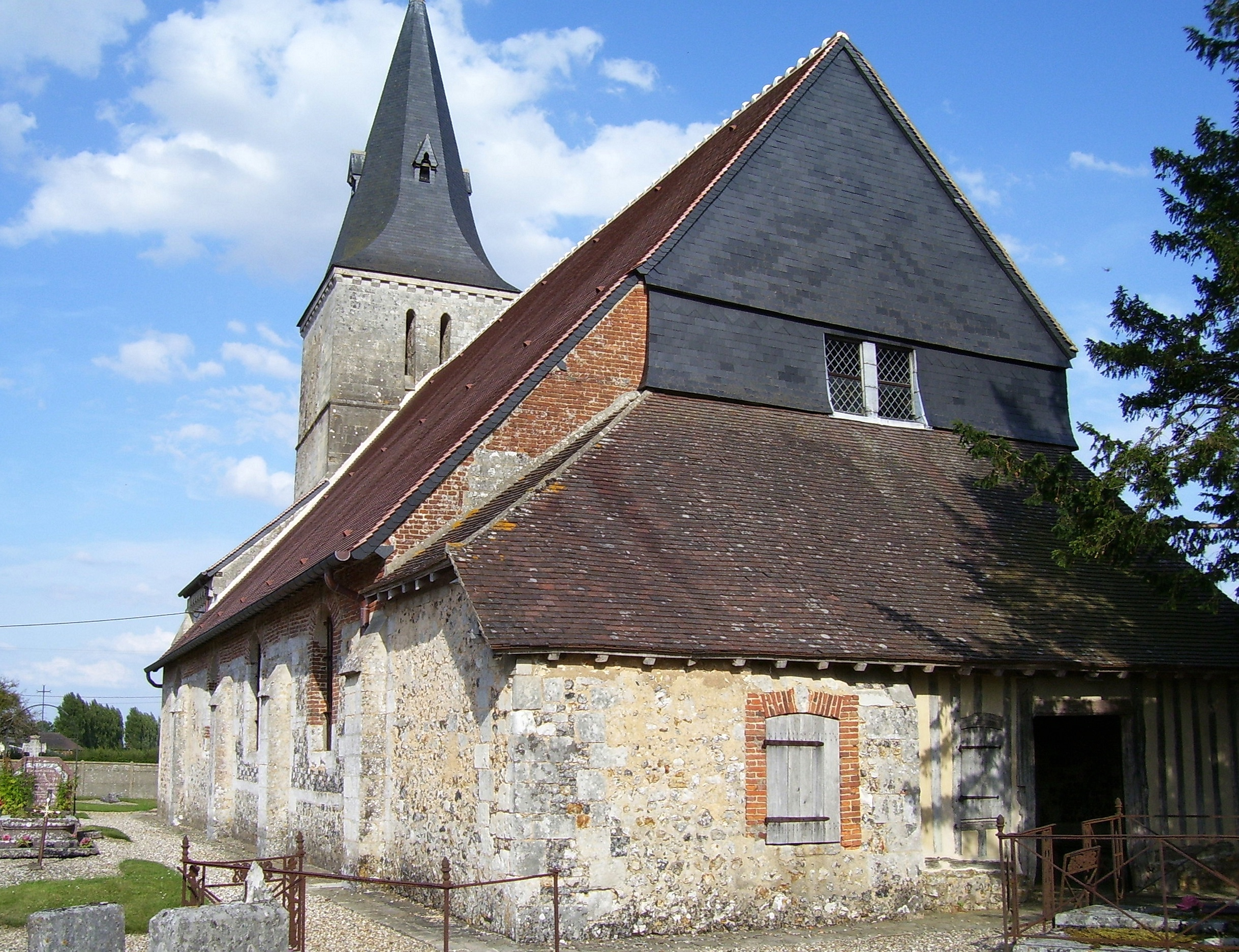
Église de Boisney.

### Gastronomie

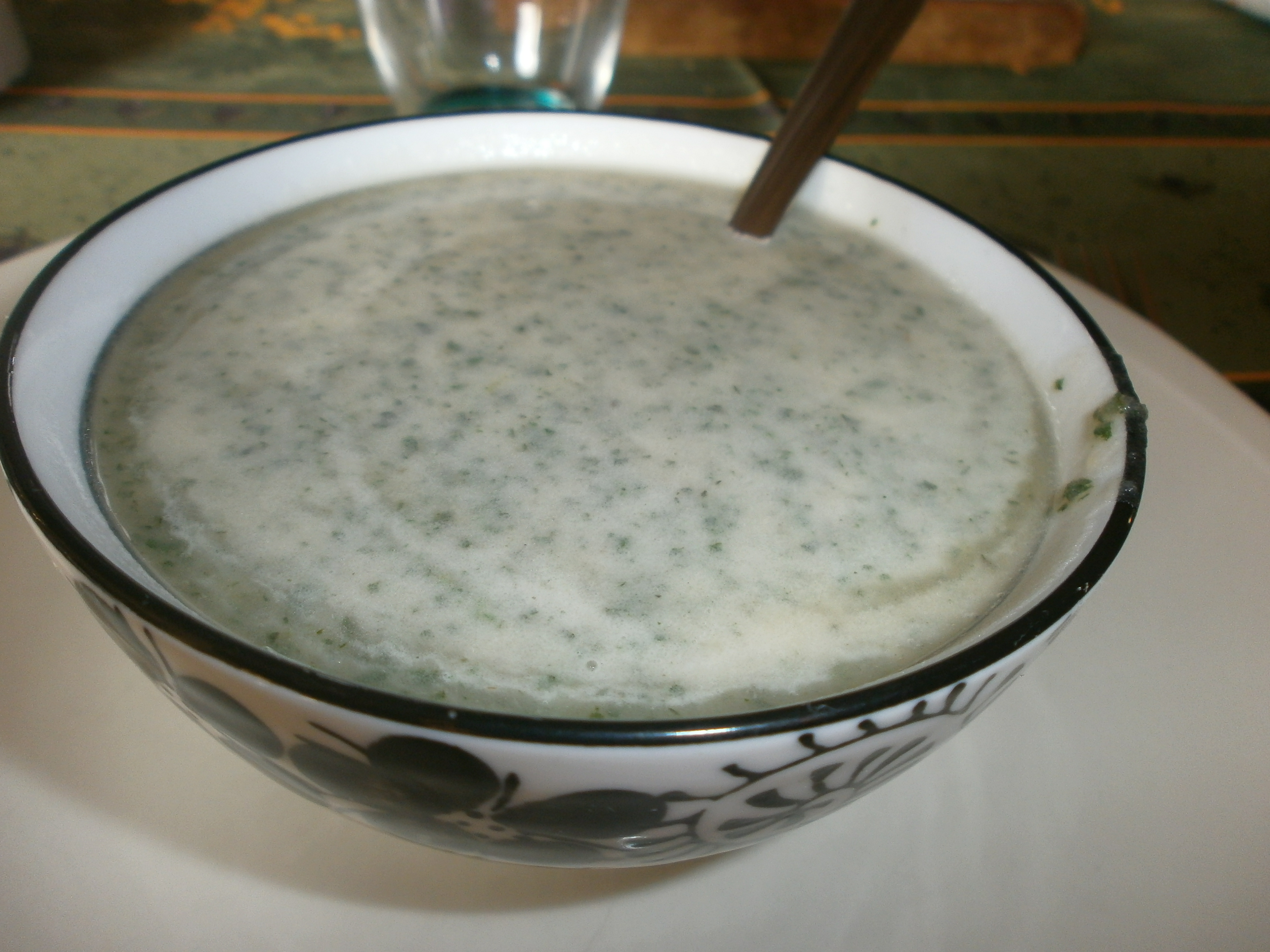
Soupe d'ortie.

En tant que département normand, l'Eure offre une gastronomie basée sur les spécialités "classiques" de cette région : la pomme, le lait et la viande ainsi que les alcools comme le cidre, le calvados et le pommeau. À noter également que l'Eure possède de nombreux marchés réputés, dont certains sont spécialisés : le marché aux pommes de Sainte-Opportune-la-Mare, le marchés au foie gras du Neubourg, la foire aux harengs de Lieurey, etc.

#### Entrées, entremets
- Les rillettes d’oie d’Évreux.
- La soupe d’ortie de La Haye-de-Routot.
- Le cresson de Cailly-sur-Eure.

#### Viandes et poissons

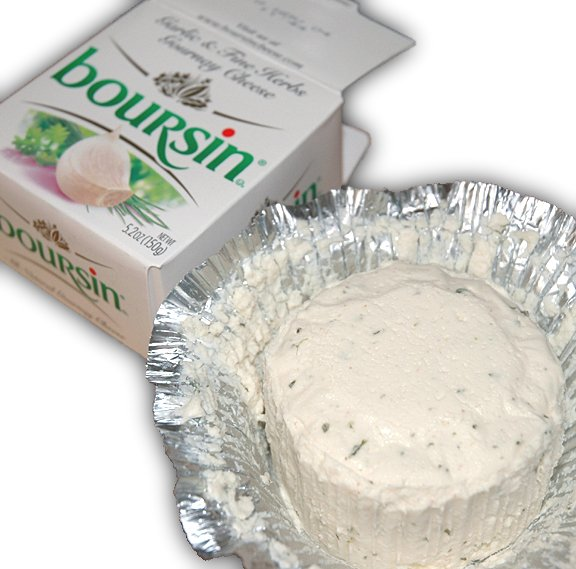
Boursin.

- Boursin.Viandes ou produits à base de viandes : l'andouillette de Bernay, le poulet de la vallée de la Risle, les pigeonneaux de Damville, la poularde gratinée des Andelys, le pied de mouton du Neubourg et la saucisse de Pont-Audemer.
- Poissons : les anguilles du Marais Vernier à la normande et les anguilles de la Lieure.

#### Fromages
- Le Boursin (marque), fromage de lait de vache à pâte fraîche salée mélangée d’ail et de fines herbes, appartenant au groupe français Bel. Il est fabriqué à Croisy-sur-Eure.
- Le Caugéen, fromage de chèvre.
- Le Pavé du Plessis : fromage de lait cru de vache produit par la Fromagerie du Plessis, propriété de la famille d'industriels laitiers Graindorge.

#### Confiseries, pâtisseries et glaces

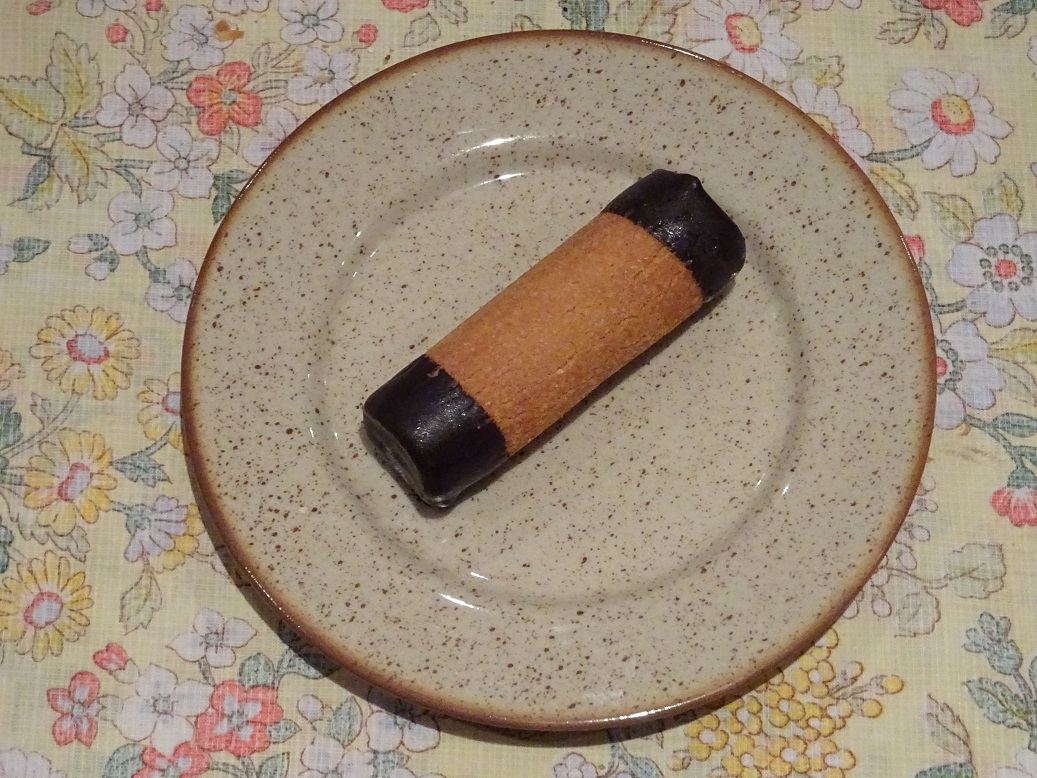
Le mirliton de Pont-Audemer.

- Pâtisseries : le mirliton de Pont-Audemer (pâtisserie constituée d'une pâte à cigarette roulée, garnie d'une mousse pralinée et fermée aux deux extrémités par du chocolat noir, le mirliton a été créé par Guillaume Tirel, dit Taillevent)[71], la brioche d'Évreux, la brioche de Gisors, la galette du Vexin normand, la tarte de Pont-Audemer, les macarons Auzou, le petit Neubourgeois, le sablé Neubourgeois, les croquants Neubourgeois.
- Confiseries et chocolats : les zouzous d’Auzou à Évreux, les bonbons Octrois d'Odemer de Pont-Audemer, les chocolats de Michel Cluizel, la Louyse du beffroi d'Évreux, le Grison de Verneuil-sur-Avre, les cailloux de Louviers.
- Glaces : glaces artisanales de la Ferme du Bois Louvet à Saint-Jean-de-la-Léqueraye.

#### Fruits
Deux variété de pommes sont originaires de l'Eure : la Calville blanc d'hiver (cette pomme est en réalité originaire du duché de Wurtemberg, mais cultivée aux alentours de 1600 dans le village de Calleville, elle a fini par en prendre le nom) et la pomme de Rever (elle est spécifique du Marais-Vernier ; elle tient son nom de l’abbé François Rever).

#### Boissons

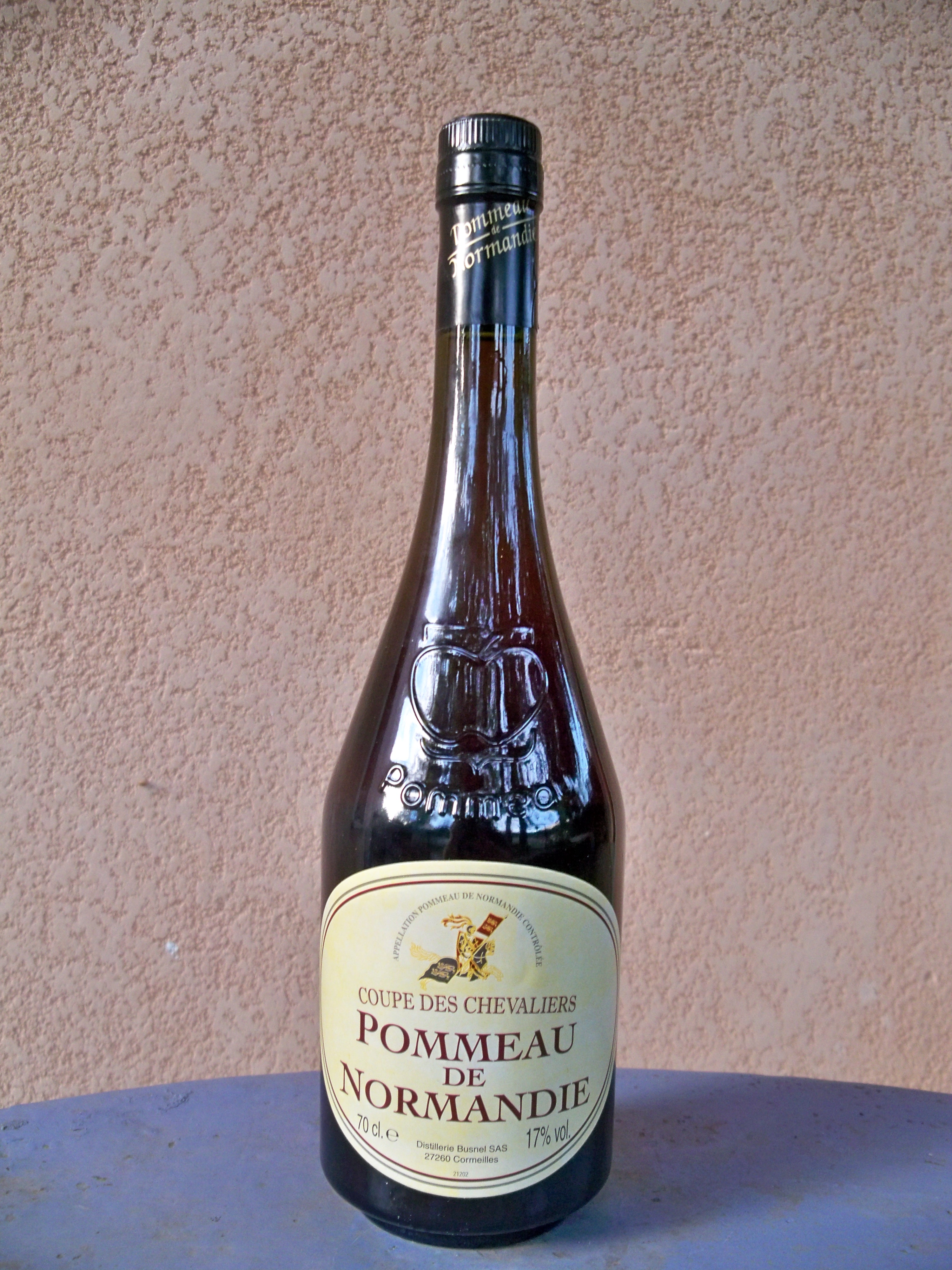
Pommeau de Normandie, élaboré à la distillerie de Cormeilles.

Dans l'Eure, sont produits certains alcools typiques de la Normandie : le cidre, le calvados, le calvados Pays d'Auge, AOC et le pommeau de Normandie, AOC. La plus grande distillerie de calvados et de pommeau de Normandie est installée dans l'Eure, à Cormeilles, depuis 1910.
D'autres produits sont originaires de l'Eure ou produits sur son territoire. C'est notamment le cas :
- du Noyau de Vernon. Le Noyau de Vernon est une infusion de noyaux et d'amandes de cerises mélangées à de l'eau-de-vie de kirsch. Une distillerie, portant le nom de ce spiritueux, a vu le jour au XIXe siècle dans la ville de Vernon avant de disparaître dans les années 1980. Depuis, l'entreprise a fusionné avec celle du Noyau de Poissy dans la société « Noyaux de France »[72].
- de la bière Richard Cœur de Lion, élaborée à Tosny près des Andelys.
- de Pierval (eau de source). La source Pierval jaillit sous les chênes centenaires du parc du château de Pont-Saint-Pierre, dans le Vexin normand. La marque Pierval appartient au Groupe Alma.

### Patrimoine naturel

#### Parc naturel régional

Logo du parc naturel régional des Boucles de la Seine normande.

Une partie du département de l'Eure est compris dans le parc naturel régional des Boucles de la Seine normande. Au total, 32 communes et une ville-porte (Pont-Audemer), appartiennent à ce parc riche d'un patrimoine naturel et culturel exceptionnel. De nombreuses richesses du parc, qu'elles soient historiques, architecturales ou naturelles, se trouvent du côté eurois.
- Le patrimoine naturel

Ancien méandre de la Seine, le Marais Vernier est une vaste zone humide de 4 500 hectares. Véritable amphithéâtre naturel, il est constitué de roselières, de prairies humides et de tourbières (2 000 hectares, ce qui en fait la plus grande tourbière de France), d’innombrables canaux et fossés et de la Grand’Mare.
Le Marais-Vernier se distingue également par sa faune (hérons cendrés, oies, cigognes, martins pêcheurs, chevêches, butors étoilés, balbuzards pêcheurs, bécassines des marais, corlieux, busards Saint-Martin, etc.), sa flore (orchis de mai, épipactis des marais, écuelle d’eau, grande douve, sphaigne, rossolis, linaigrette à feuille large, marisque, choin noirâtre, cirse anglais, lobélie brûlante, troscart des marais, utriculaire, hydrocharis des grenouilles, âche inondée, cresson à petites feuilles, orchis à fleurs lâches, orchis négligé, iris des marais, lychnis fleur-de-coucou, piment royal, etc.). Des vaches écossaises ont été introduites pour entretenir les pâtures du Marais-Vernier ainsi que des chevaux de Camargue.
- Les arbres remarquables : les ifs de La Haye-de-Routot, dont les troncs, qui se sont creusés au fil des siècles, accueillent un oratoire et une chapelle ; le chêne de la Chapelle Notre-Dame-de-la-Ronce à Caumont.
- Le patrimoine architectural : la chapelle Saint-Thomas à Aizier, la ferme fortifiée de Beaumont à Bourneville, le moulin de pierre de Hauville, la maison médiévale de Saint-Sulpice-de-Grimbouville, etc.
- L'artisanat traditionnel : la Chaumière aux Orties, le four à pain et la Maison du sabotier à La Haye-de-Routot.
- La route des chaumières. C'est une route touristique qui relie la Maison du parc de Saint-Nicolas-de-Bliquetuit (Seine-Maritime) à l’observatoire du Parc situé à Sainte-Opportune-la-Mare, dans l'Eure. Plus d'une centaine de chaumières s'égrennent le long des 53 kilomètres de ce circuit unique en Normandie. Les communes euroises traversées sont les suivantes : Aizier, Vieux-Port, Trouville-la-Haule, Bouquelon, Marais-Vernier, Saint-Aubin-sur-Quillebeuf, Quillebeuf-sur-Seine et, enfin, Sainte-Opportune-la-Mare.

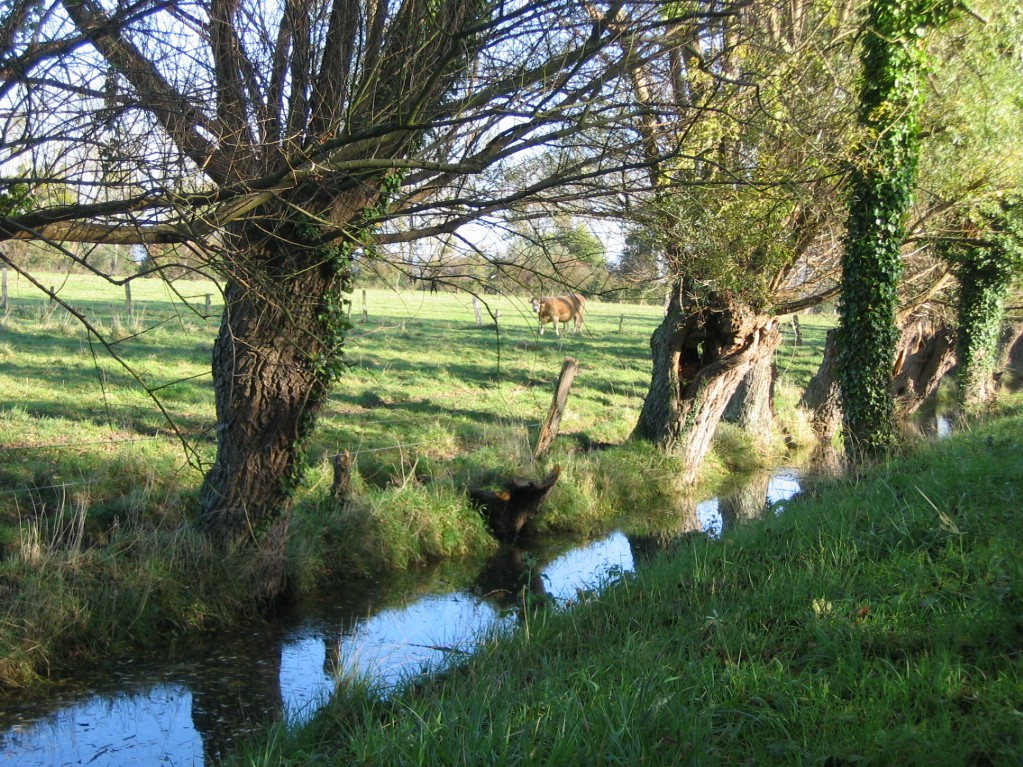
Paysage du Marais-Vernier.
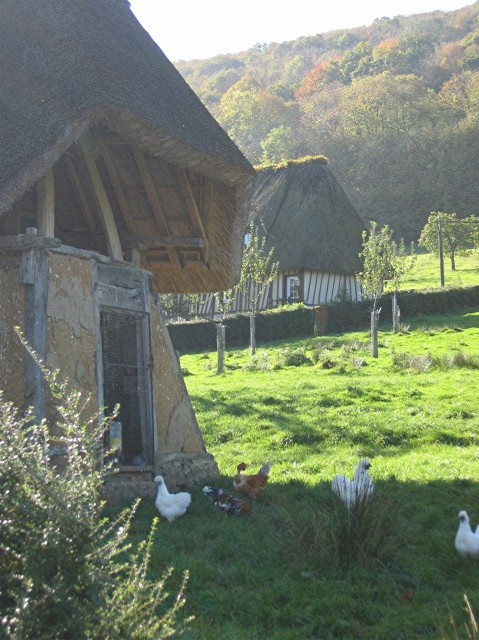
Chaumières du Marais-Vernier.
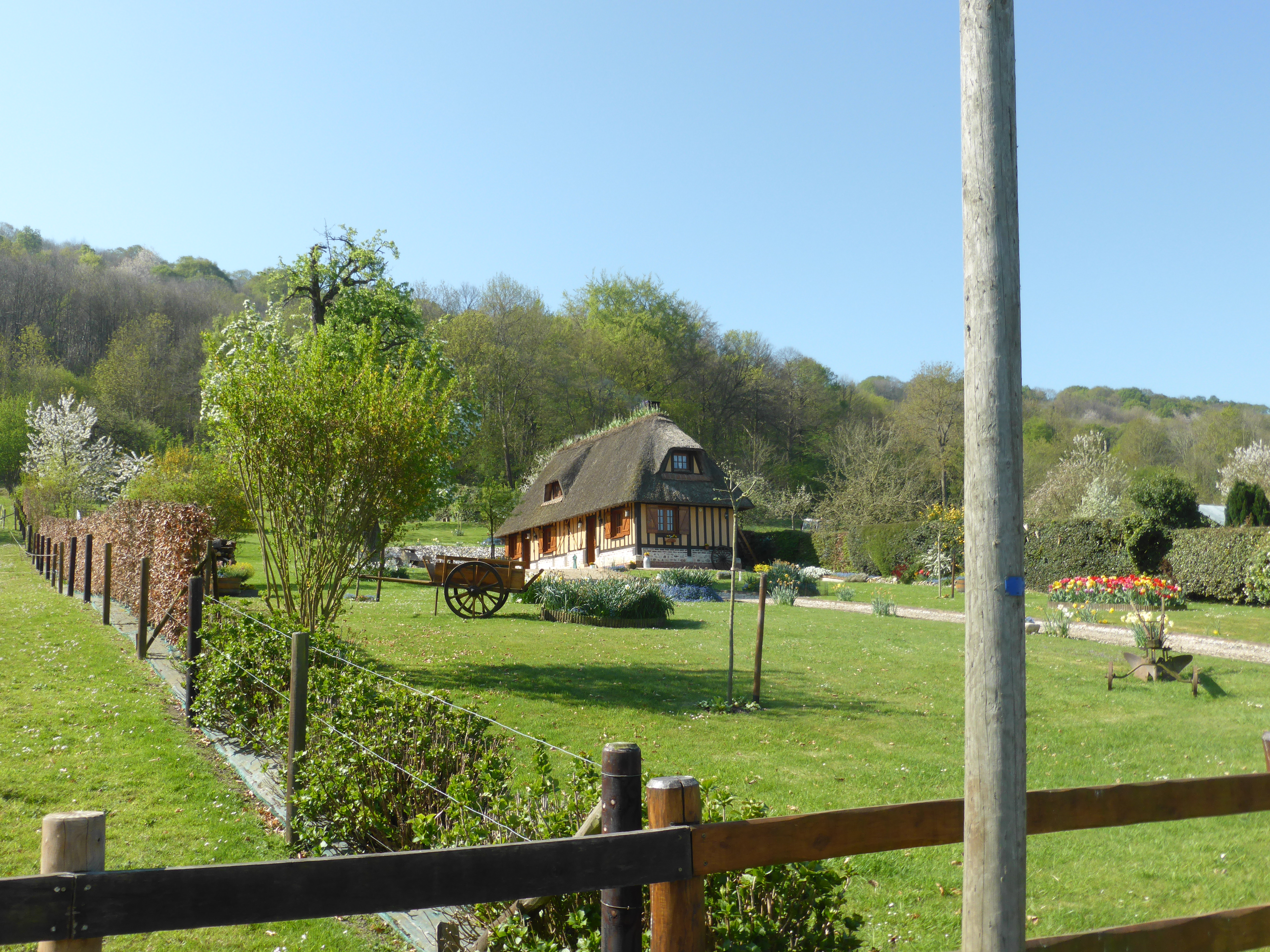
Route des chaumières.
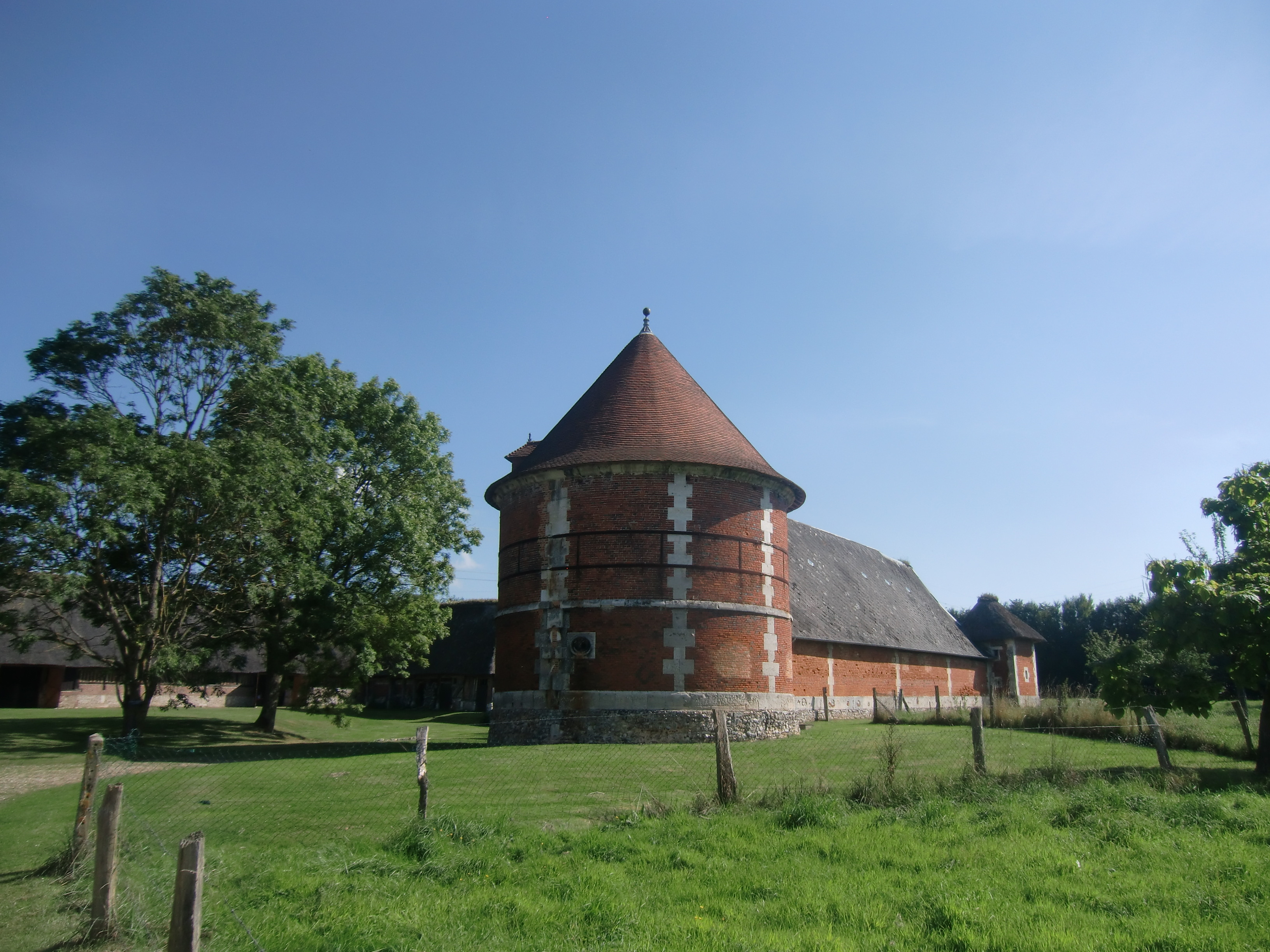
Manoir de Beaumont à Bourneville.
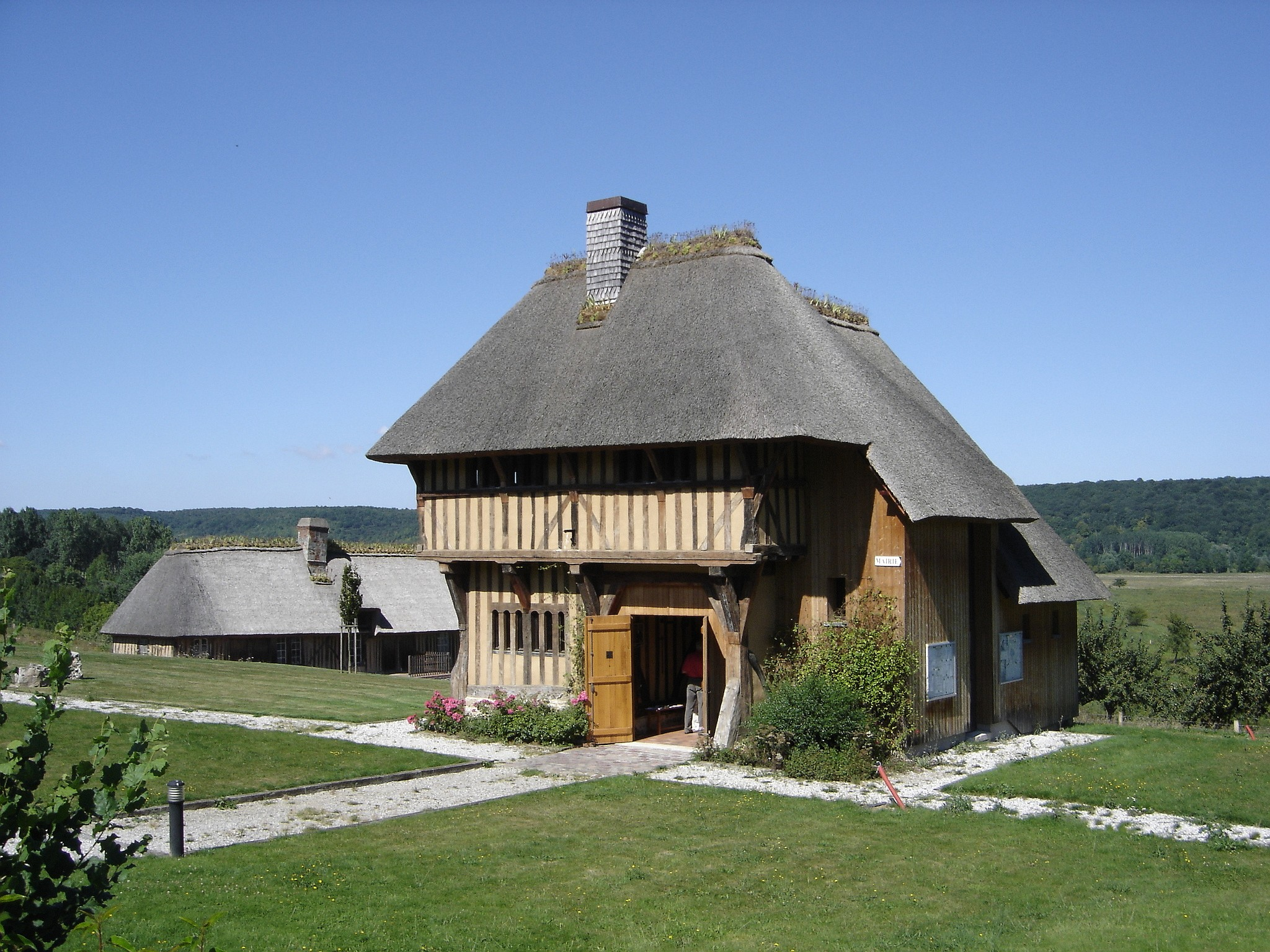
La maison médiévale de Saint-Sulpice-de-Grimbouville.

#### Sites inscrits et classés
Au 2 juin 2014, le département de l'Eure comprend 159 sites classés et 104 sites inscrits.

#### Natura 2000
L'Eure comprend 18 sites classés Natura 2000, qui couvrent environ 5 % de son territoire (forêt de Lyons ; Marais-Vernier et basse vallée de la Risle ; Risle, Guiel, Charentonne ; îles et berges de la Seine, etc.).

#### Faune
- L‘épagneul de Pont-Audemer. C'est une race de chien originaire du Marais-Vernier. Ce chien de chasse est particulièrement réputé pour ses qualités de retriever en eau profonde et de broussailleur.

### Personnalités liées au département

#### Antiquité
- Saint Nicaise (IIIe siècle), apôtre du Vexin.
- Saint Taurin d'Évreux (IVe siècle), premier évêque et évangélisateur d'Évreux.

#### Moyen Âge

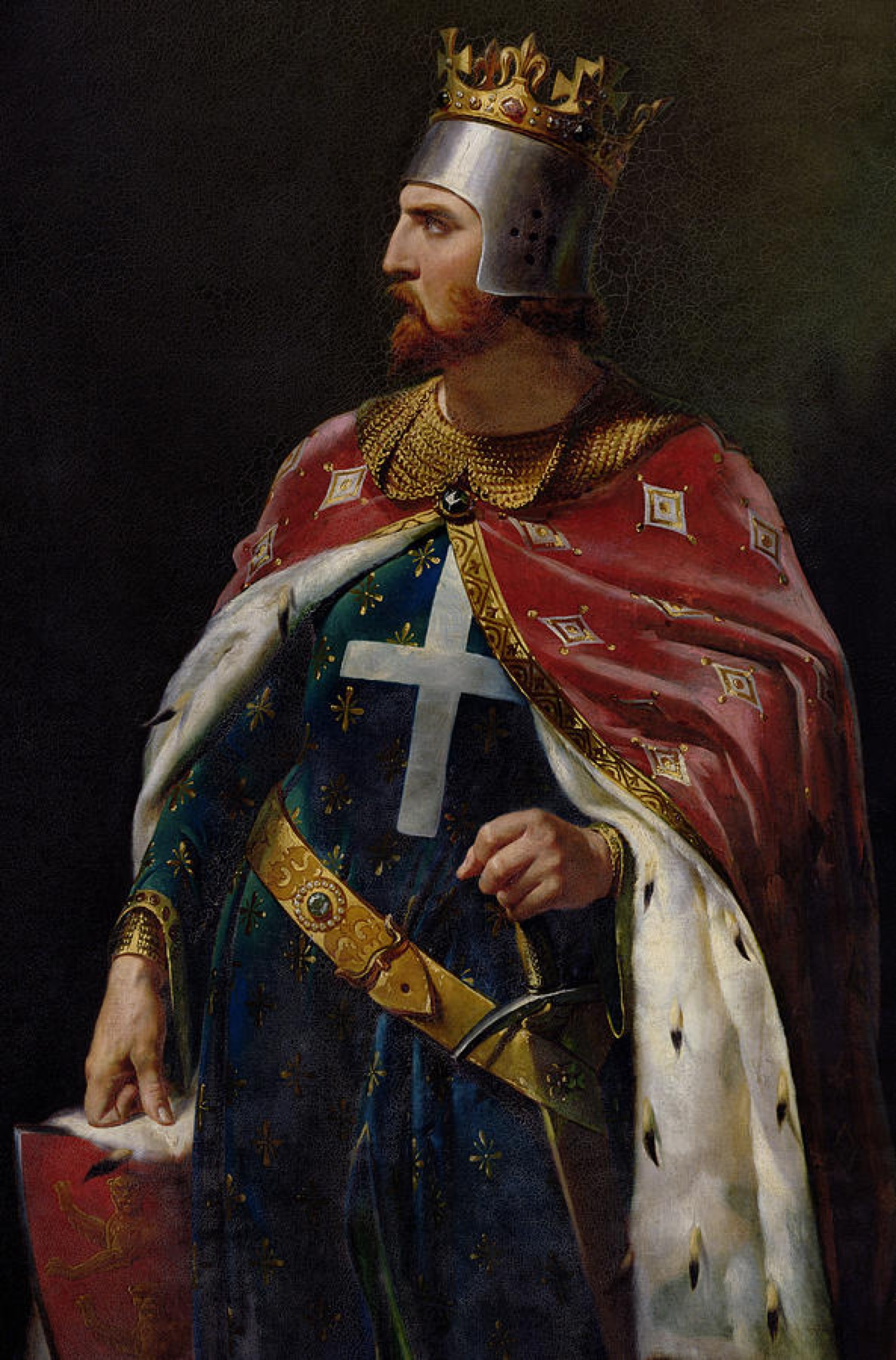
Richard Cœur de Lion.

- Richard Ier d'Angleterre, dit « Cœur de Lion » (1157-1199), roi d'Angleterre, duc de Normandie, duc d'Aquitaine, comte de Poitiers, comte du Maine et comte d'Anjou. Il fit, notamment, construire le château Gaillard aux Andelys.
- Robert III d'Artois (1287-1342), seigneur de Conches-en-Ouche et de Domfront.
- Roger de Beaumont (vers 1015-1094), vicomte de Rouen et seigneur de Vatteville-la-Rue, Pont-Audemer et Beaumont.
- Alexandre de Bernay (XIIe siècle), écrivain. Il est l'auteur du Roman d'Alexandre, œuvre dans laquelle fut employé, pour la première fois, l'alexandrin.
- Jean d'Hauville (1150 - mort entre 1199 et 1216), poète moraliste et satirique normand d'expression latine.
- Herluin (995/997-1078), chevalier à la cour de Brionne et fondateur de l’abbaye Notre-Dame-du-Bec.
- Guillaume Fitz Osbern (1027-1071), seigneur de Breteuil-sur-Iton et de Cormeilles, proche compagnon de Guillaume le Conquérant.
- Guillaume Tirel, dit Taillevent (1310-1395), cuisinier à la Cour de France et auteur du Viandier, premier livre de cuisine français.

#### Époque moderne

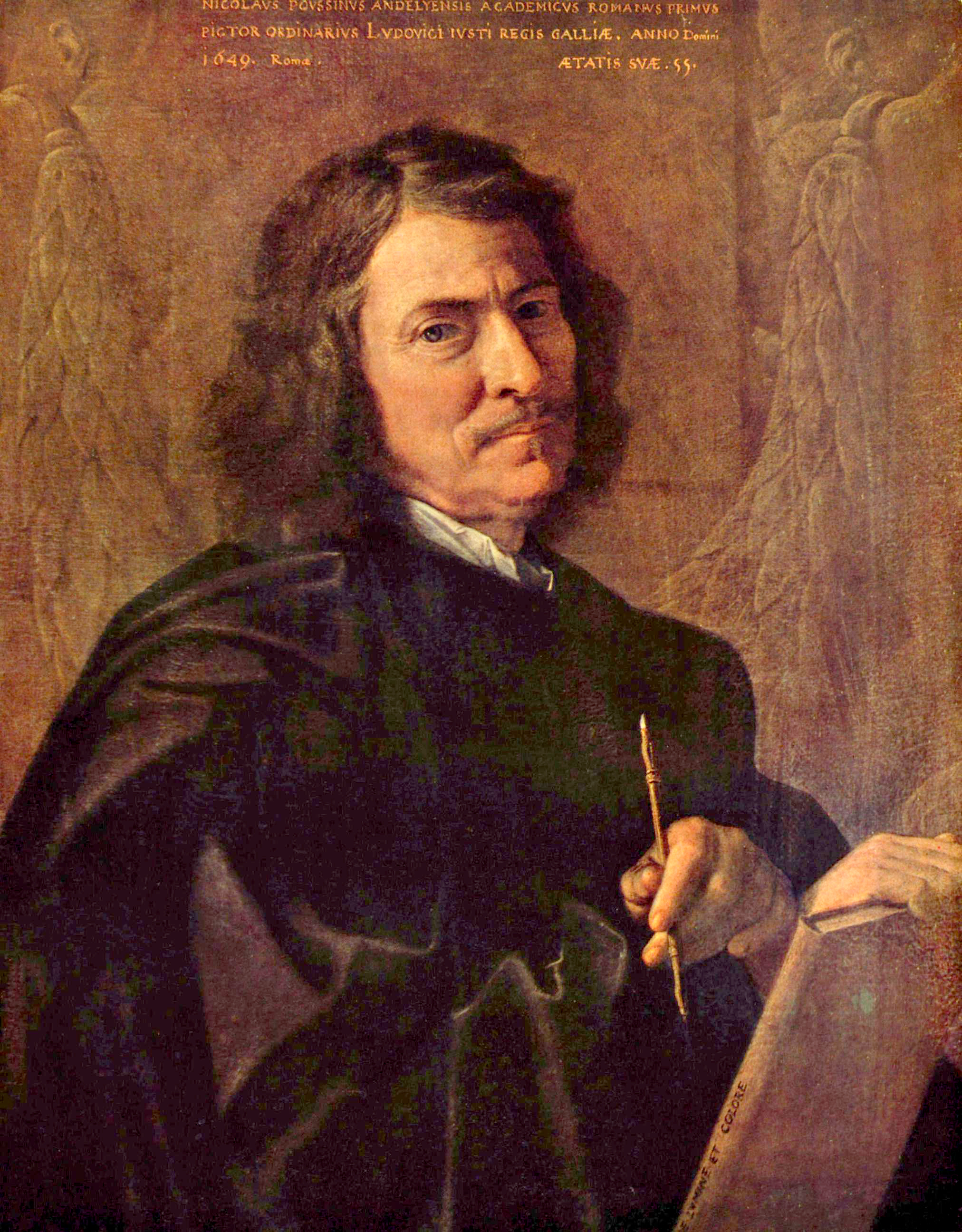
Nicolas Poussin.

- Philippe d'Alcripe (1531-1581), écrivain, moine cistercien à l'abbaye de Mortemer.
- Isaac de Benserade (1612 ou 1613-1691), écrivain et dramaturge.
- Jean-Pierre François Blanchard (1753-1809), aéronaute. Il réalisa notamment la première traversée de la Manche en ballon, le 7 janvier 1785.
- Jean Le Blond (XVIe siècle), poète.
- Jacques Daviel (1693-1762), chirurgien et ophtalmologue français. Chirurgien du roi Louis XV, il est le premier à avoir réussi une opération de la cataracte.
- Jacques Charles Dupont de l'Eure (1767-1855), homme politique.
- Guillaume Costeley (1530-1606), musicien et compositeur.
- Eustache-Hyacinthe Langlois (1777-1837), peintre, dessinateur, graveur et écrivain français, surnommé le « Callot normand ».
- Nicolas Poussin, peintre français du XVIIe siècle, représentant majeur du classicisme pictural, natif des Andelys.
- Anne de La Vigne (1634-1684), poétesse.

#### Époque contemporaine
Armée
- Marcel Lefèvre (1918-1944), héros du Groupe de chasse Normandie-Niémen.

Spectacle, cinéma et médias
- Sophie Aubry, actrice.
- Nathalie Baye, actrice de cinéma, de théâtre et de télévision.
- Jean-Claude Camus, producteur de spectacles.
- Laetitia Casta, actrice et mannequin née à Pont-Audemer.
- Olivier Delacroix, journaliste, documentariste et animateur de télévision.
- Jean-Luc Hees, journaliste et animateur de radio, président de Radio France de 2009 à 2014.
- Bruno Putzulu, acteur et chanteur.

Gastronomie
- Gaston Lenôtre (1920-2009), pâtissier, chef d'entreprise et auteur de plusieurs livres de cuisine, natif de Saint-Nicolas-du-Bosc.
- Henri Gaudichon, dit Henri Gault (1929-2000), journaliste, chroniqueur et critique gastronomique. Avec Christian Millau, il crée, en 1972, le guide gastronomique Gault et Millau.

- Michel Cluizel, chocolatier de luxe.

Ingénierie et sciences
- Louis Auzoux (1797-1880), docteur en médecine, créateur de modèles anatomiques utilisés dans les enseignements de la médecine humaine et vétérinaire. Ces techniques sont exposées au Musée de l'écorché d'anatomie au Neubourg.
- Augustin Fresnel (1788-1827), physicien, considéré comme le fondateur de l'optique moderne.
- Auguste Mudry (1907-2006), constructeur d'avions de voltige aérienne.

Littérature
- Philippe Delerm, écrivain.
- Pascal Quignard, écrivain.
- Jérôme Carcopino (1881-1970), historien, haut fonctionnaire et homme politique.
- Jean de La Varende (1887-1959), écrivain, né au château de Bonneville à Chamblac.

Musique
- Vincent Delerm, chanteur.
- Maurice Duruflé (1902-1986), organiste et compositeur.
- Marcel Mule (1901-2001), saxophoniste.
- Claude Piron, chanteur du groupe Danny Boy et ses Pénitents, il est l'un des premiers chanteurs français de rock.
- Wax Taylor, auteur, compositeur, producteur de musique et manager français de musique, natif de Vernon.

Peinture et dessin
- Claude Monet (1840-1926), peintre et fondateur de l'impressionnisme. Il vécut à Giverny, près de Vernon, de 1883 à 1926. C'est à Giverny qu'il a peint Les Nymphéas, série mondialement connue de peintures à l'huile représentant le bassin de nénuphars présent dans ses jardins.
- Émile Vaucanu (1864-1894), graveur, dessinateur et aquarelliste.
- Florence Cestac, auteur de bandes dessinées.

Politique
- Aristide Briand (1862-1932), homme politique et diplomate.
- Jean-Louis Debré, homme politique français, maire d'Évreux de 2001 à 2007.
- Chantal Jouanno, femme politique française.
- Bruno Le Maire, homme politique français, député dans la première circonscription de l'Eure, et ministre de l'Agriculture de juin 2009 à novembre 2010.
- François Loncle, homme politique français, député dans la quatrième circonscription de l'Eure et secrétaire d'État auprès du premier ministre Pierre Bérégovoy de 1992 à 1993.
- Pierre Mendès France (1907-1982), homme politique, député de l'Eure et maire de Louviers.
- Hervé Morin, homme politique français, maire d'Épaignes, président du conseil régional de Normandie depuis 2016.
- Sébastien Lecornu, homme politique français, maire de Vernon puis Ministre des Armées.

Religion
- Jacques-Désiré Laval (1803-1864),  prêtre et missionnaire spiritain.

Sculpture
- Raymond Duchamp-Villon (1876-1918), sculpteur.
- François Masson (1745-1807), sculpteur.

Sport
- Alexandra Ledermann, cavalière de concours de saut d'obstacles.
- Alexis Vastine (1986-2015), boxeur.
- Ousmane Dembele, footballeur.
- Esteban Ocon, pilote de Formule 1.

### Héraldique
| Blason | Blasonnement : « Coupé : au 1er de gueules à deux léopards d'or armés et lampassés d'azur l'un au dessus de l'autre, au 2e d'azur semé de fleurs de lis d'or, à la bande componée d'argent et de gueules brochant sur le tout. » |

Ce blason reprend les armoiries de la Normandie, région dont fait partie le département, et celles de la ville d'Évreux, son chef-lieu.
Il a été proposé par l'héraldiste Robert Louis en 1950.